# General Daniel Cerri

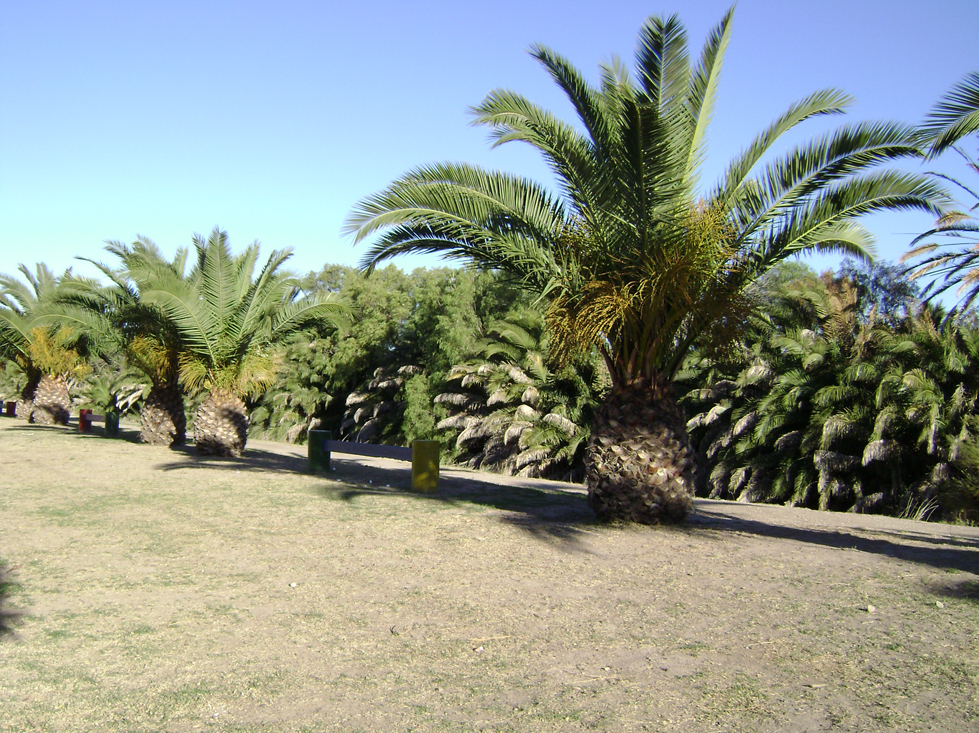
Costanera Canal Cuatreros

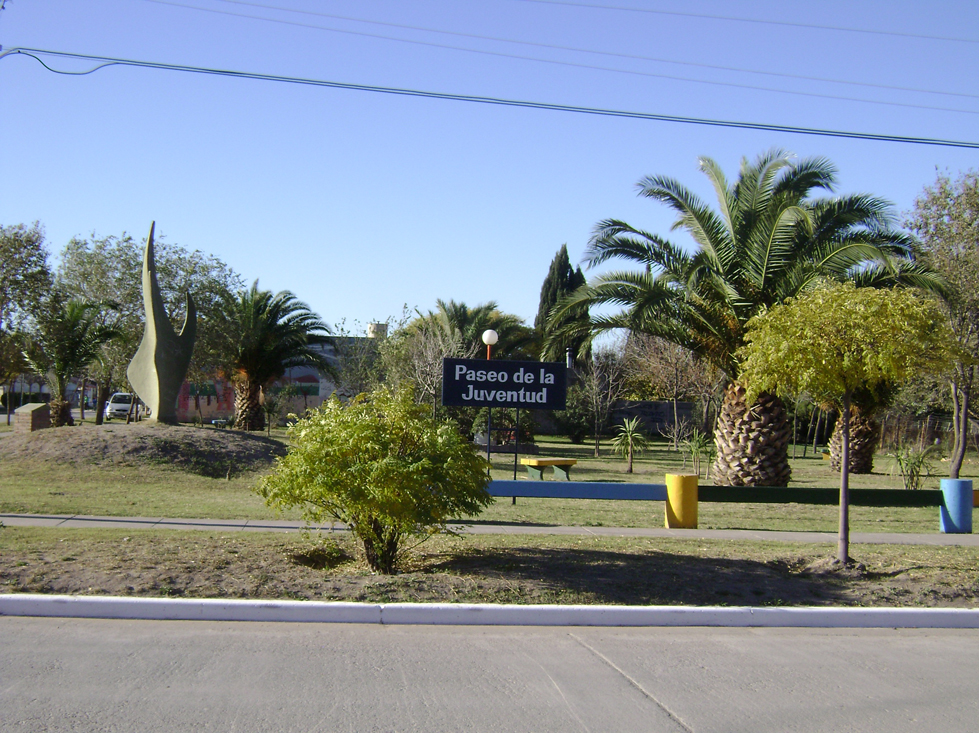
Plazoleta Paseo de la Juventud

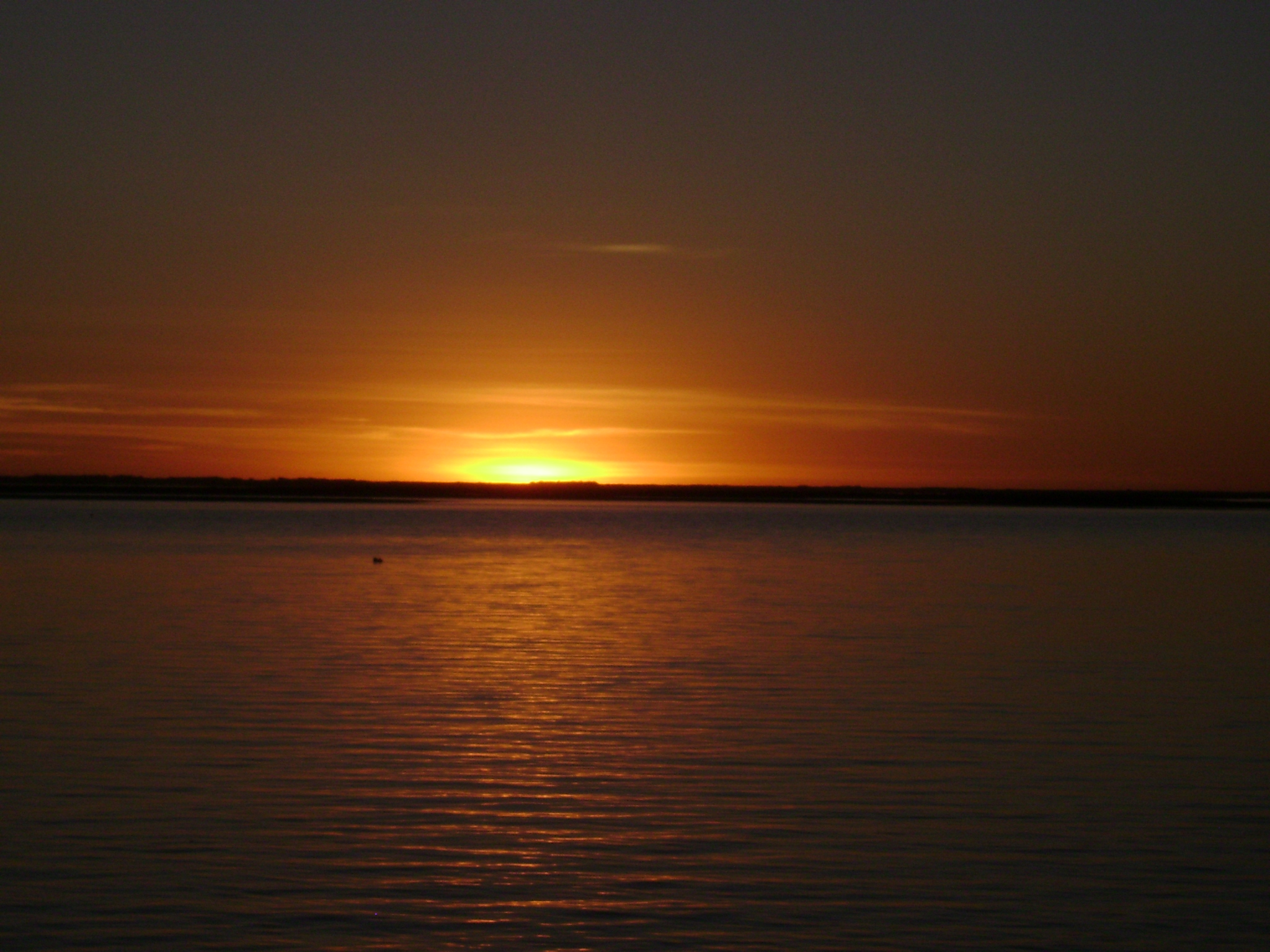
Puesta del Sol vista desde el Puerto Cuatreros

General Daniel Cerri (Estación Cerri y Estación Aguará) es una ciudad y puerto de la provincia de Buenos Aires (Argentina). Se encuentra ubicada en el partido de Bahía Blanca, a 10 km al oeste de la ciudad de Bahía Blanca, con la que se encuentra conurbada en el denominado Gran Bahía Blanca y en la Ruta Nacional 3, a 698 km de la Capital Federal.

## Fundación
La ciudad de General Daniel Cerri se encuentra ubicada en el partido de Bahía Blanca. Fue fundada el 27 de mayo de 1876 por Francisco José Daniel Cerri, quien había participado de la guerra de la Triple Alianza contra el Paraguay y especialmente en la batalla de Curupayty, donde Cerri dio muestra de heroísmo. Regresó a Bahía Blanca con el grado de teniente coronel y fue el único de los legionarios que llegó al grado de general. Su vida militar transcurrió más tarde por diversos escenarios de la geografía nacional, siendo nombrado en 1875 comandante de la Guarnición Bahía Blanca, en 1876 en cercanía del río Sauce Chico, en el vado conocido como "Paso de los Cuatreros" fundó el Fortín y un año después fue jefe en la Campaña de Río Negro que realizara el general Julio Argentino Roca en las campañas previas a la lucha con los indios.

## Frontera y fortines

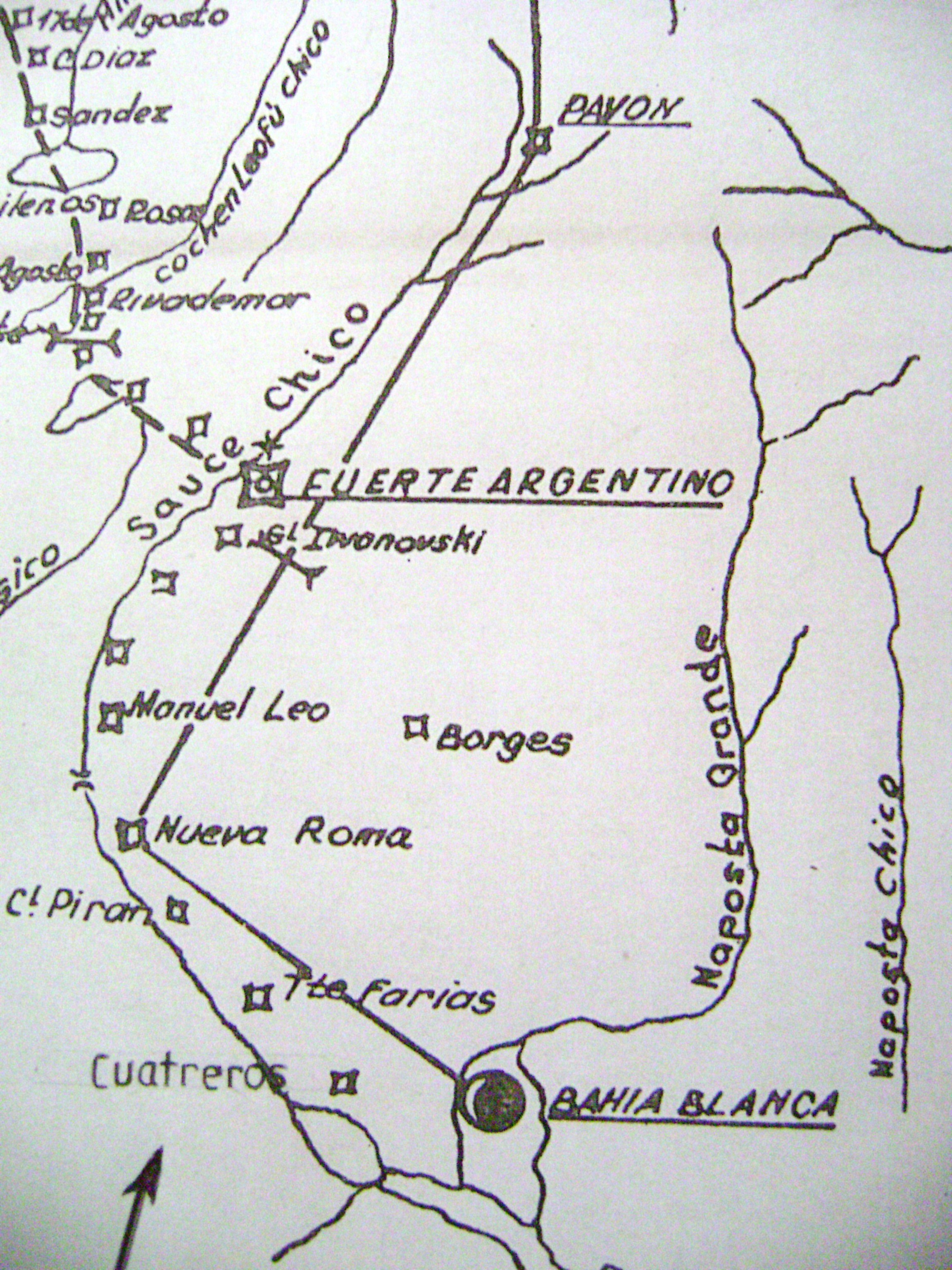
Plano de línea de Fortines

A lo largo de la Presidencia del Dr. Nicolás Avellaneda, se intensificó la lucha contra los aborígenes ladrones de ganado (cuatreros); El 16 de marzo de 1876, desde el cuartel general ubicado en Olavarría, el entonces Ministro de Guerra Adolfo Alsina, dio órdenes e instrucciones pertinentes a los mandos militares, para que marcharan sin demoras a ocupar los lugares por donde se debía trazar la nueva línea de fronteras.
En uno de los grupos se encontraba de jefe el teniente coronel Daniel Cerri, que había actuado anteriormente en la lucha contra el indio combatiendo heroicamente con los huestes de Calfucurá el 19 de mayo de 1859 y en otros ataques, en los que pudo rescatar muchos cautivos y apoderarse de una importante caballada.
Las instrucciones que recibió Cerri consistían en que tenía que situarse con los efectivos que disponía, entre Bahía Blanca (“Fortaleza Protectora Argentina”) y Fuerte Argentino (“Paso de los Chilenos”) y además debía construir sobre las márgenes del Río Sauce Chico una nueva línea de fortines, 9 sobre la margen izquierda y 4 sobre la derecha.
El primer fortín construido al oeste de Bahía Blanca y que cerraba el paso a las invasiones desde Patagones fue el “Fortín Paso de los Cuatreros” y algunos de los fortines restantes fueron “Farias”, “Piran”, “Manuel Leo” y “Gral. Iwanoski”. También se reacondicionó “Nueva Roma” y se reconstruyó el “Fortín Borges”. Los fortines tenían 2 estructuras circulares, una contenía el rancherío y la otra formaba el corral.
Desde “Cuatreros” a “Nueva Roma” se utilizó el cauce del río Sauce Chico como zanja y de “Nueva Roma” hasta la provincia de Córdoba se continuó manualmente con la construcción de la zanja, luego conocida como la Zanja de Alsina.

### Fortín “Paso de los Cuatreros”
Primeramente se lo conoció como “Fortín Paso de los Cuatreros” y más tarde se lo denominó “Fortín Cuatreros”, estaba ubicado sobre la margen izquierda del río Sauce Chico y aproximadamente a 2 km del cangrejal.
Lo formaba un semicírculo con un diámetro de 40 varas, rodeado por un foso de 4 varas de ancho, por 3 varas de profundidad que rodeaba a la ranchada y el mangrullo, y a espaldas del fortín otro círculo de 20 varas de diámetro que formaba el corral. El personal estaba formado por 2 oficiales y 20 soldados fortineros.
La construcción del fortín se hizo con elementos del lugar y otros traídos de la Fortaleza Protectora Argentina realizada por el coronel Ramón Estomba en 1828. Su vida fue efímera, pues años más tarde con la campaña de Roca al desierto dejó de tener importancia y con el paso del tiempo desapareció totalmente.
- Casa Azotea o Casa Fortín

Para proteger las estancias ubicada en la zona rural del partido de Bahía Blanca se construían las casas azoteas o casas fortalezas las mismas eran de una construcción más económica y funcionaban como unidades defensivas y de albergue a la peonada.
Una de esas unidades, que perteneció a la “Estancia Sansinena”, es aquella en la que se ubica el “Museo Fortín Cuatreros” de la ciudad de General Daniel Cerri.

## Plazas y Paseos Públicos

### Plaza Andrés Morel
Es la plaza principal de la ciudad, está ubicada frente a la Delegación Municipal en la manzana comprendida por las calles Juan José Passo, Juan Larrea; Cornelio Saavedra y Domingo Matheu. En el mencionado sector se realizan las más importantes actividades públicas (Fiestas Patrias y Aniversario de la Ciudad).
En el centro de la plaza está el busto al Gral. Daniel Cerri y frente a la delegación el monumento a la madre.

### Plaza Juan Vissani
Se encuentra ubicada en el sector más antiguo del lugar,  entre las calles Francisco Gurruchaga; Av. Plácida Pernici, Martín Güemes y Donado.

### Plaza Carlos Galassi
Las calles Francisco Gurruchaga, Libertad,  Sarmiento y Brown bordean a la plaza y se ubica a pocos metros de la Iglesia San Miguel Arcángel.

### Plaza Olga Bayón
Está circundada por las calles Buenos Aires, Armando Antozzi y Balcarce (numeración par e impar) en las otras calles laterales

### Plazoleta de la Rotonda
Se encuentra ubicada en la rotonda de ingreso a la ciudad, posee fogones, mesas y bancos, es un lugar de descanso y recreación para toda la familia.

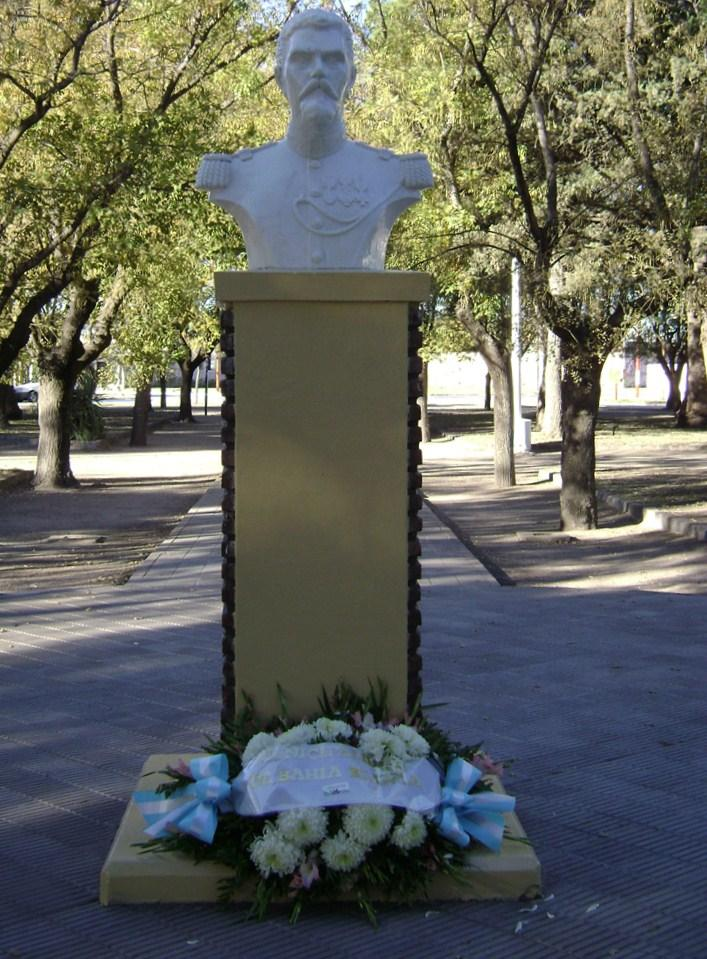
Busto del Gral. Cerri
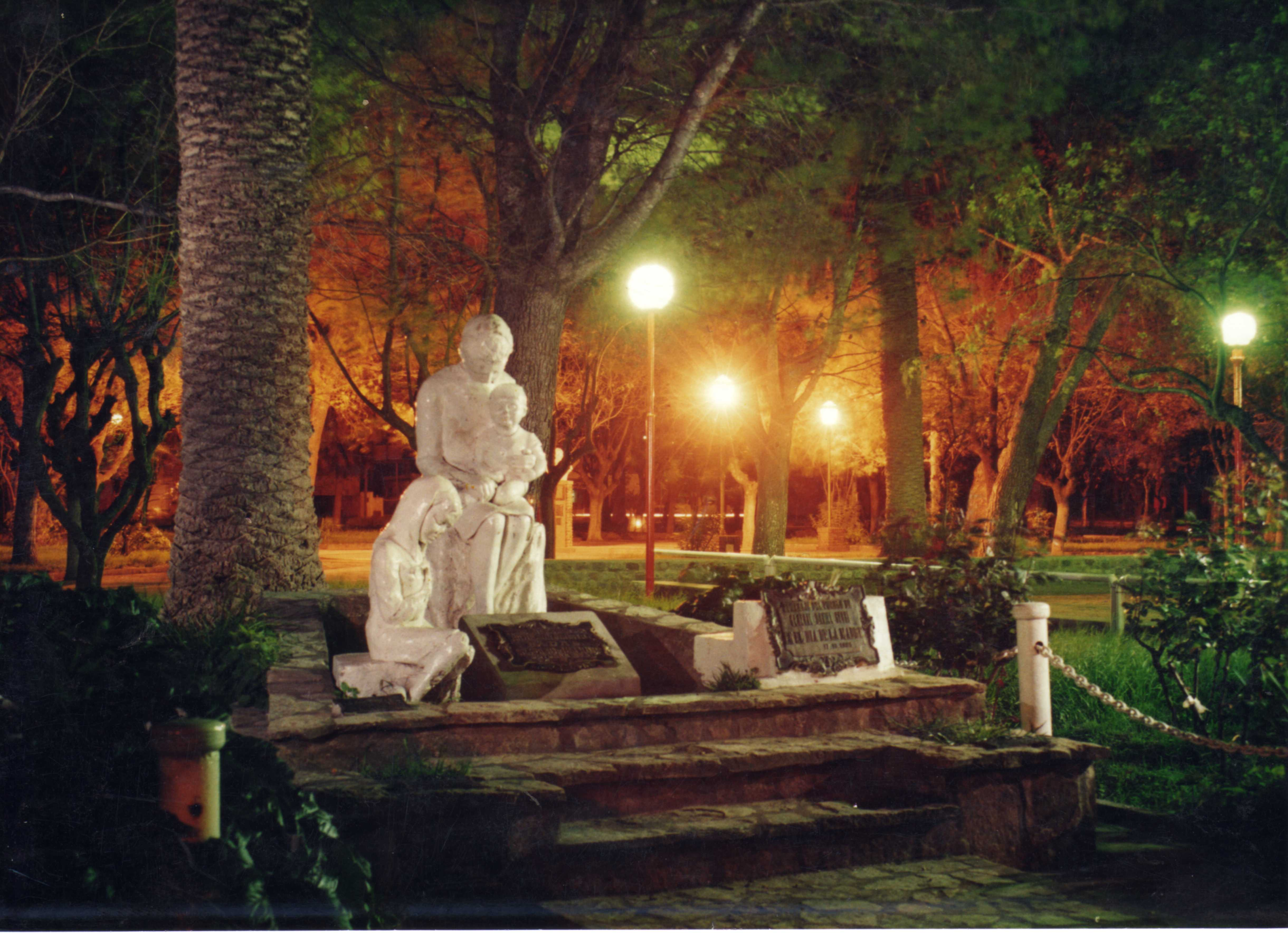
Monumento a la Madre
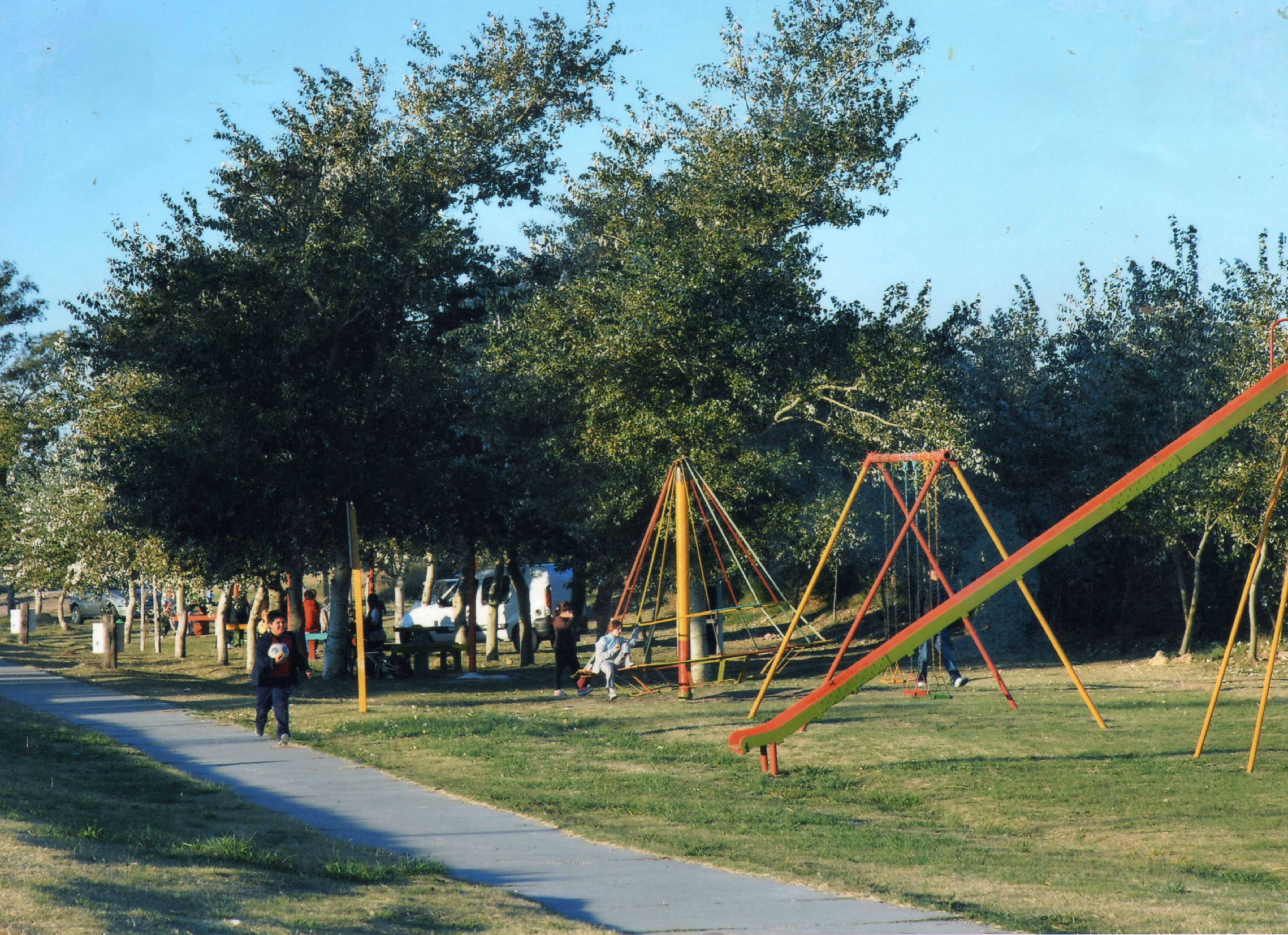
Plaza Juan Vissani
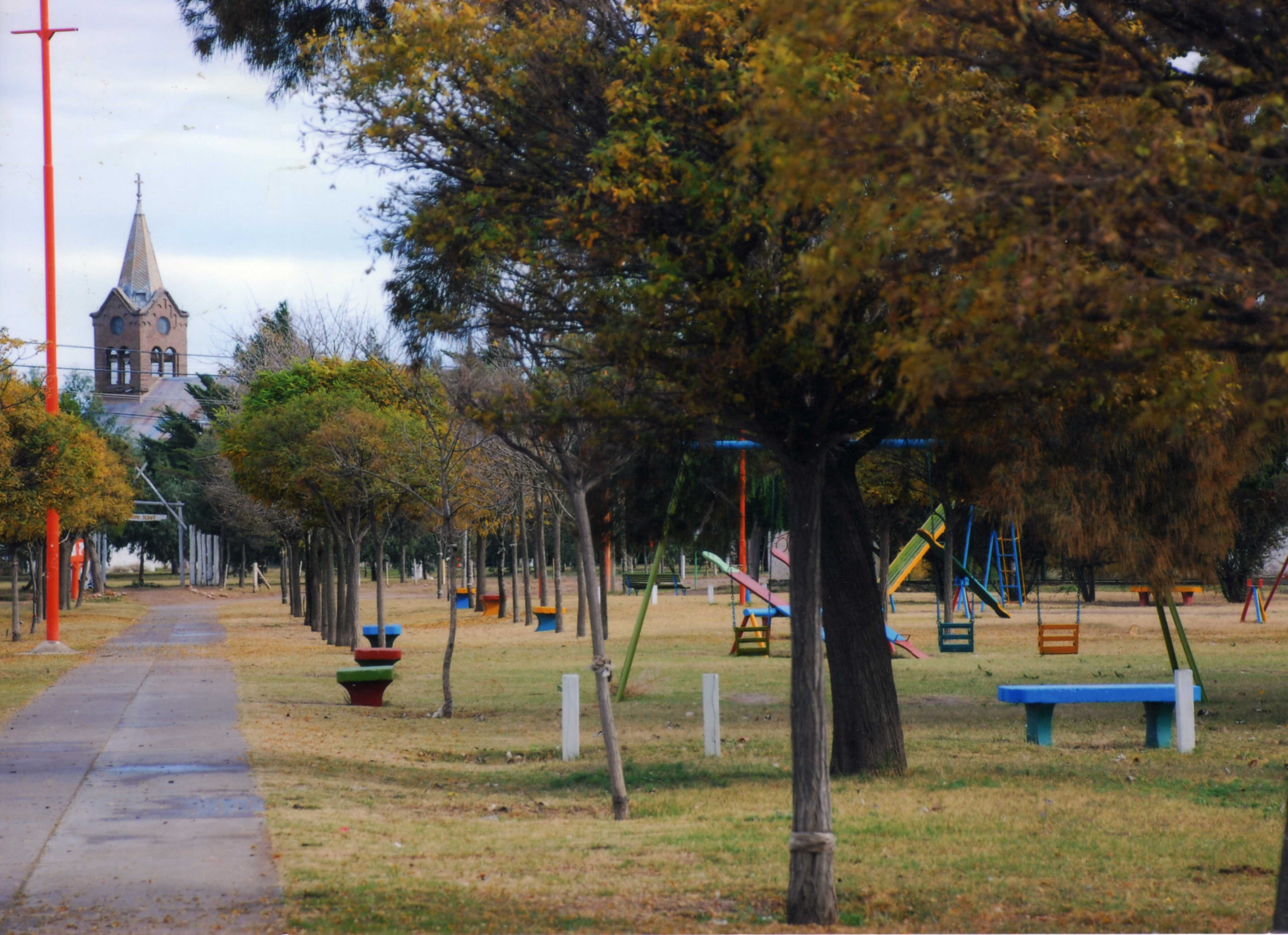
Plaza Galassi
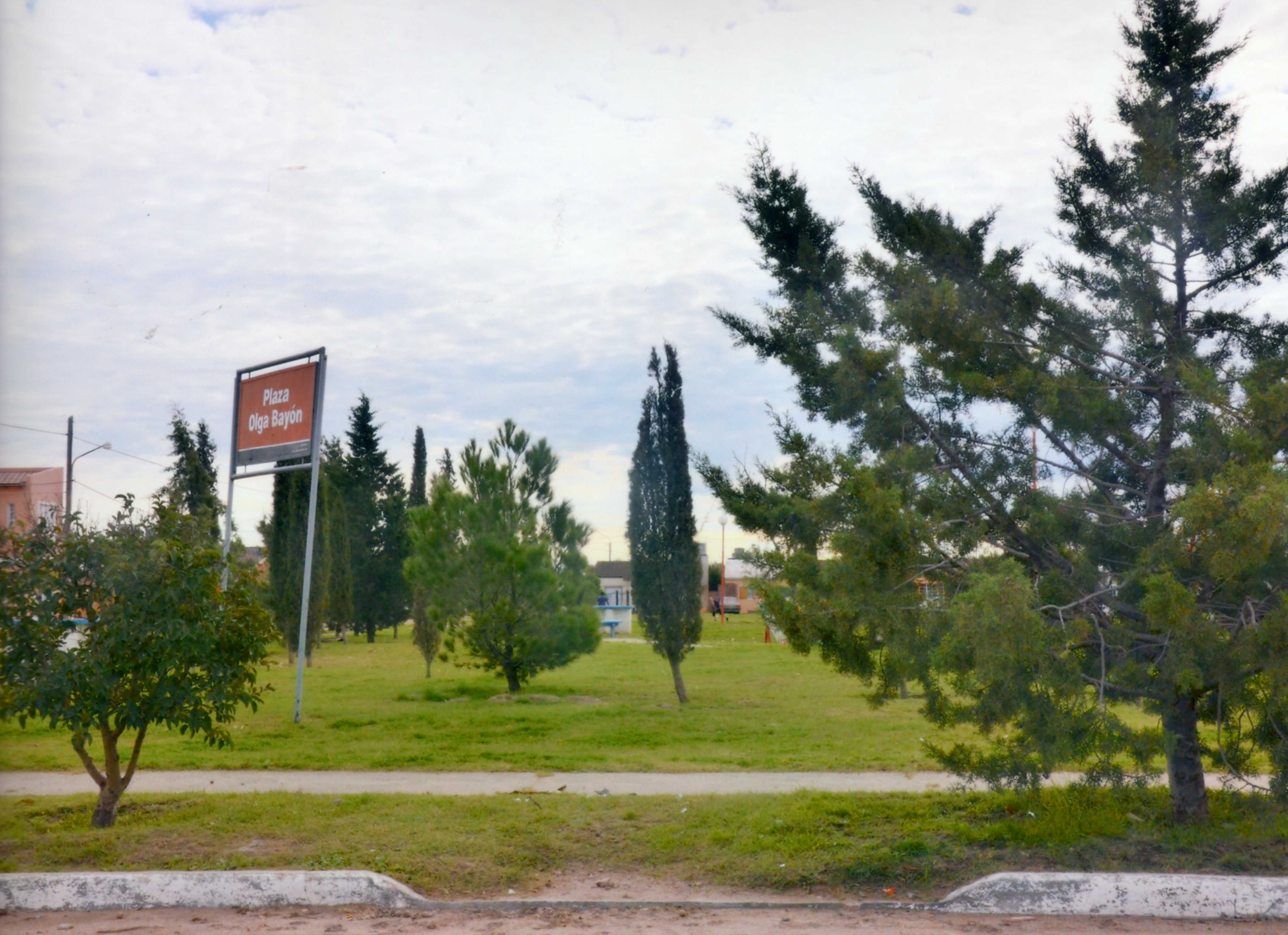
Plaza Olga Bayón
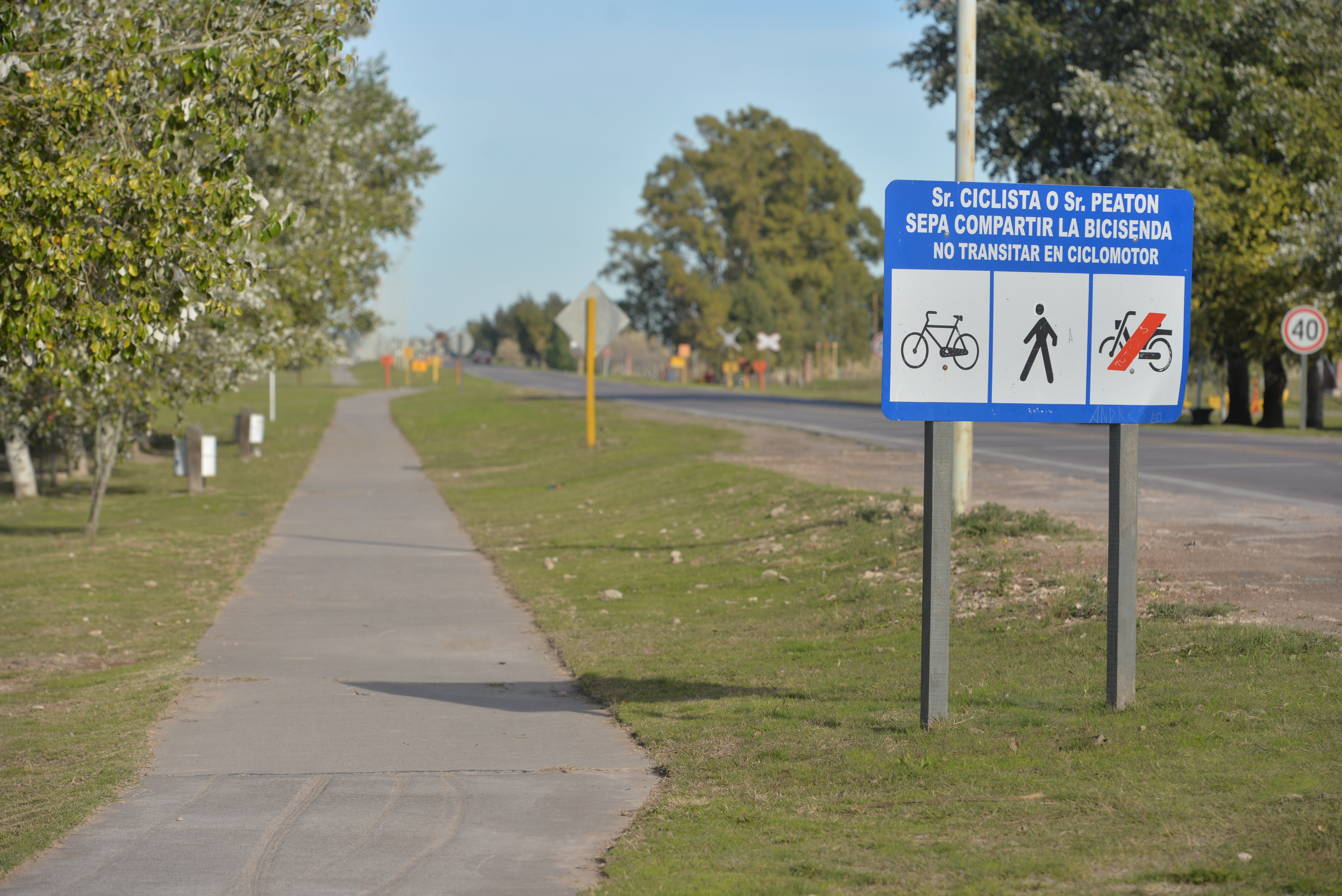
Plazoleta de la Rotonda
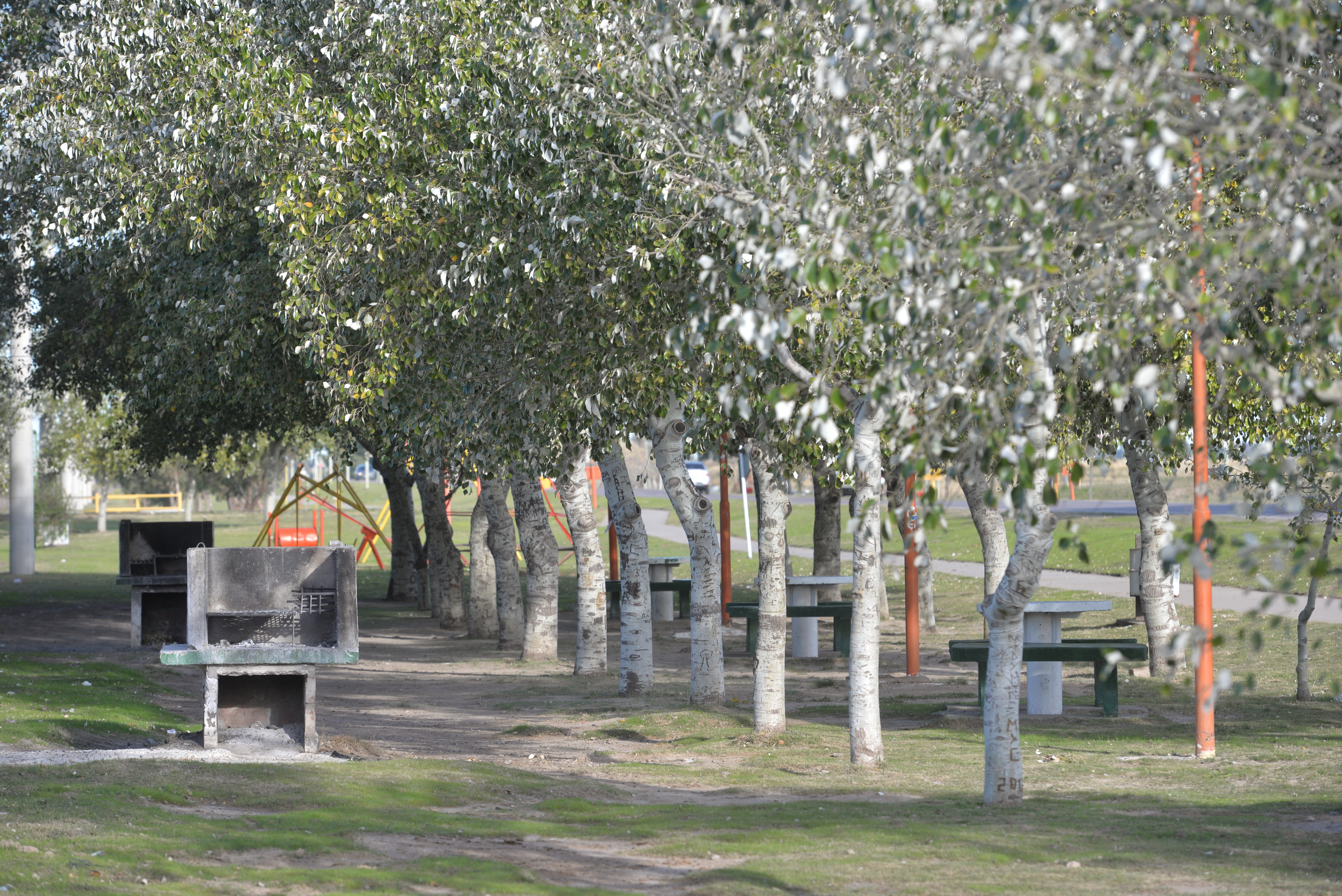
Plazoleta de la Rotonda
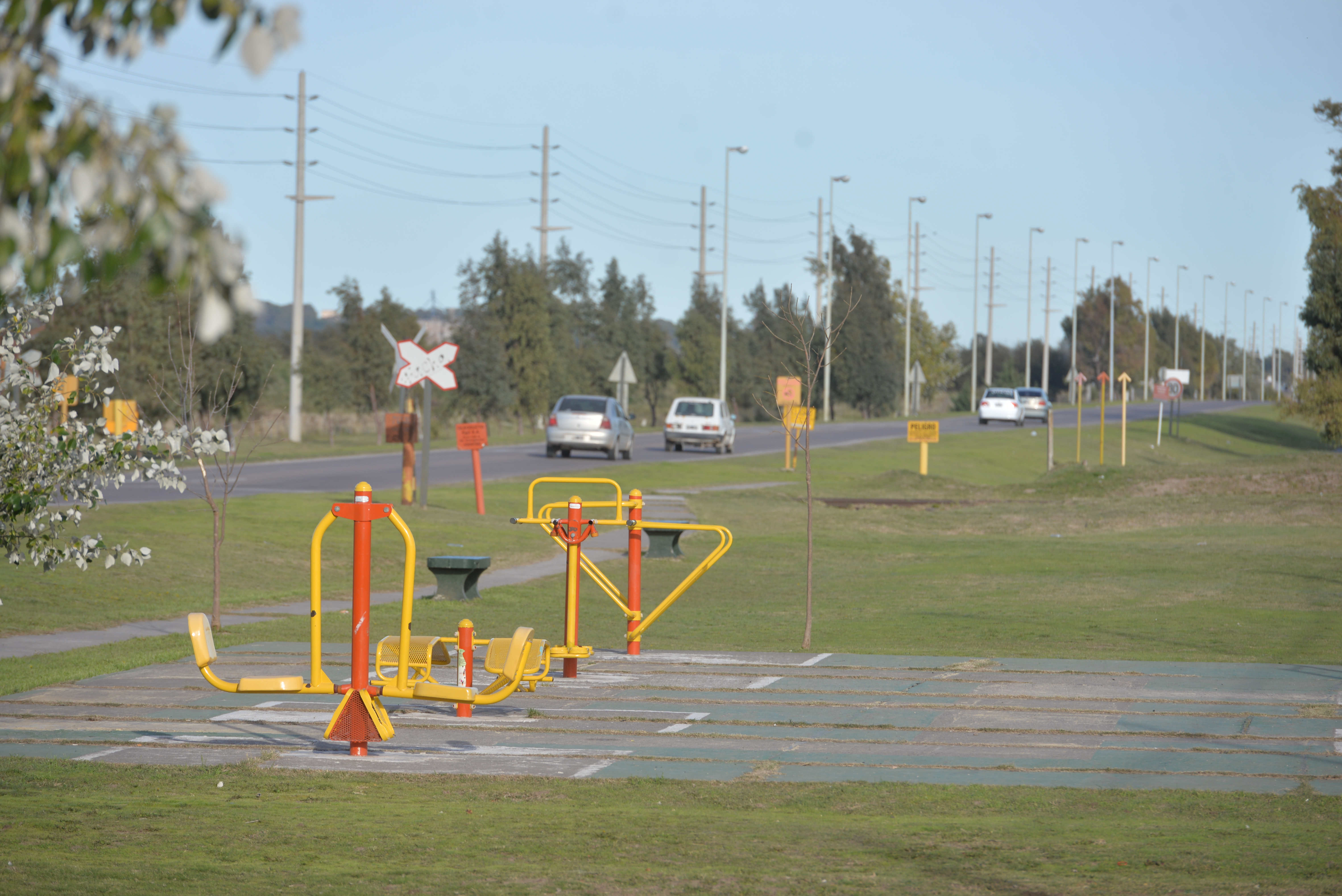
Plazoleta de la Rotonda

## Industrias y Comercios

### Frigorífico Sansinena - C.A.P. Cuatreros
El 25 de septiembre de 1900, llegó a la ciudad una comitiva encargada de analizar el sitio elegido por la Compañía Sansinena para emplazar su nuevo frigorífico. La historia comenzó en 1883 cuando el francés Simón Gastón Sansinena instaló en Buenos Aires (junto al Riachuelo) un matadero y grasería que con el tiempo después se llamó Compañía Sansinena de Carnes Congeladas, elaborando los conocidos productos "La Negra".
Era presidente de la firma el empresario Ernesto Tornquist, y uno de sus primeros anuncios fue la construcción de un frigorífico en las 2.000 hectáreas de su propiedad en cercanías de Bahía Blanca, más precisamente en la zona de Cuatreros.
La visita que se rememora contó con la presencia de Adolfo Luro, Juan Oliver y el Ing.Luis Augusto Huergo, encargado del proyecto del futuro "Puerto Cuatreros".

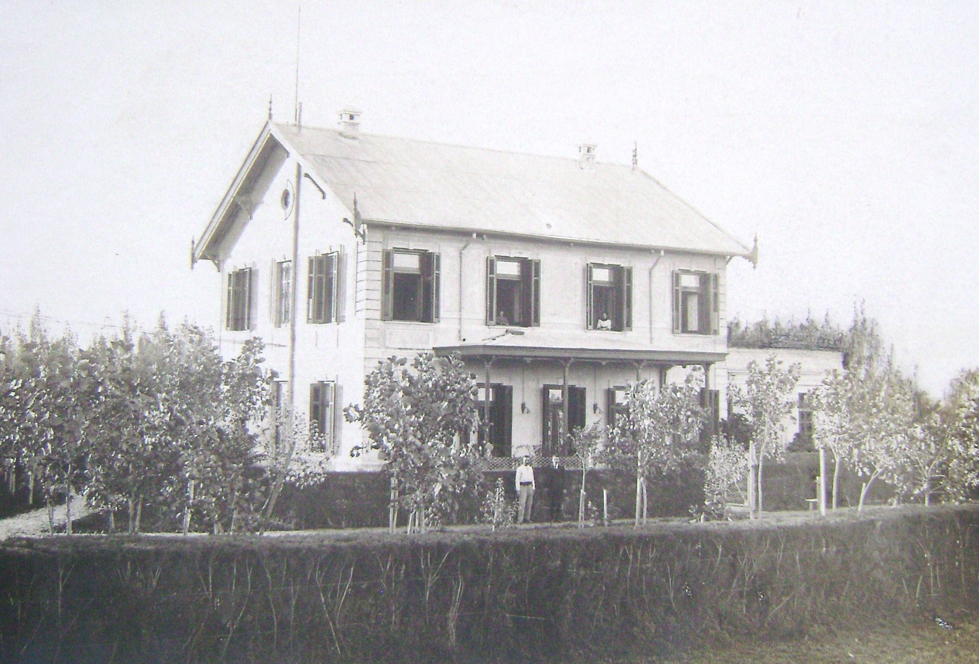
Vista del chalet y parque.

En 1900, Gastón Sansinena compró las 2.000 hectáreas en "Cuatreros" a Ernesto Tornquist y entre ese mismo año y 1903 con la dirección técnica del Ing. Luis A. Huergo comenzó a construir el frigorífico, puerto y playa de maniobras ferroviarias. El 1 de octubre de 1903, se inauguró el emprendimiento industrial empleando 850 obreros, que comenzó a dar forma al pueblo de Cuatreros.
El Chalet que estaba destinado al administrador y el parque que está ubicado dentro del frigorífico, fue construido y diseñado aproximadamente en el año 1903 por Carlos Thays, arquitecto, naturalista y paisajista francés nacionalizado argentino, que realizó la mayor parte de su obra en Argentina. Entre sus obras está el Jardín Botánico de Buenos Aires, El Parque Provincial Ernesto Tornquist y los Bosques de Palermo, entre tantos otros.
- Solemne inauguración

La tan ansiada inauguración de la planta tuvo lugar el 1 de octubre de 1903, hecho que motivó una importante crónica en la edición del día 2.
Con toda la solemnidad exigida por los grandes acontecimientos fue inaugurado el frigorífico de la Compañía de Carnes Congeladas. Del acto tomaron parte el presidente de la compañía, Ernesto Tornquist, el administrador Paul Oliver, el gerente Miles Pasman, el miembro del directorio Adolfo Luro y 70 invitados especiales más.
Todos salieron con el tren de las 8.00 con destino al puerto de White donde abordaron el vaporcito Volga y el palibot Lario, preparados para conducir a la concurrencia al puerto Cuatreros. Desde allí, se trasladaron hasta el establecimiento en un tren formado por una máquina a vapor y varios vagones convenientemente arreglados para tal ocasión.

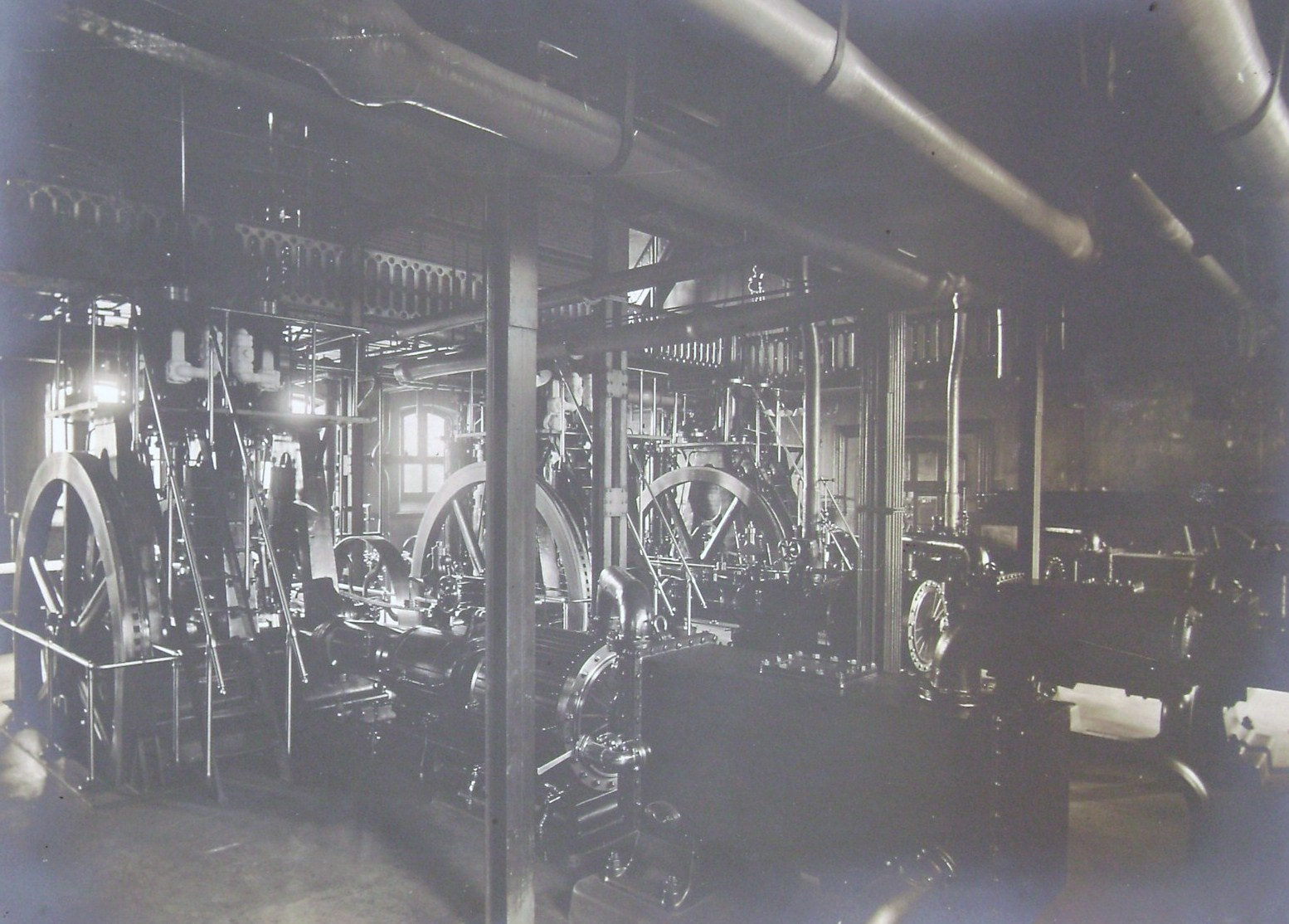
Vista interior de la Sala de Máquinas.

El diario agrega que «Visitamos poseídos de la más grande admiración, todas las dependencias de ese poderoso establecimiento, por que él nos hablaba al alma de argentinos diciéndonos cuan grande y cuan prospera sería la nación si en cada margen de cada arroyo, y en cada fondo de cada una de las bahía de nuestro espléndido litoral, se pudieran contemplar monumentos de la industria como el Frigorífico Sansinena que dan vida, nervio, poderoso impulso al comercio y a la industria, no solo de la ciudad, sino de una región entera».
Tras recorrer las instalaciones, todos los asistentes participaron de un almuerzo. El Hotel de Londres preparó el menú, escrito en francés, que incluía canapés de caviar y vinos del Rhin.
Después de las palabras de los funcionarios, donde se destacó, las bondades y características de tareas a desarrollar en el frigorífico la comitiva emprendió el regreso a Bs.As.
El puerto en el estuario de Bahía Blanca, cerca de la desembocadura del Río Sauce Chico, de 150 m de muelles de madera, se denominó "Puerto Cuatreros".

### Puerto Cuatreros
- Comienzo de las Exportaciones

En el año 1903 la compañía Sansinena instaló la vía de trocha angosta que llegaba hasta Puerto Cuatreros. Posteriormente en el año 1908 el ferrocarril construyó la vía desde Bahía Blanca a Carmen de Patagones y que pasa por la Estación Aguará.
Desde el comienzo de las actividades en 1903 y hasta 1925, solo en los años 1911, 1917 y 1921 no se efectuaron embarques desde el muelle.
La exportación de carnes a Brasil, Inglaterra y Alemania se desarrollaba con menores fletes que otros puertos fluviales.
En 1920, la oferta de esta compañía eran 40 clases de fiambres, 25 de embutidos, 25 conservas enlatadas, 10 patés, 20 subproductos industriales y exportaba mensualmente 40.000 reses ovinas, 20.000 bovinas, más otros productos allí elaborados. Poseía vías de FF.CC. y tres locomotoras a vapor para llevar la carne de las cámaras frigoríficas a los barcos anclados en el puerto, a 3 km de distancia.
En el año 1925, por diferentes circunstancias el muelle queda fuera de servicio. En la década del 30, se exportó para Inglaterra manteca bahiense de La Scandia. En 1939 tras la suspensión de los embarques de carnes para exportación, la compañía alquiló sus cámaras a la empresa A.F.D. (Argentine Fruit Distributors) para el enfriamiento y embarque de frutas que provenían en tren del alto valle del Río Negro.
En el año 1939 la mencionada empresa exportó, por Puerto Cuatreros, 290.519 cajones de peras "Williams", extra fancy, las que fueron destinadas a puertos de Gran Bretaña, Francia, Holanda, Dinamarca, Bélgica, Suecia y Estados Unidos.

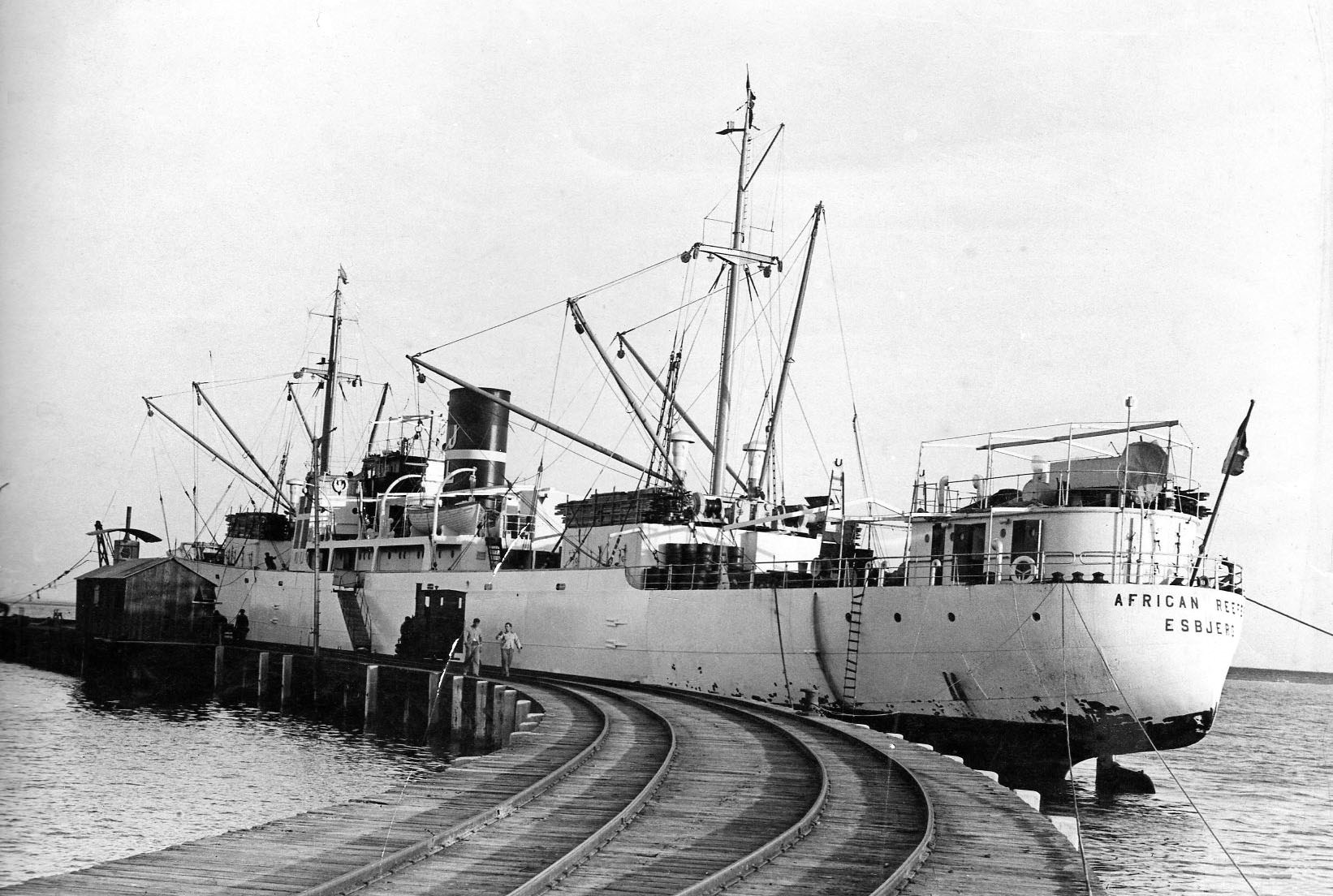
Vista del barco African Reefer amarrado en Puerto Cuatreros cargando frutas Rumbo a Europa

El primer tren con fruta para exportar, llegó el 14 de enero de 1939 y el 28 del mismo mes amarró a Puerto Cuatreros el African Reefer y fue el primer barco que llevó fruta a Europa, en ese año se llegó a embarcar 290.519 cajones que se repartieron entre los buques African Reefer, que cargó 90.970 cajones, y el Egiptian Reefer y el Ionna, que cargaron el resto.
En el año 1940, la Argentina Fruit Distribuitors, debido a la situación europea (Segunda Guerra Mundial), solo procedió al embarque de 170.000 cajones, pese a su propósito de exportar 1.000.000 de cajones de las peras mencionadas.
Esta actividad perduró hasta el año 1947, reiniciándose los embarques de carnes, menudencias y productos envasados de exportación. Después de haberse realizado tareas de mejoramiento del muelle, su maderamen, pilotes y el calado quedó habilitado para permitir al acceso de buques de hasta 30 pies de calado.

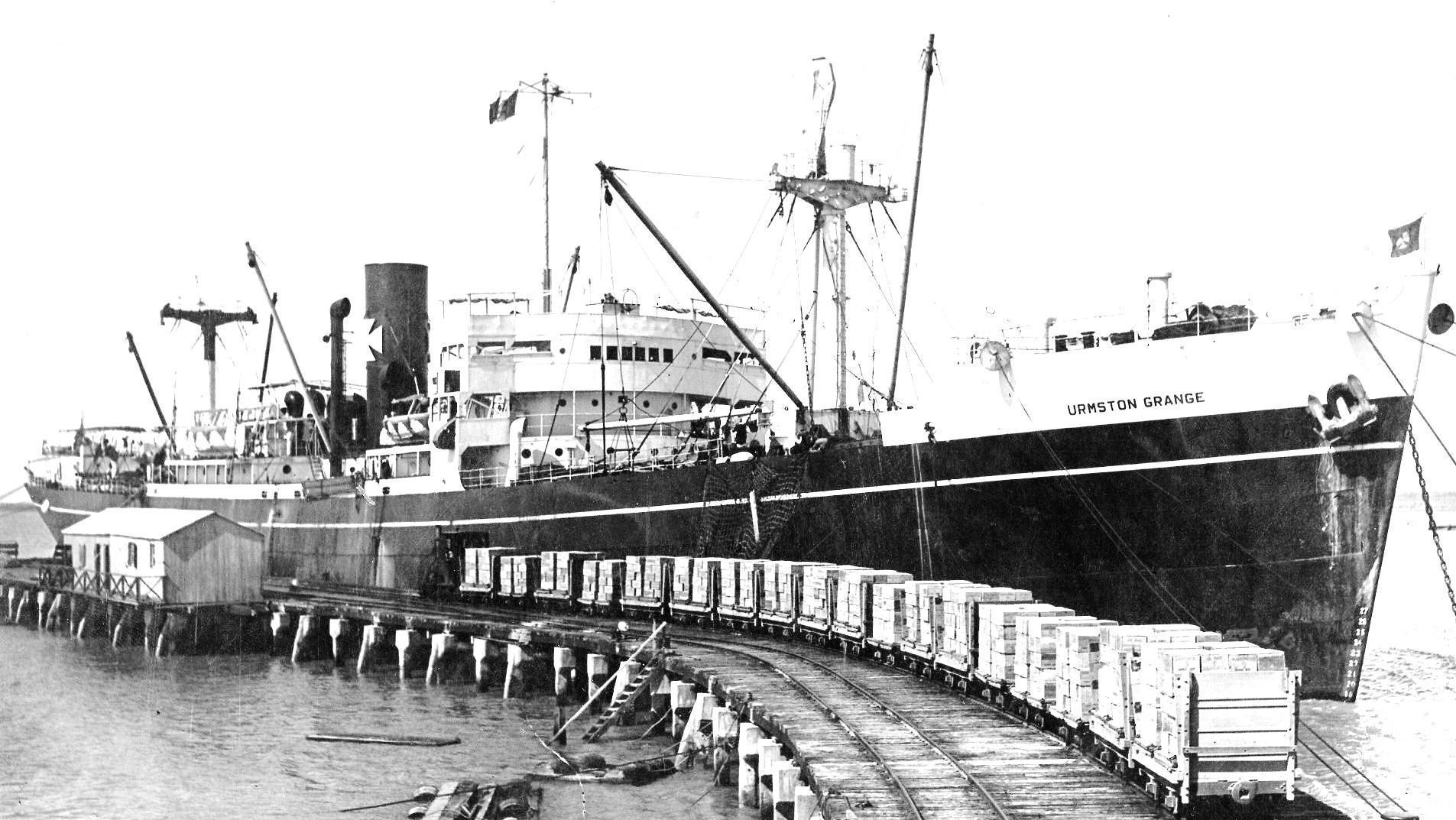
Vista del barco Urmston Grange cargando en Puerto Cuatreros.

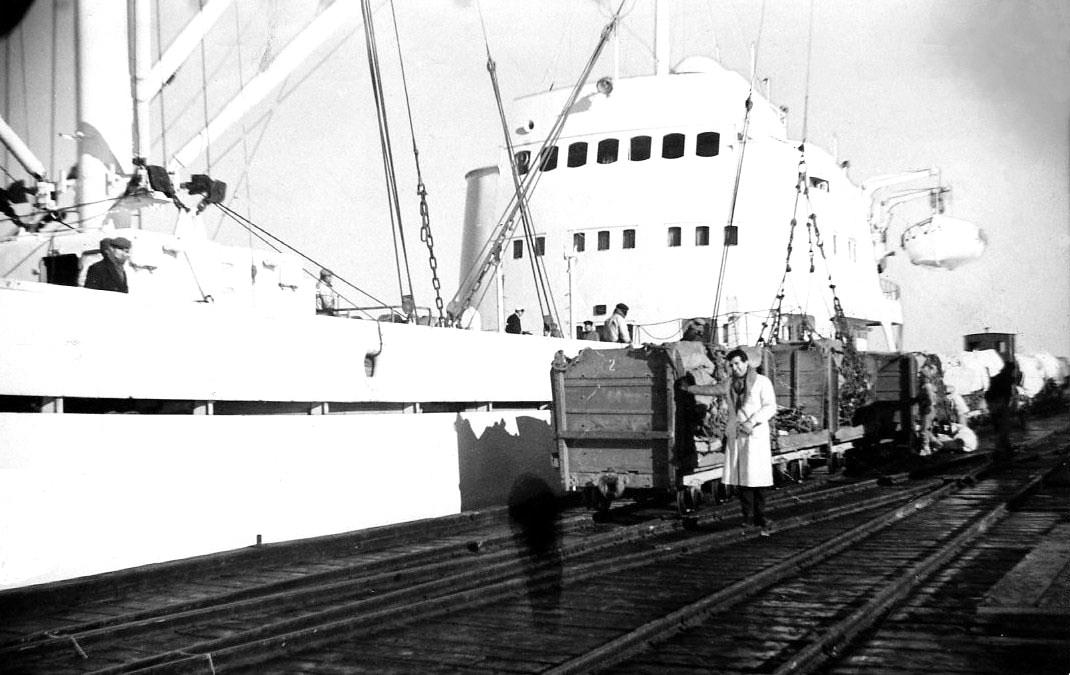
Vista del barco Ursula H en Puerto Cuatreros.

El 22 de marzo de 1947 cargó carne el barco inglés Urmston Grange. Aquel día, el movimiento en todo Cerri y el muelle fue intenso. La presencia del pequeño ferrocarril en el viejo muelle era una realidad y las grúas comenzaron la carga hasta llegar a un total de 3.000 toneladas de carnes congeladas, menudencias, corned beef y otras carnes conservadas, el buque completó su carga con 4000 toneladas de trigo en el puerto de White todo con destino final en Liverpool, Inglaterra.
El 23 de octubre de 1947, completando su capacidad de carga con carnes congeladas, menudencias y productos envasados, partió desde Puerto Cuatreros rumbo al Viejo Continente el barco inglés Langton Grange.
La reactivación del muelle se entendió como una nueva "ruta del progreso" para la zona, sobre todo por la importante demanda de carnes desde el extranjero.
En 1952, con la transferencia a la Corporación Argentina de Productores de Carnes nace "C.A.P. Cuatreros".
El 17 de enero de 1960, estando amarrado el buque inglés Cortona se desencadenó una fuerte tormenta con ráfagas de viento de 150 a 180 km, lo que ocasionó que la fuerte presión ejercida sobre el casco rompiera cinco de las amarras de sujeción y el barco impactara en el muelle.
El 30 de julio de 1960, después de cargar carnes congeladas y productos envasados, partió a Europa el buque alemán Ursula H.
En 1961 el transporte Corinaldo, de bandera británica, que tomó en sus bodegas un cargamento de 500 toneladas de carnes congeladas, partió de puerto Cuatreros con destino al puerto de Londres.
La mencionada unidad inició en horas tempranas la operación de carga de las reses ovinas enfriadas y menudencias congeladas procedentes del establecimiento que la CAP posee en Gral. Daniel Cerri, una vez que completó la carga, la nave soltó amarras y partió rumbo a Gran Bretaña.
El 21 de diciembre de 1961 a causa de un fuerte temporal de viento el muelle fue embestido por el buque Defoe, dañándole las defensas, pilotes y desplazando el piso, quedando prácticamente inoperable.
El 8 de agosto de 1962 recibió al Santa Teresita, que cargó 115 toneladas de carne ovina congelada con destino al puerto de Buenos Aires, desde donde luego fueron embarcadas en una nave de mayor calado rumbo a Europa. Fue el último navío que sacó productos CAP directamente de Puerto Cuatreros.
Entre marzo de 1947 y diciembre de 1962 se cargaron 54 barcos con productos CAP que partieron con destino a Europa.
Con las importantes mejoras realizadas en la planta, el 22 de septiembre de 1972 se dejó inaugurado el nuevo sistema de túneles de congelado rápido y sistemas de cierre al vacío. Dotando así al frigorífico de la más alta calidad y seguridad en el sistema de exportación de carnes congeladas. Todas las exportaciones de carnes y conservas a Italia, Alemania, Holanda,
España, Francia, Bélgica, Israel, Chile, Reino Unido, Polonia, Suiza, Grecia, Portugal, Zaire y Estados Unidos se trasladaban en camiones refrigerados desde General Daniel Cerri al puerto de Buenos Aires donde eran embarcados a su destino final.

### Carnicerías y Productos La Negra

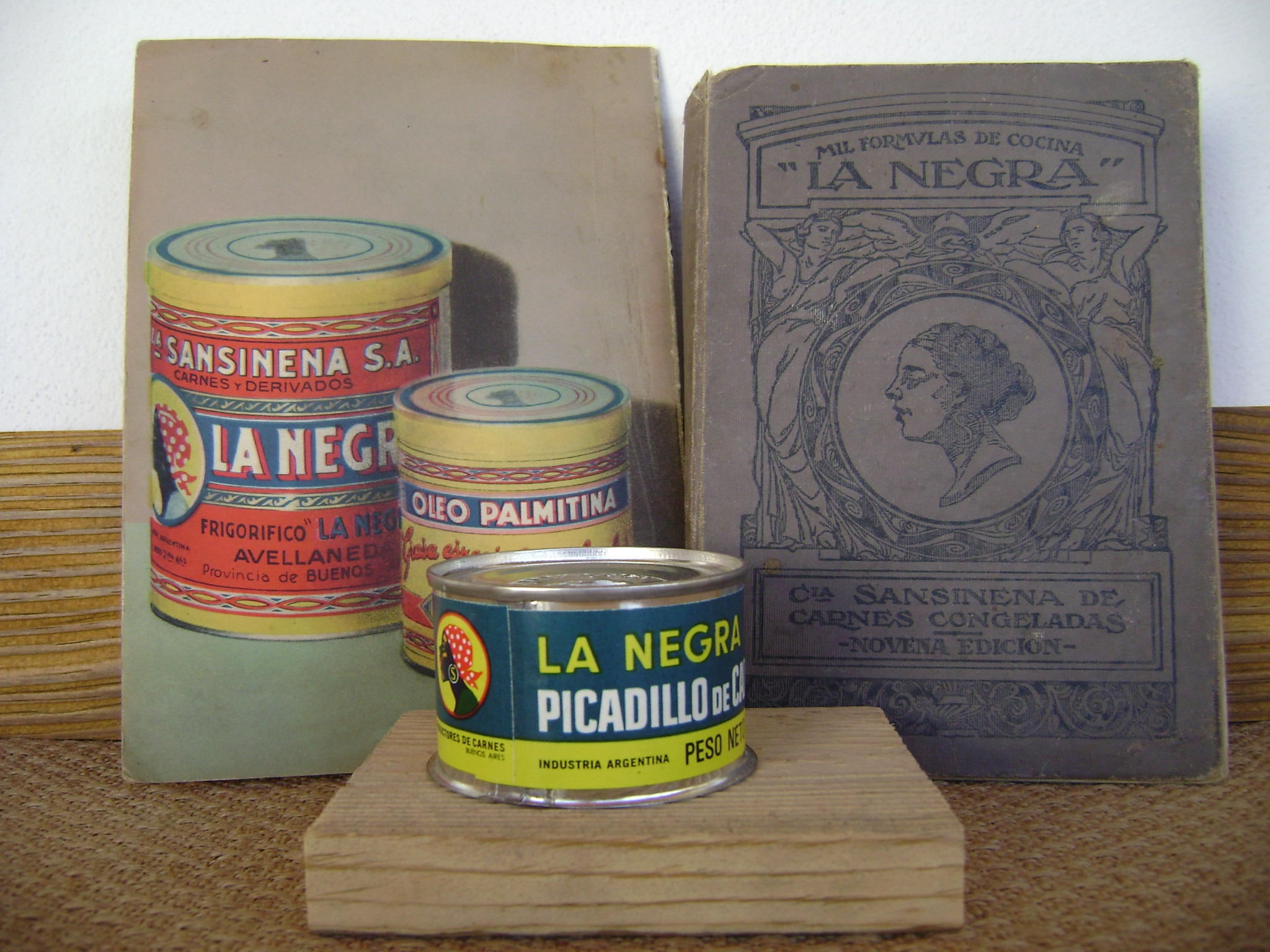
Libros de cocina y Producto La Negra.

El 1° de mayo de 1909, en el antiguo Mercado de Abasto y con frente a calle O'Higgins, la Compañía Sansinena de Carnes Congeladas elaboradora de los productos "La Negra", inauguró en Bahía Blanca la primera carnicería.
En agosto de 1917 la misma Compañía, presentó otra carnicería en Bahía Blanca, el local se ubicó en un punto singular para este tipo de comercio, cual fue la primera cuadra de calle O'Higgins 29 (hoy galería Americana) pegado al hotel Muñiz, e instalado con un confort admirable, bajo el mismo sistema de lujo y elegancia que caracteriza a los similares colocados en calle Florida de la ciudad de Buenos Aires y en Mar del Plata frente a la rambla. El lugar aparecía profusamente iluminado, diseñado con líneas del estilo "Art nouveat" y una atractiva presentación de sus productos, se habían cuidado tanto los detalles y eran tan perfectos los sistemas de exhibición, que el público tenía verdadero deleite al encontrarse frente productos frescos y expuestos con una limpieza nítida.
Presentados como "salones de exposición y venta", se podían adquirir carnes, conservas, grasas, aves, mantecas y frutas. Las sucursales centrales usaban vidrieristas para la lujosa presentación de carnes frescas, y gran variedad de enlatados. Eran atendidas por repartidores vestidos de casaca y delantal
blanco y lucían una gorra con la insignia de la compañía, por las tardes visitaban las casas levantando pedidos que eran entregados a la mañana siguiente.
A fines de los años 30 tenía 200 sucursales en Capital Federal, Gran Buenos Aires, Rosario, La Plata, Mar del Plata, Bahía Blanca, Cuatreros, Ing. White, Punta Alta y Río Colorado, la intención era que en pocos años, muchos barrios comenzaran a contar con una carnicería de Sansinena, donde los clientes podían hacer sus compras con la seguridad de proporcionarse un deleite y aportar buenas economías en su presupuesto.
En noviembre de 1944, la compañía comenzó con la elaboración de conservas en el frigorífico Sansinena, de General Cerri.
Empresa histórica del medio y en una época en que la industria del frío tenía pleno apogeo,  el funcionamiento del frigorífico fue por demás cambiante. En 1944, en particular, la Segunda Guerra Mundial determinó la paralización de las operaciones, generando una crisis laboral en la región. Por eso fue alentadora la decisión de habilitar una sección para elaborar carnes conservadas para exportación.
Equipada la industria con máquinas de fabricación nacional, traídas desde la Planta Yuquerí en Entre Ríos, inició la fabricación de envases de hojalata y aumentó la faena de lanares (ovejas, capones, borregos y corderos). Estos últimos se destinarían a congelar la carne, cocinarla y envasarla para exportación.
La puesta en marcha del establecimiento significó una grata noticia para los trabajadores y productores, y el hecho se celebró con un acto que contó con la presencia de autoridades políticas, empresariales y del comercio.

### La huelga de 1917
- Huelga Fatal

En el mes de diciembre de 1917, los obreros del frigorífico Cuatreros, de la Compañía Sansinena, iniciaron una huelga que tendría desenlace fatal.
El establecimiento de Cuatreros conformaba una de las industrias de mayor producción del país, desde su muelle propio partían los buques con carne Argentina a Europa, sin embargo, eran frecuentes las huelgas en los frigoríficos del país, cuyo personal exigía mejores condiciones de trabajo.
En aquella huelga, la empresa se mostró inflexible, pues el paro no la afectaba, al tener las cámaras completas para responder a la exportación por tres meses. La firma clausuró la fábrica y dispuso un piquete de 50 hombres en guardia permanente. Un grupo de obreros, con sus esposas y sus hijos, se reunió en su local social para discutir los acontecimientos. A poco de iniciada la reunión, el lugar fue rodeado por el oficial Carbia con cuatro gendarmes y tres agentes. En momentos en que un obrero se estaba dirigiendo a los demás, el oficial ingresó al local montado en su caballo, escuchó algunas palabras del obrero, volvió a la calle y ordenó abrir fuego. En segundos, puertas y paredes fueron perforadas por las balas. Acto seguido ingresaron los efectivos con los sables desenfundados y atacaron a los obreros desarmados. Murió Antonio Lavandera (36 años, 6 hijos) y fue herida de bala en la cabeza Nieves López, además hubo no menos de seis heridos de sable y otros tantos de bala.
«Obreros en reunión hicieron discursos ofensivos contra el presidente y originaron un tumulto, atacando con violencia al oficial Carbia, que debió defenderse», decía el parte oficial del comisario. Pero la justicia intervino, declararon más de veinte testigos y se ordenó la detención de todos los policías, acusándose a Carbia de asesinato.
El 21 de diciembre de 1917, en la soledad de su celda, Carbia puso fin a sus días con un tiro de revólver, aduciendo «su falta de ánimo para sobrevivir a la acusación».
- Hechos sangrientos en Cuatreros.

La policía y los huelguistas. Un muerto y varios heridos.
Como tenemos noticiado, la huelga entre el personal de los frigoríficos afectó también al de Sansinena, establecido en el vecino poblado de Cuatreros. Nada parecía indicar que esta huelga diese ocasión a incidentes sangrientos como el que pasamos a relatar en la forma que nos ha sido comunicada por testigos presenciales del hecho. Ayer a las 3 p. m., un grupo numeroso de huelguistas, del que formaban parte mujeres y niños, se reunió en el local social que los obreros de la Sansinena utilizaban para sus deliberaciones.
Dicho local está situado en la calle derecha de la estación y lo forman un salón con entrada por la ochava, cuyo salón tiene salida al patio del inquilinato en el que habitan familias de los obreros. A poco de iniciarse la reunión para la que se había solicitado el correspondiente permiso, se situó frente al local mencionado el oficial de policía Carbia, que con 4 gendarmes y 3 agentes del destacamento, lo rodearon por completo.
Carbia se apeó del caballo y entró en el local en ocasión en que hablaba un obrero. Sin que ocurriera incidente alguno el oficial salió, montó nuevamente a caballo y ordenó a los gendarmes y agentes que le acompañaban hicieran fuego sobre la puerta de la ochava, que quedó, así como las paredes inmediatas, acribillada de balas. Uno de estas hirió en la cabeza a una mujer que había salido a la puerta y que cayó en el umbral de la misma. Inmediatamente oficial y gendarmes entraron a caballo en el mismo salón donde los obreros estaban reunidos. Prodújose la confusión que es de suponer, aumentada por los sablazos y disparos que la policía prodigaba.
Del salón pasaron los policías al patio contiguo, donde balearon al obrero Antonio Lavandera e hirieron y contusionaron a varias otras personas, todas inermes y en su mayoría sorprendidas por la acometida. La policía quedó dueña del local y dispersos los reunidos.
Resultaron heridos a consecuencia del hecho: Antonio Lavandera, español de 36 años que presentaba una herida de máuser en el costado derecho y dos heridas de arma blanca, sable, una en la frente y otra en el parietal izquierdo. Antonio Pérez, de 17 años, español, herido de bala en el dedo anular del pie derecho. Petra López, española, casada, de 36 años. Tiene una herida de bala en la parte superior de la cabeza.
Estos 4 heridos, atendidos en el primer momento en la farmacia “La Argentina”, del señor Fernández, fueron trasladados al Hospital Municipal.
Antonio Lavandera falleció al poco de ingresar en el benéfico establecimiento, a las 8:37 de la noche. Al obrero Antonio Pérez se le extrajo la bala que tenía en el pie derecho, siendo su estado satisfactorio. A la hora de cerrar nuestra edición, el estado de las dos mujeres Petra y Nieves López, se consideraba bastante grave.
A más de estos heridos se atendieron contusionados por sable, Santi Contillani, Antonio Bilbao, Nicolás Ovejero y Faustino Pascual. Hay varios contusos, entre ellos algunas mujeres, que no se presentaron a recibir asistencia médica. Algunas mujeres, entre las que se mencionan Jesusa Paz, Saturnina Bretos y la anciana Francisca Rodero, manifiestan que la policía procedió en forma brutal con todas ellas.
Estos hechos escuetamente relatados, no necesitan comentarse. Por nuestra parte, dado la gravedad de los mismos y la intervención de la policía, suspendemos nuestro juicio hasta tanto que podamos emitirlo con pleno conocimiento de causa.
Durante la primera presidencia de Hipólito Yrigoyen (1916/1922), sucedieron hechos similares al del Frigorífico Sansinena en distintos puntos del país. Semana Trágica (Argentina) en 1919 y Patagonia Trágica o Patagonia rebelde en 1921.

### El Nuevo Frigorífico
El 2 de agosto de 1956, entró en surgencia el pozo del frigorífico CAP de Gral. Daniel Cerri. El crecimiento de la empresa y los nuevos métodos de trabajo, requería de tal emprendimiento, que comenzó en junio de 1956 con la perforación en busca del agua necesaria apuntando al "gran mar subterráneo" ubicable a unos 700 metros de profundidad.
El pozo tenía una producción de 40 000 L/h, manando a 5-7 atmósferas de presión, a una temperatura de 65 °C. Conocida la novedad, los directivos continuaron con la ampliación y modernización de la planta, sumando inclusive nuevas actividades. El surgente del frigorífico de Gral. Daniel Cerri aún continúa ofreciendo agua pura y natural, acaso queriendo compensar tantos sinsabores vividos por los trabajadores durante las últimas décadas.
El 20 de octubre de 1956, un incendio destruyó totalmente las cámaras de enfriamiento y congelado del frigorífico. Lejos de desalentar a los productores en el mes de noviembre del mismo año se iniciaron los planes de obra de reconstrucción, ampliación y adecuación sanitaria (cámaras de tres pisos, playa de faena, oficinas, usina y corrales).
En octubre de 1960 se inauguraron las obras que transformaron aquel viejo frigorífico en una de las plantas más modernas del país. Siguiendo con los planes de mejoras a principio en la década de 1970 se inauguró la nueva sala de cortes especiales, los nuevos túneles de congelamiento rápido, el sistema de cierre al vacío y sellado térmico, dotando así a la planta de un sistema moderno de enfriamiento y cumplimentar las normas y exigencias de la industria para la exportación de carnes.
En su visita a la planta (15 de abril de 1972) el Sr Jimmy Carter, entonces gobernador del Estado de Georgia y posteriormente en 1980 presidente de los Estados Unidos, expresó " C.A.P. Cuatreros es un frigorífico equivalente a todos los mejores de mi país". La marca CAP era conocida como una de las líderes en Europa. Su nivel de calidad y cumplimiento de compromisos eran de gran prestigio. Muchas empresas norteamericanas con cadenas de distribución compraban los productos elaborados en CAP Cuatreros y lo hacían envasar con sus marcas.

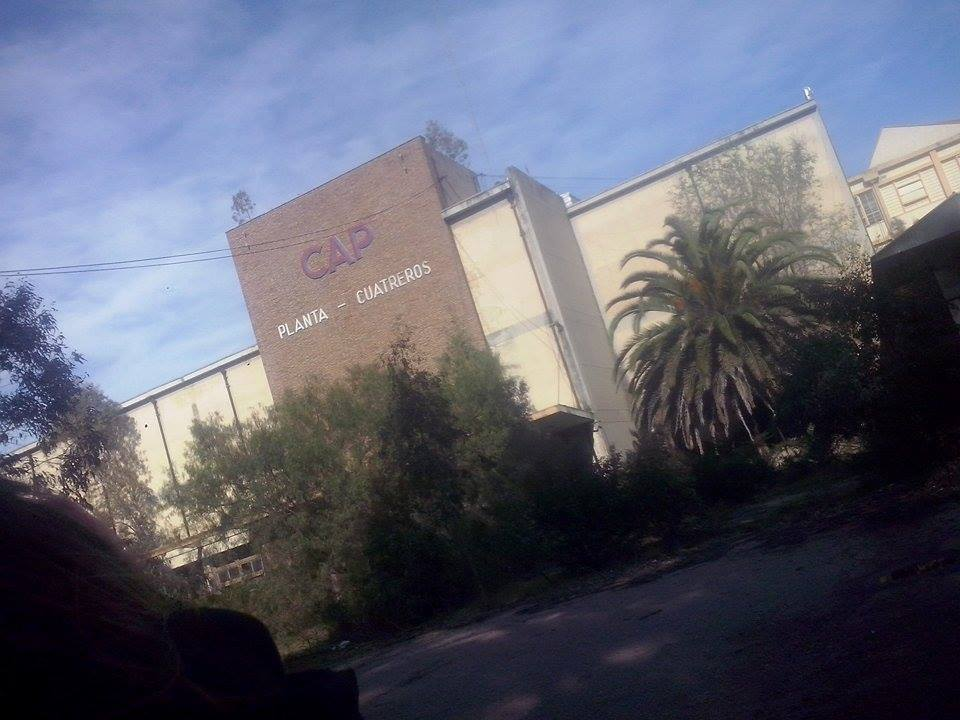
Edificio donde funcionó el Frigorífico CAP Cuatreros. Año 2015.

Todos los establecimientos frigoríficos autorizados a exportar carnes congeladas, cortes especiales y productos envasados tienen un número internacional; La planta CAP Cuatreros tenía el número 8.
- CAP en la Fórmula 1

Entre los años 1972 y 1974, el equipo Brabham de Fórmula 1 tenía como piloto oficial al argentino Carlos Alberto Reutemann. El corredor y el equipo estaba patrocinado por dos grandes empresas nacionales y otras internacionales.C.A.P. era una de ellas, y los lugares elegidos fueron los alerones del auto y el propio casco del piloto.

### Lavadero Soulas - Lanera Argentina
En abril de 1905, se inauguró en Cuatreros (hoy ciudad de Gral. Daniel Cerri) el lavadero de lanas y peladero de pieles Santa María, de la firma Soulas y Familia, una de las industrias más importantes del país en su tipo.
Dos años habían pasado desde la puesta en marcha del frigorífico Sansinena, que con el funcionamiento de esa industria de la carne, los señores Vernier y Olivieri instalaron un lavadero y peladero de pieles, destinado a recibir los cueros lanares de Sansinena para lavarlos y acondicionarlos para su posterior exportación. Con casa central en Avellaneda, la mayoría de los obreros fueron traídos desde la Capital Federal, y apenas llegados se pusieron a trabajar, para con precisión matemática poner en movimiento esta colosal rama industrial. Aquel primer día hubo un almuerzo en la administración, con brindis elocuentes y entusiastas por la prosperidad del establecimiento.
Desde entonces, Sansinena y Soulas marcharon hermanadas, para bien y para mal y con este hecho la localidad se convierte en el “primer pueblo industrial de la región”. La instalación de ambos emprendimientos vincula al poblado con el mundo, en un contexto económico-político 
nacional que lo permite debido a que la exportación era el pilar fundamental de dichas actividades.
En 1914 se inauguró en la localidad el primer club (Club Atlético Soulas) que con el paso del tiempo, paso a llamarse, Club Atlético Sansinena.
En 1929 el lavadero Soulas modifica su nombre, tomando el de Lanera Argentina S.A. (con esa denominación, funcionó hasta 1994).
En sus primeros años procesaban alrededor de 350 cueros diarios. Contaba con una caldera de 250 hp que consumía 4 tons. de carbón por día. Tenía 3 motores de 20 hp para los secadores.
Al cuero se lo estiraba, se le extraía la lana y se la pasaba a las grandes piletas o bateas de remojo para quitarles el abrojo y la tierra. El agua se le extraía con flujo de aire que era impulsado por potentes compresores, luego se la pasaba a las estufas donde experimentaba una fermentación alcalina que ablandaba la lana. El paso siguiente era llevarla a los secadores, donde se los clasificaban en depósitos a 42 °C.

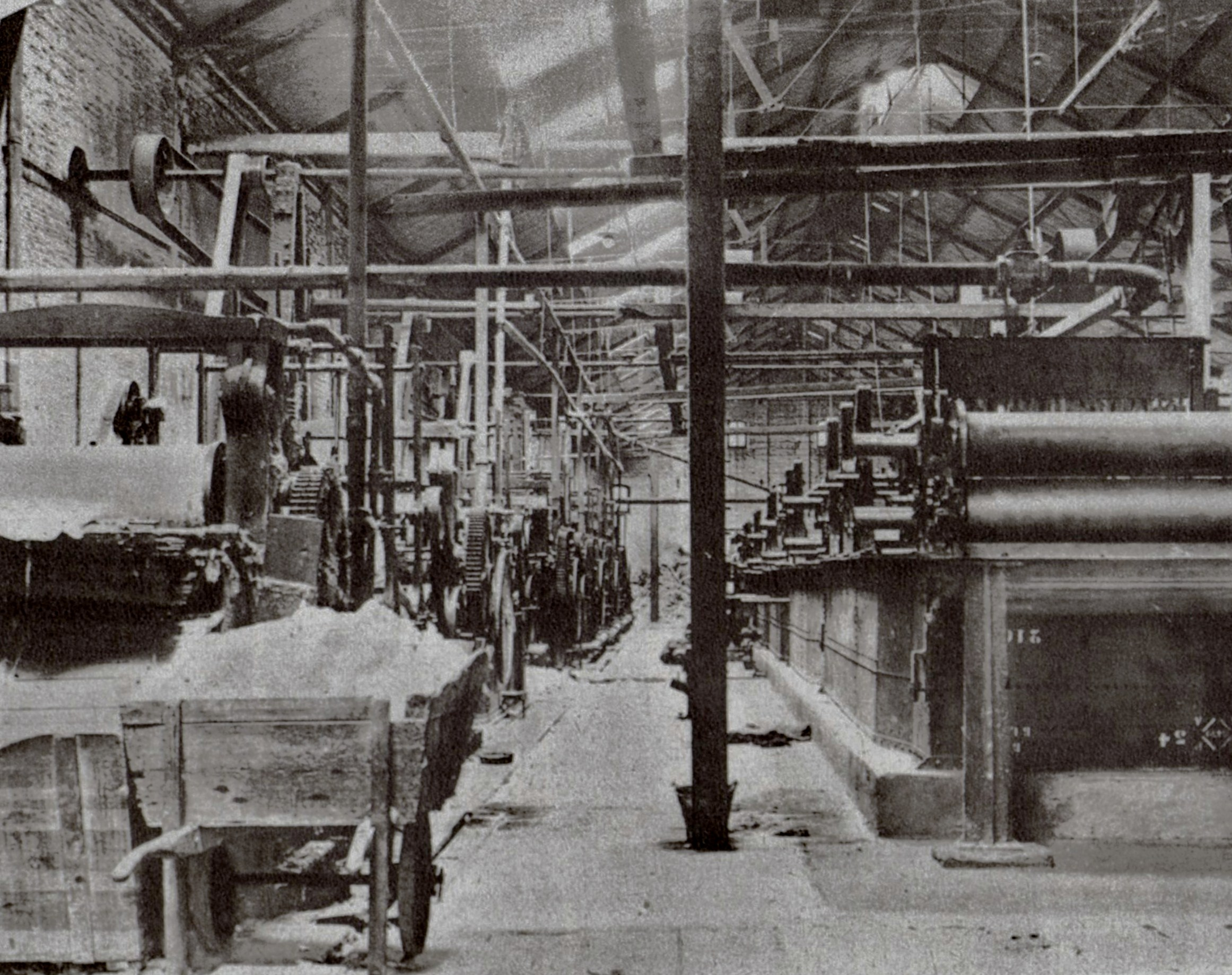
Línea de máquinas de lavado y hornos de secado de lana

El establecimiento de Cuatreros no era autónomo, había un gerente que dependía de Buenos Aires; comparativamente, la sucursal de Cuatreros era casi el doble de grande que la planta de Buenos Aires.
En 1930 el establecimiento subsistió merced a las exportaciones, esta lanera trabajaba exclusivamente para exportación.
En la década del 50, cuando se forma la C.A.P., los herederos de Soulas&Fils, venden el paquete accionarial y se quedan con Lanera Argentina. Las dos empresas eran independientes, pero el paquete accionario de Sansinena pertenecía al grupo Soulas&Fils. En 1973 deja de exportar como Lanera Argentina, y se dedica a ser una empresa de prestación de servicios.
En cuanto al personal, puede decirse que estaba integrado por gente de la localidad fundamentalmente. Cuando la planta comenzó a trabajar contaba con 300 a 400 personas, todo se hacía a mano y también participaban mujeres.
- MUJERES OBRERAS DE CERRI

En enero de 1906, la lanera Soulas&Fils, de Cuatreros, daba trabajo a casi la totalidad de mujeres de esa población, las dos industrias madres como eran el frigorífico Sansinena y el lavadero Soulas, dotaban de un crecimiento habitacional al sector como así también de mano de obra a las mencionadas empresas.
Los obreros de esas fábricas que eran vida y progreso del pueblo, notaban que con la ampliación del frigorífico Sansinena significaba una importante mejora para la firma de Soulas, que oficiaba de lavadero y peladero de cueros del primero.
Quien entraba allí no dejaba de asombrarse por la cantidad de personas que desarrollaban sus tareas en las distintas secciones de cada empresa.
En el lavadero gran parte de esos obreros pertenecía al género femenino, trabajadoras a destajo por un jornal de 3 pesos diarios.
Esa participación en tales tareas era toda una novedad en la región. Para algunos, un síntoma de progreso. “Esto de proporcionar a la mujer medios para ganarse con el sudor de la frente el pan de subsistencia es meritorio de un país donde la mujer, como trabajadora, no ha alcanzado aún, ni remotamente, la expansión de otros países”, señaló un cronista de la época del diario La Nueva Provincia.
- 1962. MODERNIZACIÓN DE LA MAQUINARIA

Sección Peladero
Producción de machete o máquina desabrojadora tipo horizontal: 30 a 40 cueros por hora. Se realiza con mano de obra especializada. $56,88 p/h. Peón: $53,75 la hora. Pelador: 50 cueros por hora. Jornal: $82,75 por hora.
De la máquina de pelar que sustituiría al trabajo manual, se envía la lana por cintas transportadoras a los secadores tipo frigorífico o Slipes. Sobre la cinta se hace una clasificación previa, que se completa ya salida la lana del secador. Luego por tubos neumáticos se manda a los casilleros que corresponden a los diversos tipos de lana (15 tipos).
La mecanización estipulada reducía en 12 jornales de $53,75 /h.
Desabrojadora. Desemilladora. A machete o desabrojador de tipo horizontal. Hay 18 instalados. El obrero tiene que maniobrar con el cuero, a fin de que el cilindro de cuchillas saque la mayor parte de semillas adheridas al mismo. En el machete Vicars, mecánico, la operación del obrero se reduce a poner el cuero sobre un caballete o tablero. El pelado de cueros también se hace manualmente.
Sección Clasificación y lavado de Lanas.
Se clasifica luego de pesar la lana en la balanza para vehículos, se hacen las mezclas de acuerdo a cada pedido y se enlienza para remitirla a la sección lavadero o prensa, si es que se vendiera en sucio.En la clasificación de la lana, se tiene en cuenta la longitud de la mecha y la determinación de finura y no se puede realizar en forma mecánica, se hace a mano y se requiere cursos especiales y acostumbrar la vista para establecer los distintos tipos.El lavado de lanas se efectúa en forma mecánica y consiste en sumergir y pasar a la misma en varias y grandes piletas con agua y productos químicos.
Sección Carbonización de Lanas.
El carbonizado es una especialidad de esta firma y fue Lanera Argentina la primera en instalarlo, el mismo consiste en eliminar la materia vegetal adherida a la lana (abrojos, rosetas y espinillas) tratándola con ácido sulfúrico, a temperatura y condiciones adecuadas para no atacar a la fibra.
Como la lana se deteriora fácilmente por fricción, con inadecuadas temperaturas, por agentes químicos, la fibra se inflama, se apelmaza y deja de ser trabajable para la industria textil. En nuestro país había dos plantas que empleaban este sistema, Lanera Argentina era la única con calidad de exportación.
Este sistema estaba compuesto por: 1 secador carbonizador, 1 triturador de semillas carbonizadas, y 2 batidoras de lana para carbonizar. Todos estos equipos están conectados entre sí por cintas transportadoras.
Todas estas máquinas están complementadas por instalaciones de electricidad, cañerías de vapor, agua, jabón, soda solvay y desagües con sus respectivos decantadores.
Sección prensa o enfardaje de lanas.

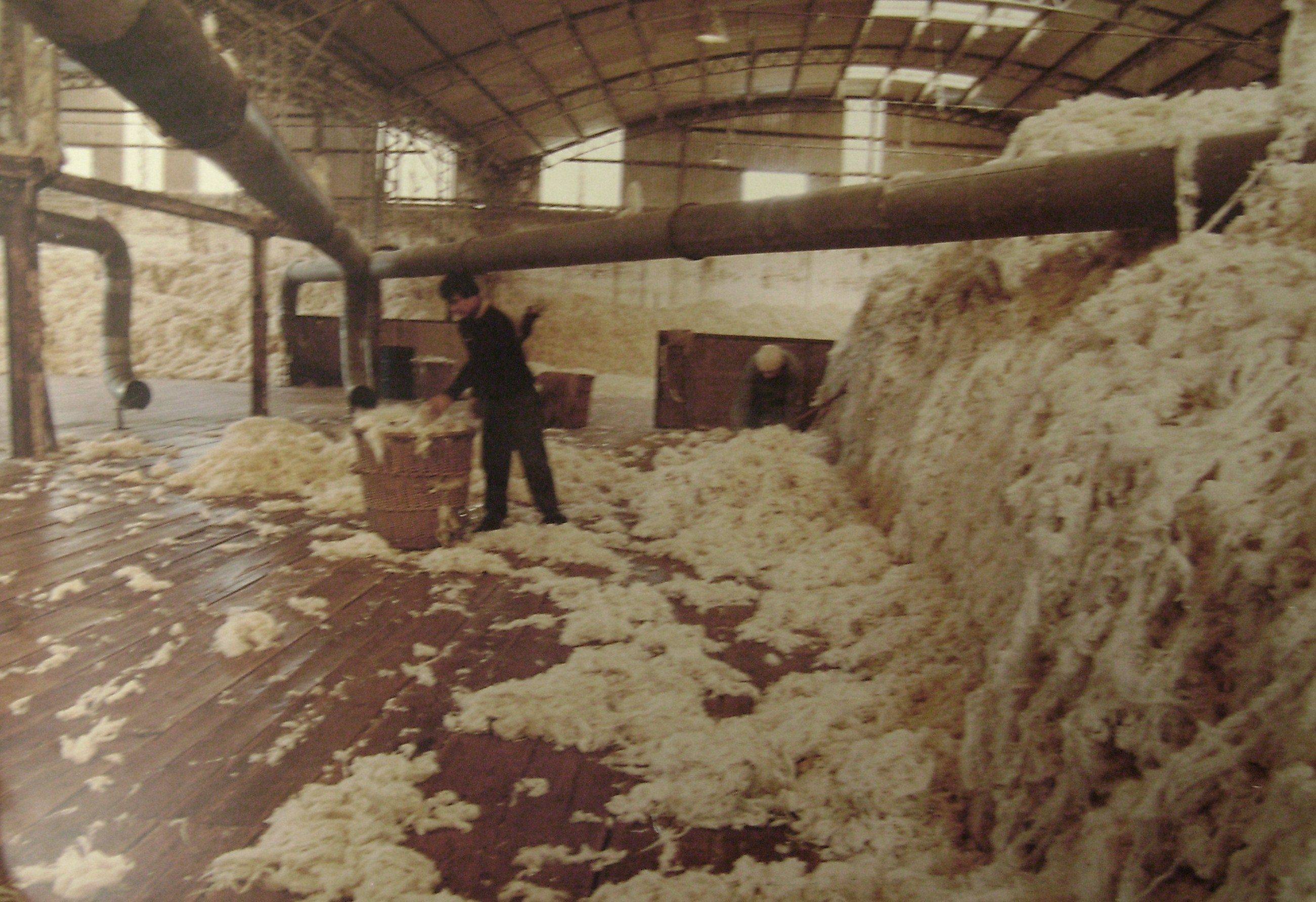
Acopio de lana limpia para enfardar y exportar

El último paso del proceso y consiste en acopiar con lana lavada llenar los lienzos de arpillera, cerrarlos, prensar y colocar los sunchos. Tal equipamiento consta de 2 prensas a cables de 3 cajones cada una. Motores de 80 a 100 hp, montados a nivel del suelo, con el mecanismo subterráneo a 6 m de prof.
En síntesis, las tareas consistían en clasificar por el tipo y calidad de la lana, extracción de lanolina, lavado, carbonizado (sacar los restos de semillas y abrojos), secado y por último enfardar y prensar la lana para ser enviada a las plantas textiles o exportarla a Europa.
Los primeros embarques se realizaron desde Puerto Cuatreros, utilizándose el tren de trocha angosta que partía del establecimiento y empalmaba con el del frigorífico Sansinena para llevar los fardos desde la lanera al muelle. Años más tarde se comenzó a hacerlo a través del ferrocarril Roca al puerto de Buenos Aires y en camiones al puerto de Ing. White, de donde partían los barcos rumbo a Europa.
Lanera Argentina representa parte de la historia industrial de la zona en uno de los rubros más destacados, la elaboración de lanas lista para su destino final de exportación: Italia, Dinamarca, Holanda, Francia, Alemania, Estados Unidos, Irán y Medio Oriente.
Es de destacar la importancia que tenía esta actividad en Bahía Blanca y la zona, ya sea por las exportaciones que se efectuaban desde los diferentes puertos o por el Mercado de Concentración de cueros, frutos y lanas Victoria y las distintas barracas.
En el caso de la Lanera Argentina, su implantación responde a varios motivos:
cercanía al puerto, presencia de la estación férrea Aguará, ambas alternativas le posibilitan la circulación del producto para el comercio exterior o la vinculación con el interior, muy buena accesibilidad, por la presencia de rutas importantes.
Interés Arquitectónico
Representa una de las construcciones utilitarias de principios de siglo vinculada a la estética inglesa y unos de los casos de edificación industrial más notable.
La obra se basa en varias estructuras de naves o pabellones, cuyas fachadas reciben mayor interés en cuanto a tratamientos. Un lugar especial guarda la chimenea, la que se alza en uno de los laterales de la planta.
Esta lanera era la viva imagen de aquellas ciudades industriales de los siglos XVIII y XIX en la campiña inglesa; en ella se encuentra gran parte de la ornamentación llevada a cabo con distintas trabas de ladrillos.
Un dato interesante, lo constituían, en su interior, las máquinas de lavado de lana traídas desde Bélgica, alrededor de los años ’50.
En sus épocas de esplendor se lavaban 20.000 kg de lana por día, y se carbonizaban 10 000 kg diarios.
En 1987 ganó un premio internacional por la calidad de la lana. El 99 % de lo producido era destinado a exportación.
Rematadas sus instalaciones en 2001, sus compradores procedieron al desguace.
En 2004 el intendente de la ciudad de Bahía Blanca, anunció la voluntad de establecer allí un Parque Industrial Agroalimentario, el 3 de octubre de 2008 (Coincidiendo con la puesta en marcha en 1903 del Frigorífico Cuatreros) el municipio firma la compra de la propiedad para establecer dicho Parque.
- El Surgente de Lanera Argentina

A mediados del mes de mayo de 1959, entró en surgencia la perforación realizada por la Lanera Argentina, industria emblemática de Gral. Daniel Cerri.
En 1912, por impulso del Ing Domingo Pronsato, se confirmó que debajo de la superficie que ocupa Bahía Blanca se ubica una capa de agua subterránea. La primera perforación fue realizada en Argerich, donde, al llegar a los 700 m de profundidad, comenzó a surgir abundante agua, a una temp de 60 °C.
Cuatro años después, en 1916, en el Parque de Mayo, se habilitó el primer surgente local, que causó sensación. El mayor problema de Bahía Blanca quedaba resuelto de forma estable y definitiva. Desde entonces, las perforaciones se fueron sucediendo en diferentes puntos de la ciudad, como una respuesta a la necesidad de agua potable. También algunas industrias recurrieron al sistema para atender sus necesidades. En 1949 la fallida Lanera Patagónica, donde se ubica hoy el barrio parque Patagonia, realizó la primera perforación privada con destino industrial. En 1956 el frigorífico CAP Cuatreros, de Gral. Daniel Cerri puso en actividad su pozo surgente.
Finalmente fue la Lanera Argentina, la que, luego de 45 días de trabajo, hizo poner en funcionamiento su propio pozo surgente que daba 80 000 litros de agua por hora, con una temperatura de 58 °C, poco después se construyeron las piletas de enfriamiento y el agua comenzó a servir tanto a la industria como a la red domiciliaria. Si bien la Lanera Argentina dejó de funcionar en 1993, el pozo sigue dando y proveyendo de agua potable a la red de la ciudad de Gral.Daniel Cerri.

### GAS del ESTADO y T.G.S. S.A.
GAS del ESTADO
Gas del Estado Sociedad del Estado fue una empresa pública argentina dedicada a la distribución y comercialización de gas natural en todo el territorio del país, existente entre 1946 y 1992, cuando fue privatizada. Llegó a ser considerada la tercera mayor empresa de su tipo en el mundo y era para 1990 la segunda más importante del país en términos de facturación, detrás de Yacimientos Petrolíferos Fiscales (YPF).
- Planta Compresora Fiat

El 14 de marzo de 1967, se inaugura en Gas del Estado de Gral. Daniel Cerri la primera planta compresora de gas.
La planta está compuesta por tres turbinas a gas marca Fiat a la cual están acoplados los compresores. Los servicios auxiliares de la planta lo constituyen, motogeneradores, compresores de aire, sala de baterías y equipos de enfriamiento.
La función de la planta Fiat, es aumentar la presión del gasoducto San Martín (Gasoducto Sur), que nace en el yacimiento San Sebastián (Tierra del Fuego) y culmina en Buenos Aires.

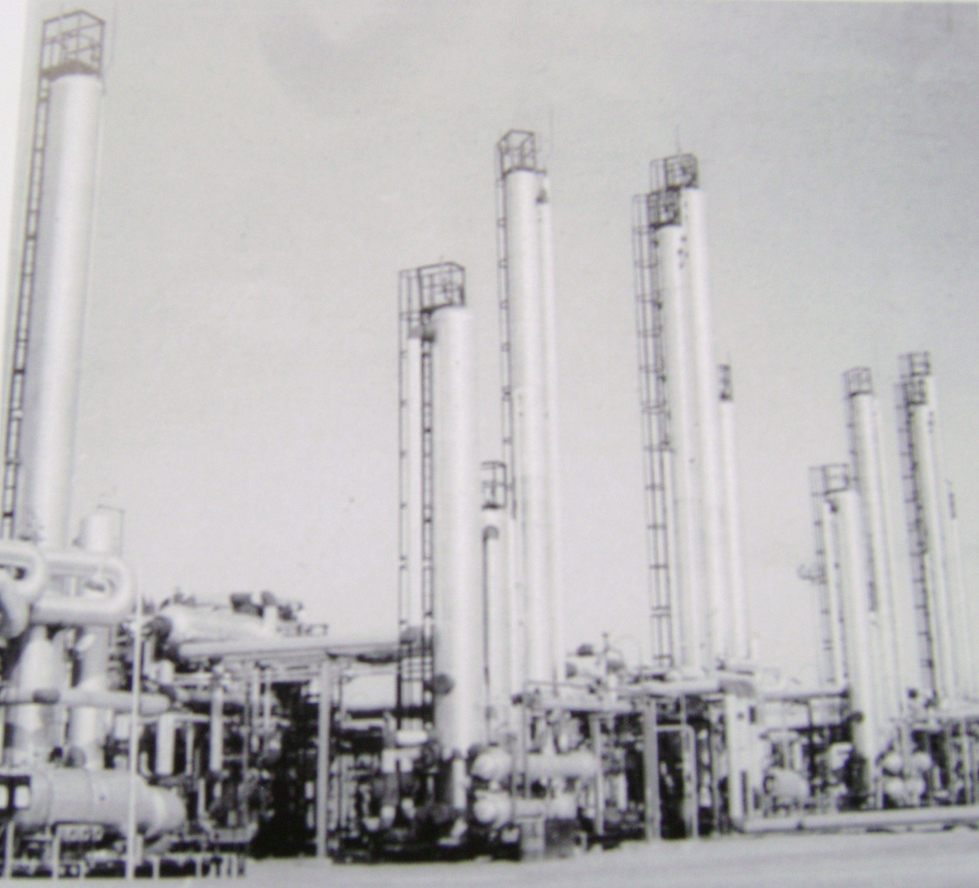
Planta de Absorción Complejo Gral. Cerri

- Planta Extractora de Gas Licuado (absorción)

El 31 de octubre de 1968, se inaugura la planta extractora de gas licuado por el sistema de absorción refrigerada. La planta cuenta con dos trenes y cada uno está compuesto por motocompresores, que son los encargados de aumentar la presión del gas para su tratamiento y además de refrigerar el sistema, torres de absorción, de destilación, de separación del gas, bombas y aeroenfriadores.
Los equipos auxiliares de la planta lo forman motogeneradores, equipos de enfriamiento de agua y sala de baterías.
Complejo Gral. Cerri
- Planta de Etano (criogénica)

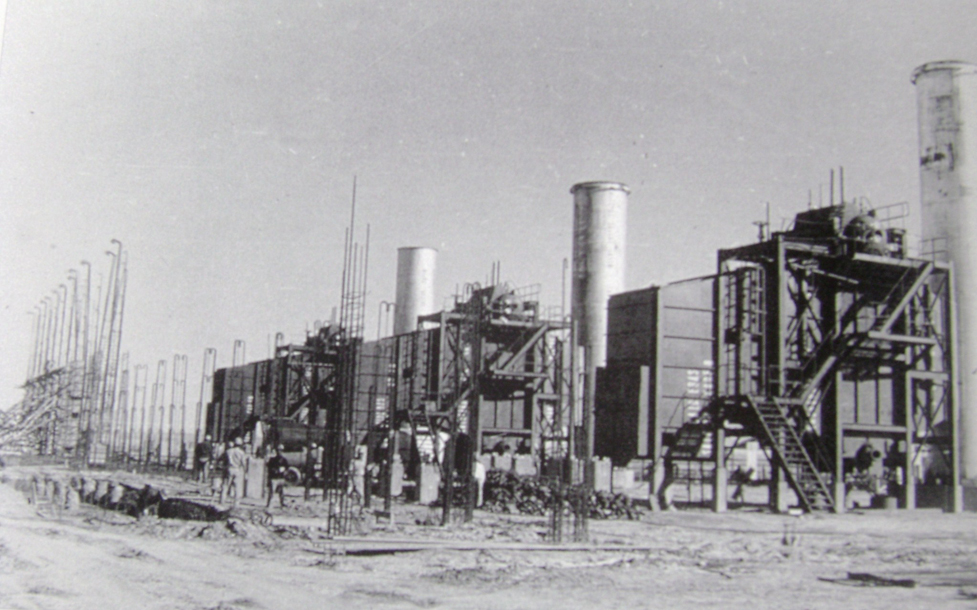
Inicio de las Obras de calderas y sala de turbo compresores

El “Complejo Gral. Cerri”, se encuentra ubicado en el km 701 de la Ruta N.º 3, a 6 km de Gral. Daniel Cerri y a 17 km de Bahía Blanca.
El 5 de marzo (día del trabajador del gas) de 1976, se dieron por iniciados los trabajos de esta moderna estructura. Un suelo agreste y difícil, constituía único marco para quienes avanzaron los primeros pasos junto a la ya en marcha Planta. Mac Kee, situada en terrenos lindantes.
Durante el año 1976 ingresó también al lugar, la mayor parte del equipamiento básico de la planta, turbocompresores, turbinas a vapor y alternadores. A comienzo del año 1977, se inició el montaje de calderas de vapor, sala de turbocompresores y hornos, mientras que la etapa principal del complejo se comenzó meses después con la construcción de la planta extractora de etano, propano, butano y gasolina.
Para el almacenamiento de la producción se construyeron, esferas y tanques interconectados entre sí. Para enviar el etano a Petroquímica Bahía Blanca se construyó una nueva cañería y se amplió el poliducto a Planta Galván, de donde a través de puerto Galván se cargan lo barcos que parten a diferentes lugares del mundo.
- Planta Compresora Neuba II

En el año 1985, con la construcción del nuevo gasoducto Neuba II Loma de la Lata-Cerri-Buenos Aires, se inició la construcción de la otra planta turbo compresora, que está compuesta por dos turbocompresores, sector de medición y sala de servicios auxiliares.
En el año 1986 entra en servicio esta nueva “Planta Compresora Neuba II”, para aumentar la presión y caudal del gas natural y mejorar el servicio a la Prov. de Bs.As. y a la Capital Federal.
Datos Básicos del Complejo Gral. Cerri el año 1991
El complejo estaba constituido por:
• Planta Turbo Compresora “Fiat” (3 unidades).
• Planta Turbocompresora “Solar” (3 unidades).
• Planta Motocompresora "Clark" (4 unidades).
• Planta Recuperadora de Gas Licuado Absorción (2 unidades).
• Planta Recuperadora de Gas Licuado Criogénica (1 unidad con dos trenes).
• Planta de Almacenaje Cerri
 T.G.S. S.A.

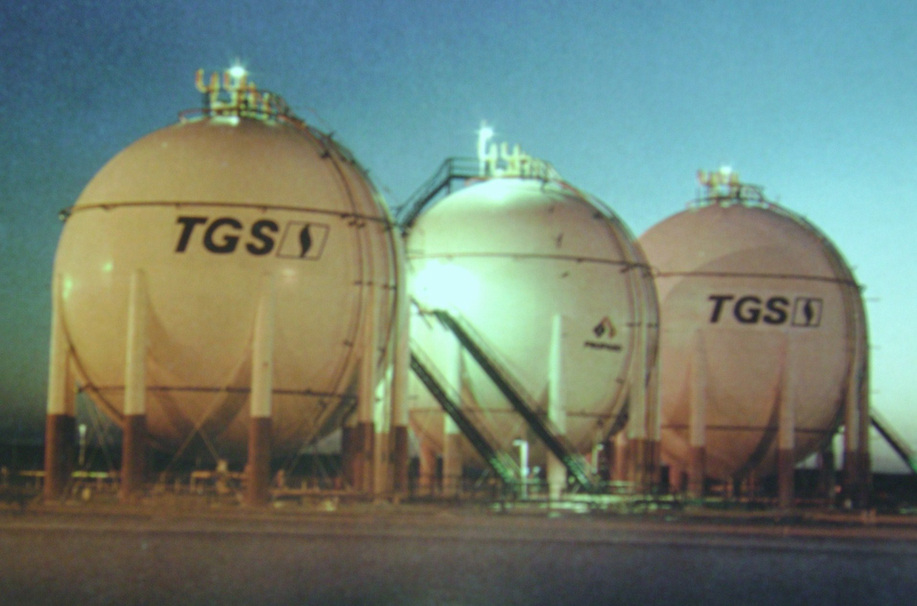
Planta de Almacenaje T.G.S. Complejo Gral. Cerri

El 28 de diciembre de 1992, una nueva empresa sumaba su aporte al progreso de la Argentina: Transportadora de Gas del Sur S.A. (T.G.S).
Es la suya una historia relacionada con la decisión oficial de privatizar las compañías estatales, una de ellas, Gas del Estado. La ley 24076, del 20 de mayo de 1992, impuso el marco regulatorio y dividió a Gas del Estado en diez unidades de negocio: dos transportadoras y ocho distribuidoras.
En la licitación, se adjudicó a T.G.S. una de las dos unidades de transporte. El 18 de diciembre, el Gobierno otorgó la licencia exclusiva para la prestación del servicio público de transporte de gas natural del sistema de gasoductos del Sur, por treinta y cinco años, con una prórroga de diez años a opción de la Compañía.
T.G.S. es la mayor empresa de la Argentina en su ramo de actividad, pues se ocupa de transportar cerca del 60% del gas natural consumido en el país, a través de 6800 km, de gasoducto, con una capacidad de entrega de 58 millones de m³ por día.
En lo que atañe al procesamiento de gas, T.G.S. es la primera procesadora de gas del país y la segunda comercializadora de gases licuados de petróleo (GLP) y la único productor de etano. Estas operaciones se llevan a cabo en el Complejo General Cerri, el más grande de la Argentina, donde se hace la separación del etano, el propano, el butano, la gasolina y el dióxido de carbono contenidos en el gas natural.
Funcionan en Cerri una planta de turboexpansión criogénica, una planta de absorción refrigerada, un sector de almacenaje y expedición. El propano, el butano y la gasolina allí producida son trasladados hasta los almacenajes y unidades de carga de Puerto Galván a través de los 15 km de poliductos.
Los trabajos de ampliación en Puerto Galván su capacidad de almacenaje total a 70.000 metros cúbicos, y los similares en Cerri a 25.000 metros cúbicos. Todas estas obras insumieron un costo de 70 millones de pesos.

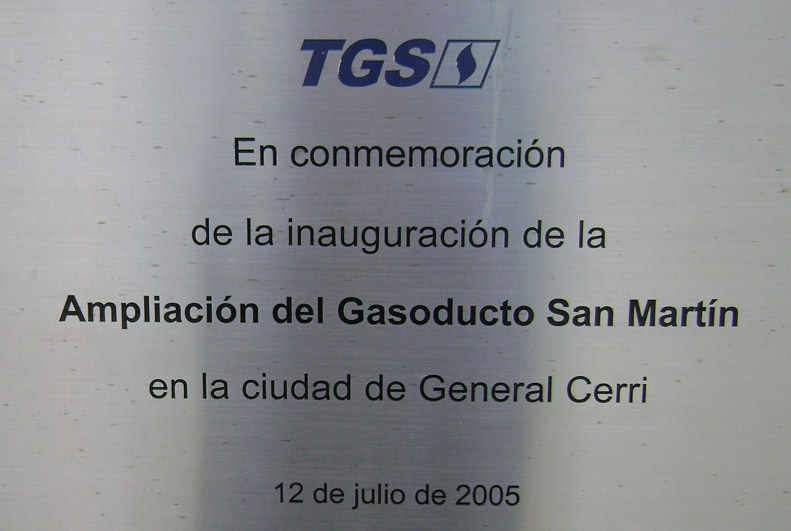
Placa Recordatoria

En el año 1997 la capacidad del sistema de transporte aumentó el 31%, pasando de 49,9 millones de m³ a 56 millones de m³ diarios. La expansión del Neuba II insumió una inversión de 37 millones de dólares, e incrementó la capacidad en 1,5 millones de m³.
La producción del Complejo Cerri ascendió el 12% y la potencia instalada pasó de 352.400 HP a 443.640 HP, las entregas promedio subieron de 39.700.000 de metro cúbicos diarios a 41.800.000 de m³ y las entregas de gas en días – pico invernales aumentaron de 42.900.000 a 57.300.000 de m³ diarios.
El 12 de julio de 2005, se inauguró la ampliación de la obra del Gasoducto San Martín (Gasoducto del Sur).
T.G.S.

### Comienzo de la Actividad Comercial
La historia comercial de “Cuatreros” (Gral. Daniel Cerri) repite en pequeña escala, el proceso general de toda la Argentina. Así lo fueron las casas de Ramos Generales de comienzo de siglo, que desempeñaron funciones comerciales, acopio de frutos, barraca, comercialización de cosechas, venta de comestibles, representación de empresas y productos extranjeros, como así también de banco, tomando depósitos y otorgando créditos.
Además de las casas de Ramos Generales instaladas, también desarrollaron actividades comerciales, herrería y fábrica de carruajes, fábrica de galletitas, panaderías, sastrerías, carpintería y peluquerías.

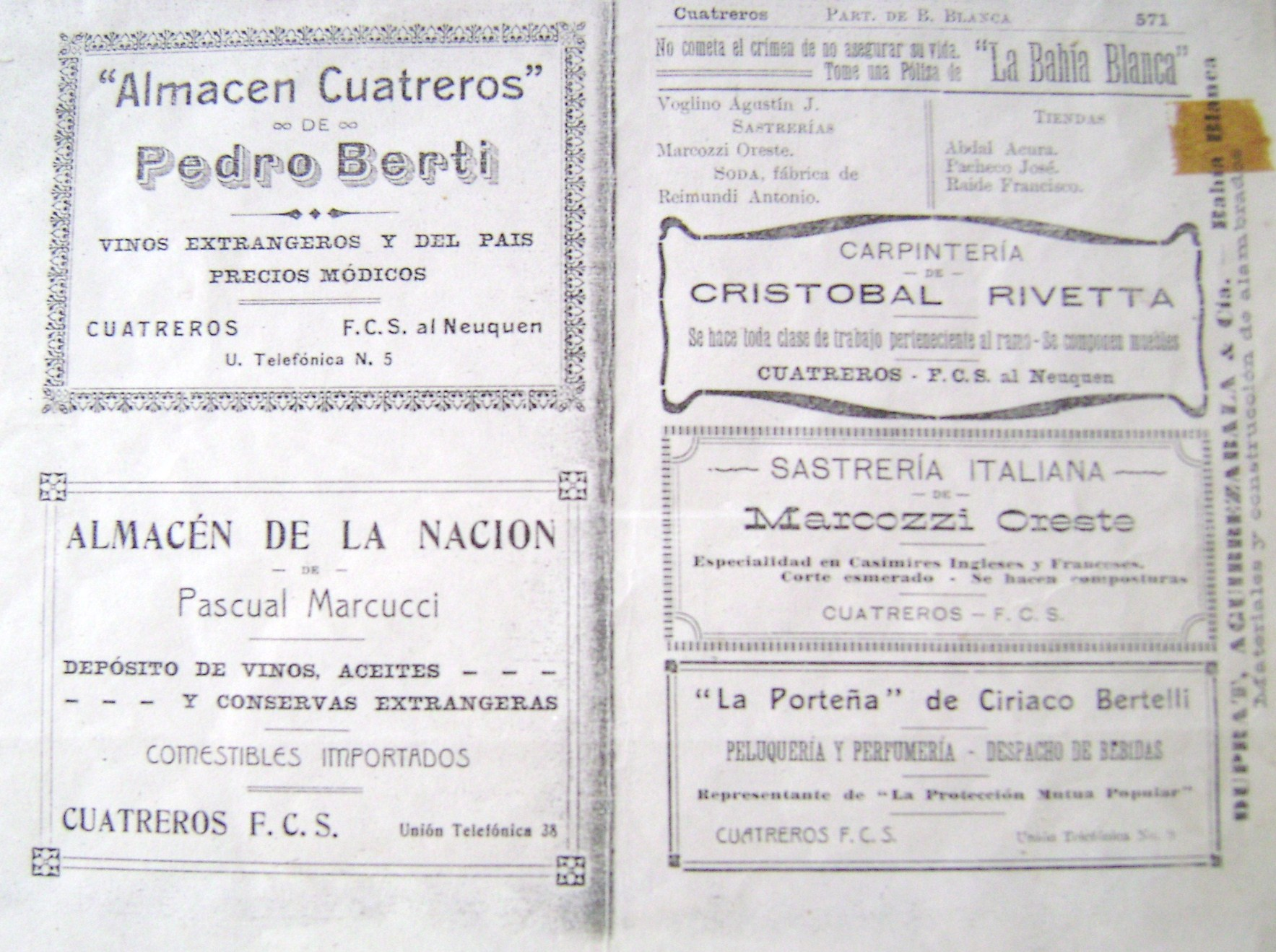
Guía Comercial y Telefónica.
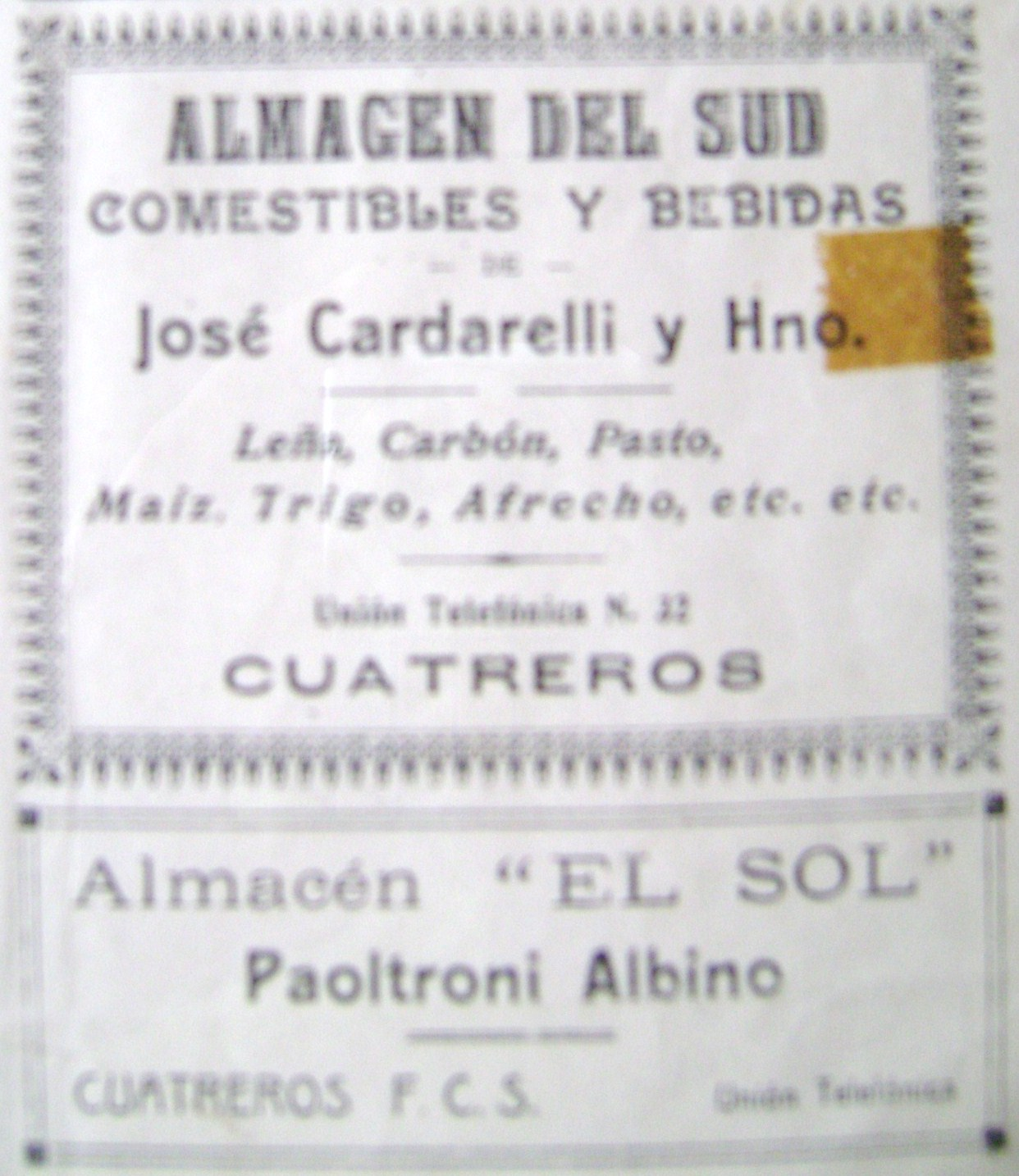
Guía Comercial y Telefónica.
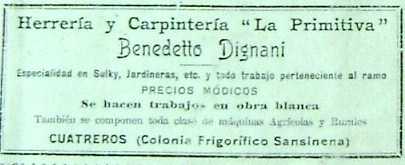
Publicidad de la Guía Comercial y Telefónica.

A comienzo de 1900, llega a la zona Pascual Marcucci, y consigue empleo en el inicio de las obras de construcción del frigorífico, y una vez terminadas las mismas, trabaja como obrero en dicho establecimiento. En 1905 instaló un pequeño salón para la venta de bebidas y cuando ya contó con una buena clientela, renunció al frigorífico y se dedicó exclusivamente a la atención de su “boliche”.
En 1909 el crecimiento de la población y la demanda lo motivó para comenzar a proyectar y construir, en la esquina de las calles Saavedra y Deán Funes el almacén de Ramos Generales “La Nación”, y que fue inaugurado en 1910, el nuevo local se dedicó a la venta de comestibles, bebidas de todo tipo, cereales, carbón, leña y artículos de bazar. Años más tarde incorporó a la firma la fabricación de soda y una refrescante bebida gasificada.
En 1916, renueva el frente del edificio y amplia sus instalaciones, la firma comercial también fue representante en Cuatreros de la nafta “Texaco”, del aceite “Mobiloil” y concesionario exclusivo de cervecería “Quilmes”. La actividad comercial continuó hasta fines de la década del 90. 

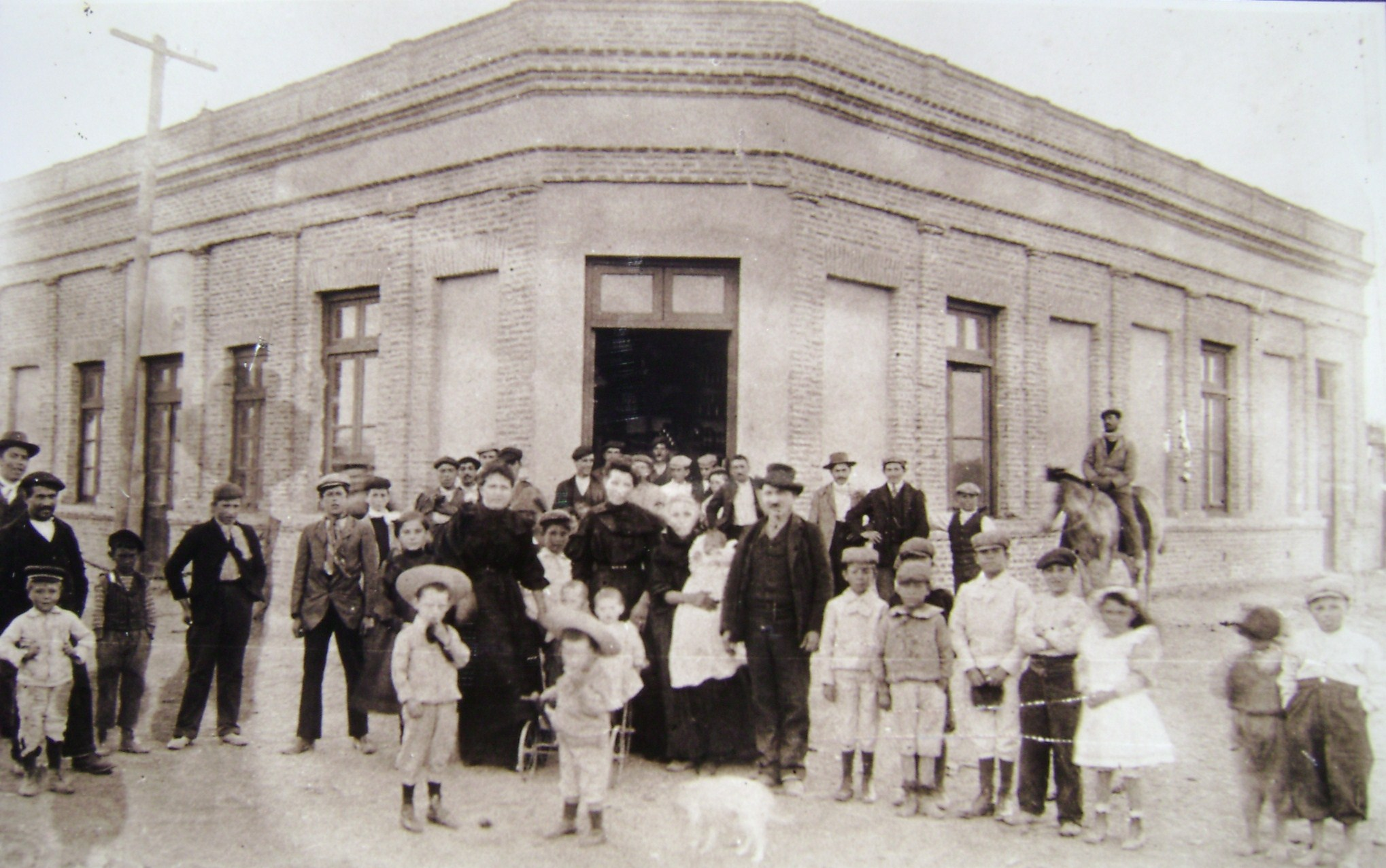
Almacén de Pascual Marcucci (1910) esq.Saavedra y Dean Funes.
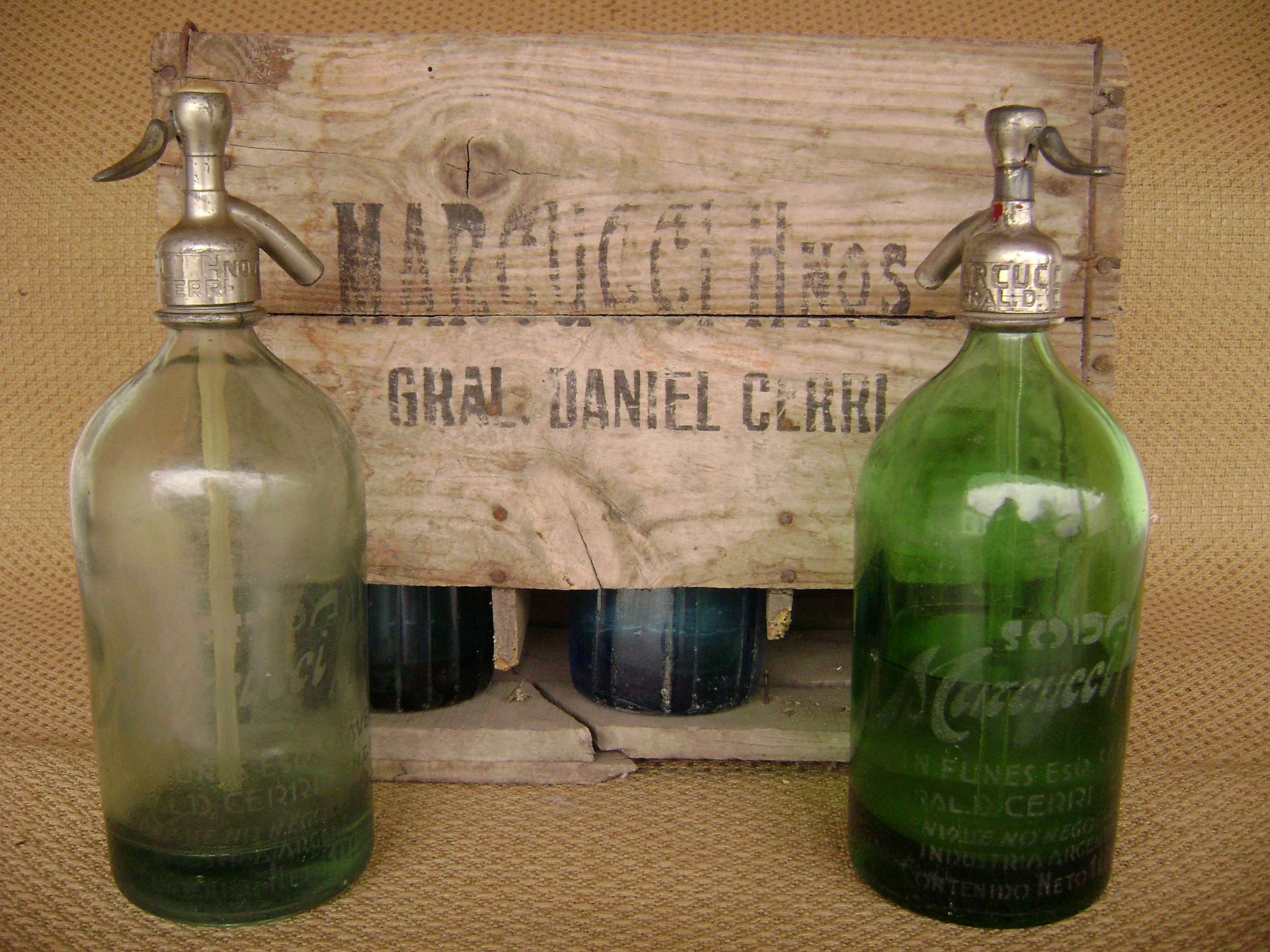
Cajón y Sifones para la soda.

En 1910 llega de Europa (Italia) Agustín Silvani, acompañado por sus tres hijos, entre los que se encontraba Guillermo Silvani. Después de estar afincados por un tiempo en la colonia Coronel Maldonado se radicaron definitivamente en Gral. Cerri, donde Agustín entró a trabajar en el frigorífico Sansinena “La Negra” y su hijo Guillermo se empleó como repartidor en el almacén de Marcucci. En 1921, en oportunidad de un remate, Silvani compró el terreno ubicado en la esquina de las calles Juan José Passo y Matheu, donde instaló el almacén de Ramos Generales con el nombre de “Almacén el Correo” y se dedicó a la venta de comestibles, artículos de bazar, perfumería, discos, vitrolas y armas. El negocio también incorporó la representación de la nafta “Energina” “Shell” y la venta de aceites y lubricantes. En 1940, el Sr. Guillermo Silvani, hijo de Agustín y nuevo propietario del local, cambió de nombre al negocio que pasó a ser “Casa Silvani”.
En 1913, el Sr. Cándido De Gregorio, abrió una peluquería en cual también funcionaba la agencia de “La Nueva Provincia”, también dentro del mismo rubro estaba la peluquería “La Central” de la Sra. Eulalia de De Gregorio e hijos y que fue una de las más acreditadas de la época.

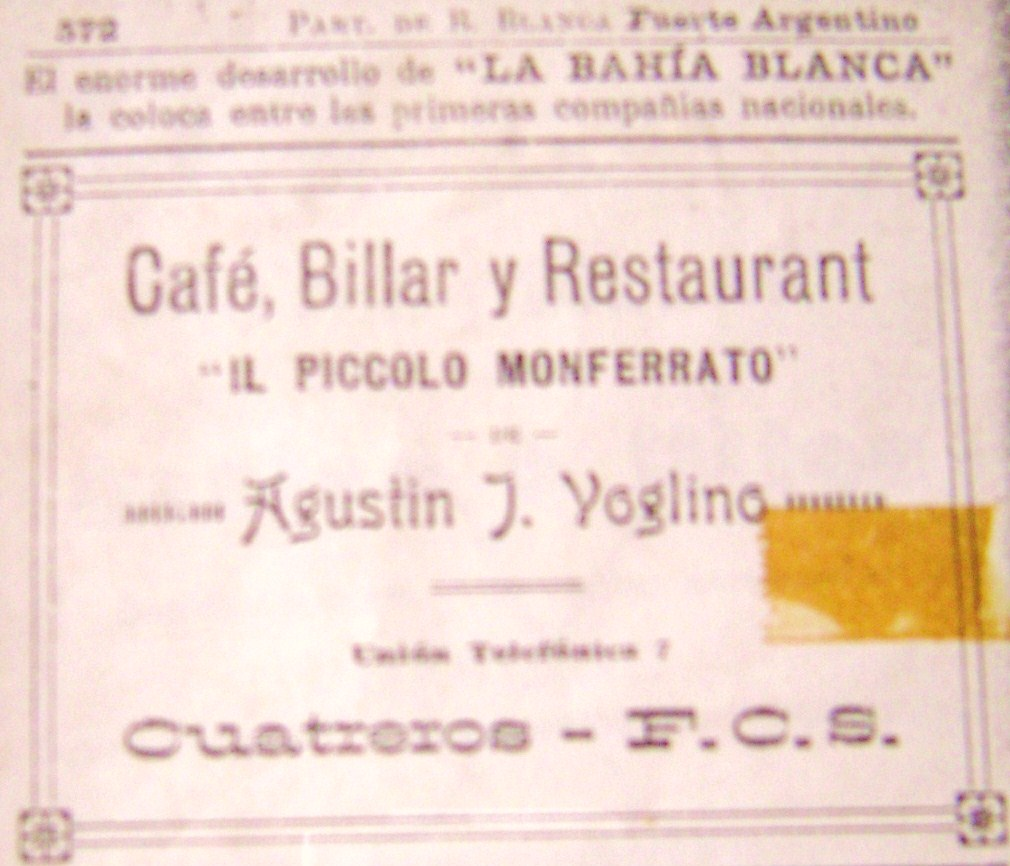
Guía Comercial Y Telefónica

En la misma época funcionaba el hotel, bar y cinematógrafo "Il Píccolo Monferrato".Fue alrededor de 1890 cuando Agustín José Voglino, dejó su aldea natal, para lanzarse a la aventura de "hacer la América.". Volvería a su tierra a buscar a su mujer, diez años después. Para entonces, ya había concebido su proyecto: en un caserío perdido cercano a Bahía Blanca, se estaban levantando importantes industrias, esto traería al lugar a numerosos operarios, a los que habría que alojar, alimentar y entretener.
Así surgió, en la esquina de la avenida Belgrano y Rodríguez Peña, a la vera del canal Cuatreros, "Il Píccolo Monferrato, Restaurant, Café y Billar", que brindaba comidas a la minuta, comodidad para familias y salón de cinematógrafo.
Agustín tenía pasión por los adelantos tecnológicos; para poder ofrecer cine, se adquirió un grupo electrógeno con el cual se brindaba energía eléctrica para los corzos de carnaval.
Aun antes de que surgiera el cine, en la casa contaba con un aparato, especie de retroproyector, los inmigrantes traían sus fotografías y él las proyectaba en grande sobre una pantalla, de este modo, acentuaba su nostalgia y, de paso, les vendía vino italiano, importado directamente por la casa.Otros propietarios de hoteles eran José Fagonda y Enrique Scotto.
Siguiendo con el año 1913, en un edificio construido como boliche, ubicado en el antiguo camino a Carmen de Patagones; la familia Pollatini habilitó la panadería y almacén “La Mundial”.
Con el tiempo y por su proximidad con el Fortín Cuatreros toma el nombre de “Panadería El Fortín”. Su estilo es característico de los almacenes de pueblos de la región pampeana.
En aquellos años, en las calles próximas a la panadería se desarrollaban carreras de caballos (carreras cuadreras), en las que sus concurrentes hacían apuestas al margen de la ley y en el local adquirían productos de pastelería, confitura y bebidas.
En el mismo año, en la esquina de las calles Juan José Passo y José M. Gutiérrez el Sr. Bartolomé Perata estableció en el pueblo de Cuatreros la  “Panadería Italia” donde elaboraba mecánicamente el pan y la galleta, que posteriormente vendía en el local o repartía a domicilio, gozando así de merecido prestigio por la calidad del producto y del servicio.
Además el Sr Perata era representante de la nafta argentina La Isaura.
En 1914, comenzó sus actividades Luis Antonelli con “Casa Antonelli”, almacén, bar y billar, reconocido negocio del pueblo que además de ser centro de reunión y distracción, era representante de Cervecería “Palermo” y vendía materiales para la construcción.
En las primeras décadas, la comunicación telegráfica o por correspondencia era a través de la oficina y estafetas postales del Correo Argentino que ya estaba instalado en el pueblo.
Para comunicarse telefónicamente se podía optar por una de las dos empresas que competían entre sí “La Unión Telefónica” o “La Bahiense”. Cabe acotar que se abonaba como llamada local las que se efectuaban dentro del poblado y las llamadas a Bahía Blanca se consideraban de larga distancia (con tiempo de demora).

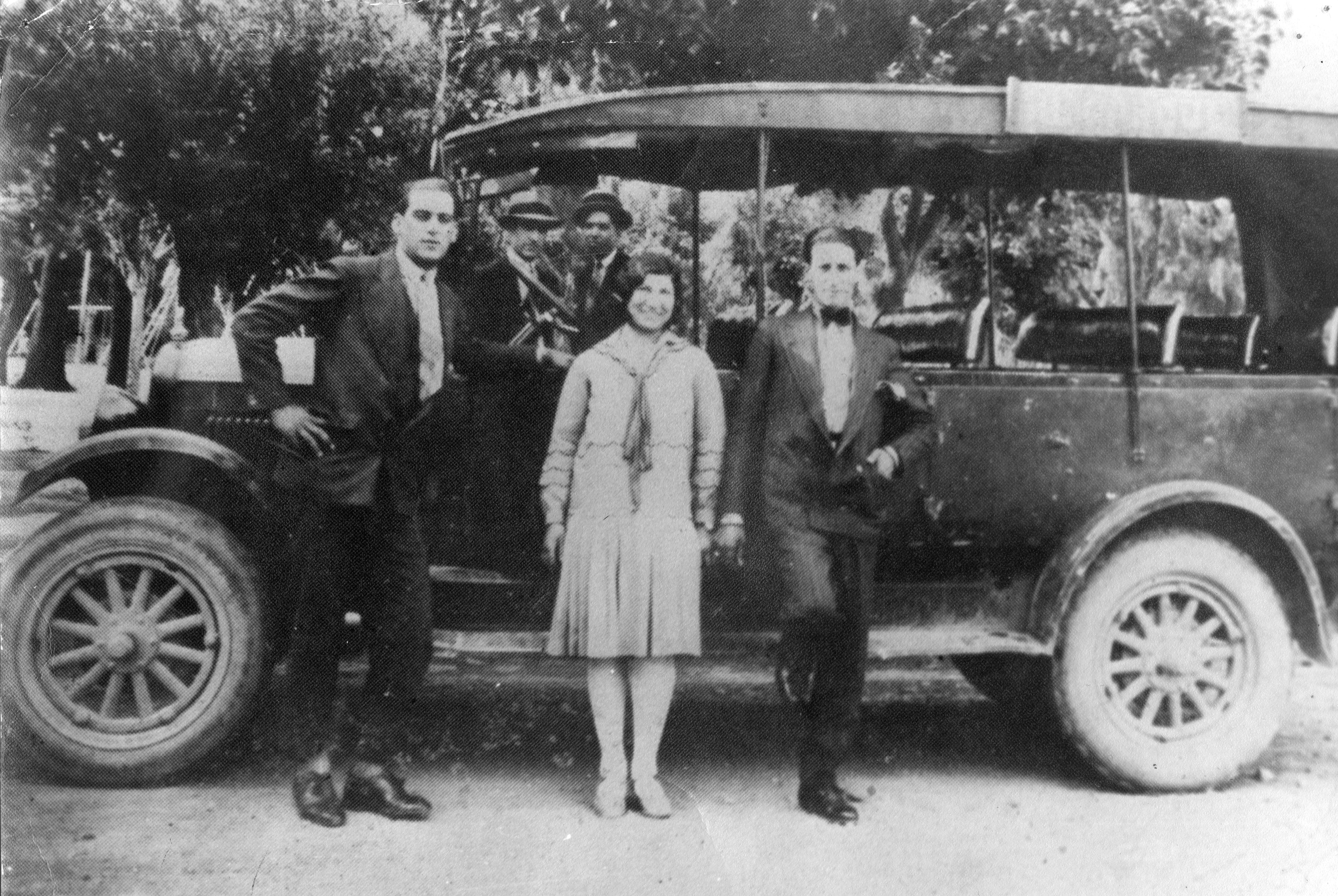
Primer colectivo de la Empresa González

El 24 de octubre de 1924 se produce el nacimiento de la Empresa González y fue cuando Cipriano González adquirió un chasis Ford T y sobre él, la Empresa Verdozzi y Zepilli carrozó el primer ómnibus que comenzó a circular entre Bahía Blanca y el pueblo de Cuatreros. 
El servicio inaugurado respondía a las inquietudes del administrador del Frigorífico Sansinena, Don Antonio Quejeiro, quien requería beneficios para los trabajadores de la empresa, ya que la misma equidistaba de las estaciones ferroviarias del lugar.
La nueva empresa,  está registrada a nivel nacional como una de las primeras de transportes de pasajeros con colectivos.
En el año 1925, en el sector denominado Cuatreros Viejo el señor Juan Vissani establece un local destinado al ramo de almacén y carnicería. El acreditado negocio es un comprobante de cuanto puede el esfuerzo propio para mejorar el servicio a la comunidad del sector.
El 26 de diciembre de 1939 en la esquina de la avenida Belgrano y Gutiérrez, el Sr Atilio Vignoni inaugura el almacén de ramos generales (último comercio en su tipo establecido en la localidad).
El nuevo local comercial estaba destinado a la venta de comestibles, artículos para el hogar, rodados , materiales para la construcción y posteriormente fue representante de los lubricantes y combustibles Esso, su actividad comercial se mantuvo hasta fin de la década del 90.

## Historia de los Edificios

### La cruz de Cerri

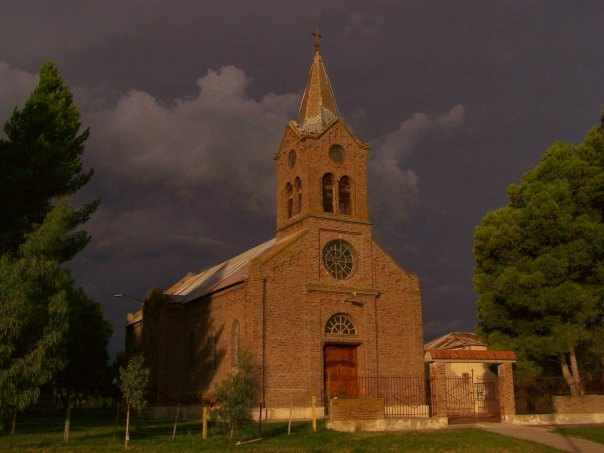
Parroquia S.M.Arcángel de la Ciudad de Gral. Daniel Cerri

En el año 1903, los trabajadores del conocido frigorífico La Negra, solicitaron al Padre Félix Guerra (director del Colegio Salesiano de Bahía Blanca) la construcción de un templo. Inmediatamente el presidente de la Cía. Sansinena Ernesto Tornquist, un referente en la zona por su importante obra de colonización, donó $1.000 y una manzana donde se elevara el templo. Tanto el Altar Mayor y San Miguel se construyeron con limosnas de los feligreses; las capillas laterales con la donación del Frigorífico Sansinena, las dos campanas (una de 400 kilos y otra de 300 kilos) fueron compradas por los propietarios del lavadero Soulas y donadas por la Sra. Mónica Soulas de González Balcarce.
A fines de diciembre del mismo año se bendijo la piedra fundamental y debido al gran apoyo popular pudieron contratar rápidamente al arquitecto José Bauerle, quien casi de inmediato comenzó la construcción de línea estilística neo renacentista.
Ubicó el frente de la misma hacia la calle Güemes al 400, los laterales a las calles Libertad y Las Heras y el fondo a Gurruchaga. 
Hija de industrias, la antigua localidad de Cuatreros, nació al amparo del frigorífico Sansinena (1903) y del lavadero Soulas (1905). Los más de mil obreros que ocupaban ambas empresas fueron suficientes para dar lugar al pueblo, que fue tomando forma con loteos de terrenos prontamente organizados en tierras de don Ernesto Tornquist. 
El 11 de mayo de 1905, obreros de los "acreditados talleres del señor Forgue" colocaron la cruz sobre la torre del campanario, y el templo, erigido por los salesianos se inauguró el 3 de septiembre de 1905 y fue erigida por la congregación de Salesianos. La bendijo por primera vez el padre Fidel Sabaté.
"La cruz muy en lo alto, con sus brazos abiertos, cobija la adyacente campiña y parece decir a las enormes chimeneas del lavadero y el frigorífico: aquí estoy yo también, vosotras dad cuenta de los capitales, de las industrias, yo me contento con el gobierno de las almas", publicó este diario al dar cuenta del hecho. Han desaparecido las industrias fundacionales del pueblo, la cruz y la iglesia siguen custodiando a la ciudad.
Iglesia San Miguel

### Delegación Municipal

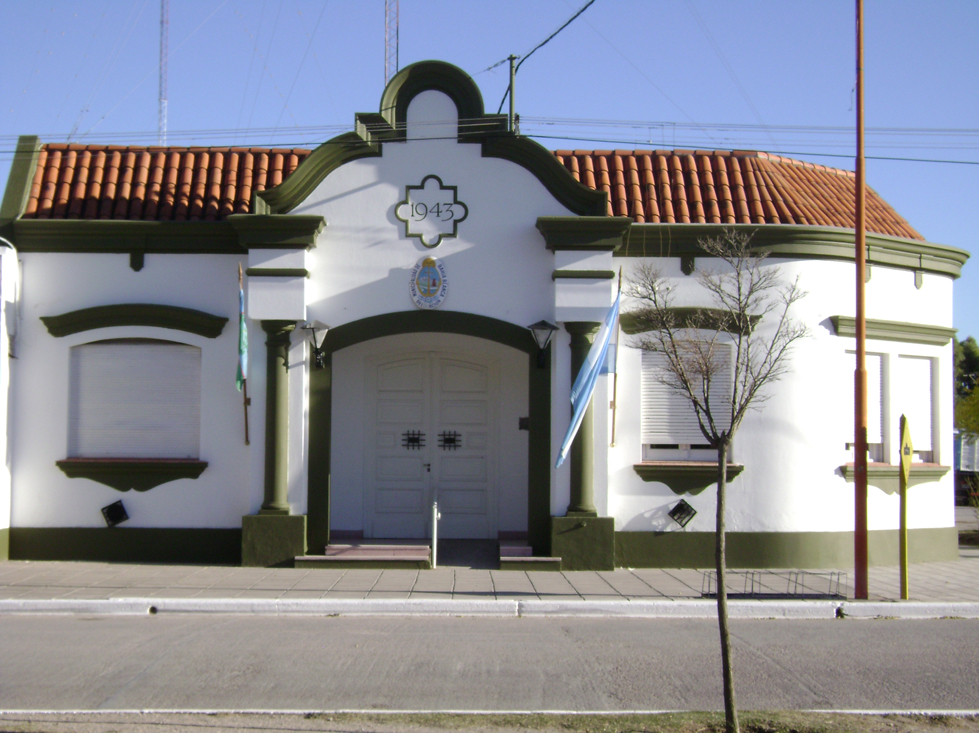
Delegación Municipal de la Ciudad de Gral. Daniel Cerri

En el año 1899 la Municipalidad de Bahía Blanca creó en cercanías del fortín y la quinta de Gonzaléz la Delegación Municipal de Cuatreros, lo que evidenció que aún antes de ninguna subdivición de tierras en solares, ya existía una población y actividades en el lugar que exigían la presencia permanente de un funcionario comunal. Posteriormente hasta el año 1910 se trasladó a un local ubicado en la esquina de Soler y sin nombre, en la manzana N.º 170.
De allí, y hasta el año 1916 pasó a la calle Belgrano, años después y por el crecimiento urbano en el sector opuesto del pueblo, la Delegación Municipal se trasladó a la calle Dean Funes 343.
En junio de 1943, fue inaugurado en la calle Juan José Passo 201 el nuevo edificio de la Delegación Municipal de General Daniel Cerri. Ubicada por entonces en Cuatreros, la nueva sede era parte del plan de obras públicas del intendente municipal, ingeniero Jorge Aguilar. Lord Mayor desde junio de 1942, elegido por el partido Conservador, Aguilar sería destituido un año después.
El exterior del edificio es una inspiración colonial, caracterizado por su cubierta de tejas, un
portal de acceso resuelto con elementos decorativos de líneas curvas y unos ventanales pequeños con dindeles curvos.
El proyecto del jefe comunal y de su director de Obras Públicas, ingeniero Elio Caporossi, contaba, interiormente, con un pórtico de entrada, sala de espera, despacho para el delegado, sala de primeros auxilios y dependencias de servicio.
El acto de habilitación tuvo lugar a las 11.30 del sábado 27 de junio, con la presencia de autoridades civiles y vecinos. Más tarde, fue servido un almuerzo "a la Criolla", que reunió un elevado número de comensales (recuerda la crónica).
Este gusto por lo colonial fue característico en la obra edilicia desarrollada por Aguilar. Ese mismo año, y con idéntico diseño, fueron resueltas las delegaciones de Punta Alta, Cabildo y Las Villas. Una obra similar, realizada en 1942, fue el portal del Parque de Mayo que reemplazó a la elemental tranquera que oficiaba de acceso al principal paseo de la ciudad.

## Toponimia

### Nombres Históricos de "Cuatreros" a "Gral. Daniel Cerri"
- Caronti por Cuatreros

El 4 de septiembre de 1921, el intendente municipal Eduardo Bambill elevó un proyecto para cambiar el nombre del pueblo de Cuatreros por Caronti.
El nombre de esta población está inspirado en un paso existente sobre el Río Sauce Chico, que permitía el cruce del mismo por los cuatreros con los ganados robados. En 1903 con la inauguración del frigorífico Sansinena provoca la radicación 500 familias en el lugar, lo cual motivó que el hecho de llamarse Cuatreros lo consideraran "antipático, anticivilizado y antiestético".
En 1886 fracasa la idea de llamarlo "Coronel Juan Charlone", y en 1921 el primer intento de llamarlo "Daniel Cerri" Llegamos así a 1921, cuando se propuso bautizarlo como "Intendente Caronti": esa tentativa tampoco prospera pese a que los propios vecinos manifestaron su aprobación.

- Cerri por Cuatreros

El 7 de septiembre de 1943, el interventor federal de la Provincia de Bs.As., el Gral.Armando Verdaguer, firmó el decreto N°4193 por el cual se le asignaba el nombre de "General Daniel Cerri" al pueblo de "Cuatreros".
En diciembre de 1943, llega a la ciudad Eduardo Cerri, para participar de los actos celebrativos por la designación del pueblo de "Cuatreros" con el nombre del "Gral. Daniel Cerri" (su padre).
El nombre evoca al héroe que llegó a Bahía Blanca en 1858, integrando la histórica Legión Agrícola Militar, debemos recordar que el Gral.Cerri participa en la fundación de las escuelas N.º 1 y N.º 2, fue cofundador de la Biblioteca Rivadavia y colocó la piedra fundamental del Hospital Municipal.
Por sobre todo rasgo anecdótico, dar ese nombre al pueblo configuró un justo reconocimiento a un pionero de la región.

### Gral. Daniel Cerri, casi ciudad
El Senado de la provincia de Buenos Aires dio media sanción al proyecto ley por el que se declara ciudad a la localidad de Gral. Daniel Cerri.
El mismo había sido tratado por las comisiones correspondientes que se habían expedido favorablemente, ya que la población reúne las condiciones establecidas por la ley 10806, quedando aún pendiente la media sanción de Diputados.
En su artículo segundo, la norma citada determina que el requisito indispensable para que un pueblo sea declarado ciudad, no perteneciendo al Conurbano, es contar con un mínimo de población registrada en el último censo de 5000 habitantes.
Según el censo nacional de 1991, la población de Cerri asciende a 5798 pobladores; cuenta también con el equipamiento socioadministrativo exigido por el artículo cuarto de la ley: Delegación Municipal, oficina del Registro Civil, oficina de Correo, Bancos, Destacamento Policial, Centros Educativos en todos sus niveles, atención Sanitaria y asociaciones civiles que cubren todo el espectro de las inquietudes comunitarias.
Tiene, además, la infraestructura física y de servicios para catalogarla como ciudad que propone la ley en su artículo quinto y los espacios verdes que requiere en el séptimo.
Ley 10806

## Evolución demográfica
Censo 1970: 3700 habitantes
Censo 1980: 5288 habitantes con un incremento del 42,94%
Censo 1991: 5798 habitantes ( 2.900 varones y 2.898 mujeres), con un aumento de la población del 9,65%
Censo 2001: 6515 habitantes ( 3.195 varones y 3.320 mujeres), con un aumento de la población del 12,37%. Si comparamos los datos de General Daniel Cerri con los de la provincia de Buenos Aires concluimos que ocupa el puesto 126 de los 597 municipios que hay en la provincia y representa un 0,0471 % de la población total de ésta.
A nivel nacional, General Daniel Cerri ocupa el puesto 487 de los 3.441 municipios que hay en la República Argentina y representa un 0,0207 % de la población total del país.
En el censo del año 2010, la ciudad de General Daniel Cerri y la zona rural que la circunda, registró un total de 8.716 personas (4.371 varones y 4.345 mujeres) y con un crecimiento del 33,79 %.

### Ciudad de Gral. Daniel Cerri
El 11 de agosto de 1999: el Poder Ejecutivo Bonaerense promulgó la Ley que declara "Ciudad" a la localidad de Gral. Daniel Cerri ubicada en el partido de Bahía Blanca; a través de decreto 1971, refrendado por el gobernador Eduardo Duhalde y el ministro de gobierno José María Díaz Bancalari, se ratifica la declaración otorgada por la ley 12315 sancionada por la Legislatura Provincial el 8 de julio de 1999.
El flamante estatus jurídico que califica a la localidad es un mérito del arduo trabajo realizado por los pobladores y las entidades intermedias que pusieron todo de si para lograr tal denominación.
Entre los fundamentos del proyecto de Ley aprobado, se enfatiza la lucha incansable de un pueblo que, a través de 122 años ha logrado convertirse en una dinámica y moderna ciudad y el legítimo orgullo que sienten los habitantes con su lugar de origen.
Ciudades de la provincia de Buenos Aires
Anexo:Ciudades de la provincia de Buenos Aires

## Economía
A fines del siglo XIX la economía del lugar estaba relacionada solamente con la actividad hortícola y ganadera.
La hortícola se desarrollaba en proximidad del Río Sauce Chico en los sectores hoy conocidos como Alférez San Martín, Paraje Sauce Chico, Villarino Viejo y en menor proporción en Cuatreros Viejo.
El sector fruti hortícola de Gral. Daniel Cerri (Sauce Chico y Alférez San Martín) es el único que permanece en actividad dentro del partido de Bahía Blanca. Las hortalizas que allí se cultivan son: tomate, morrón, berenjena, lechuga, espinaca, remolacha, variedad de zapallos, choclo, apio y en menor escala cebollas.

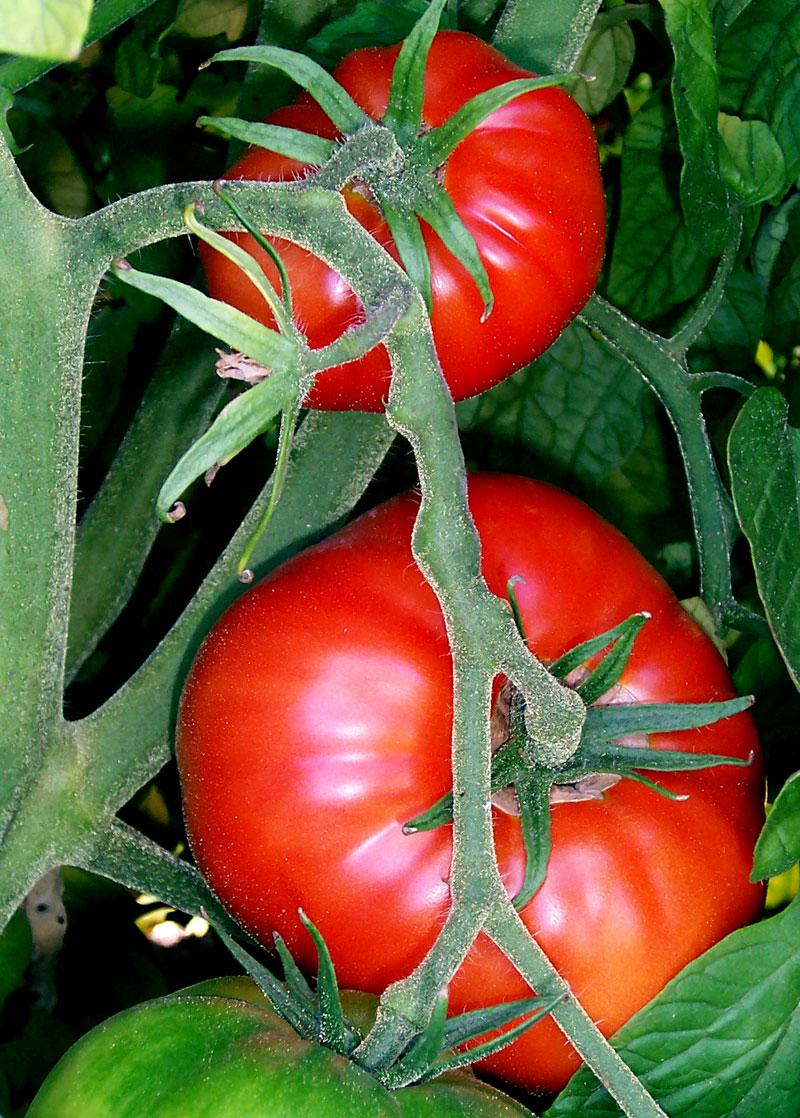
Tomates
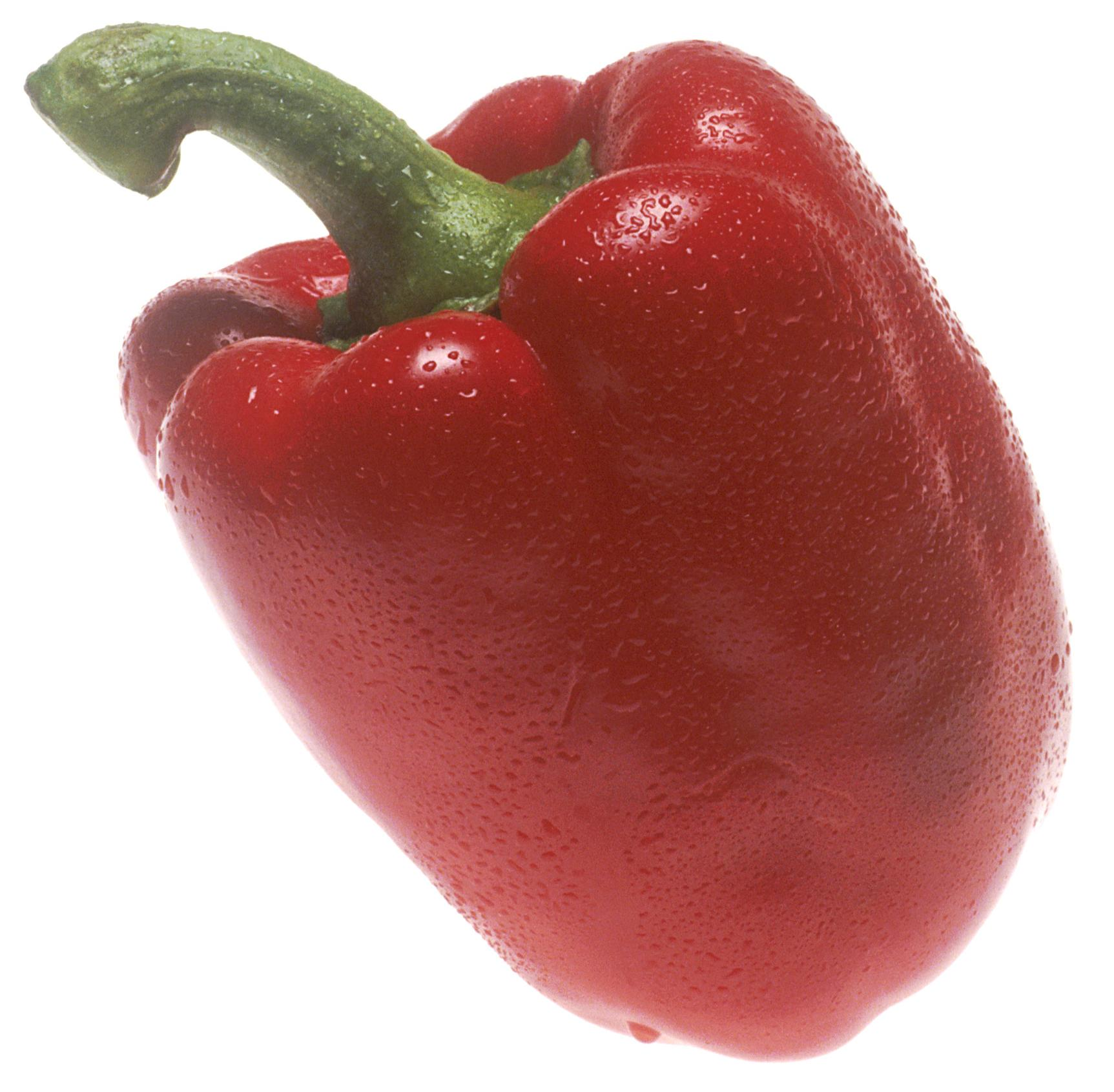
Morrón rojo
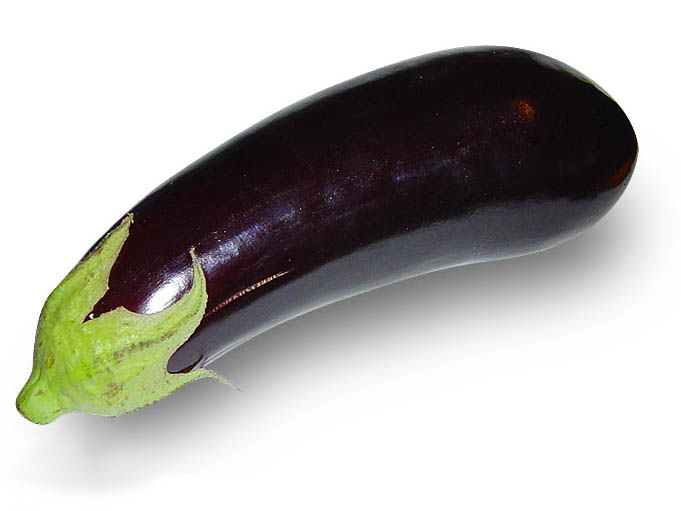
Berenjena
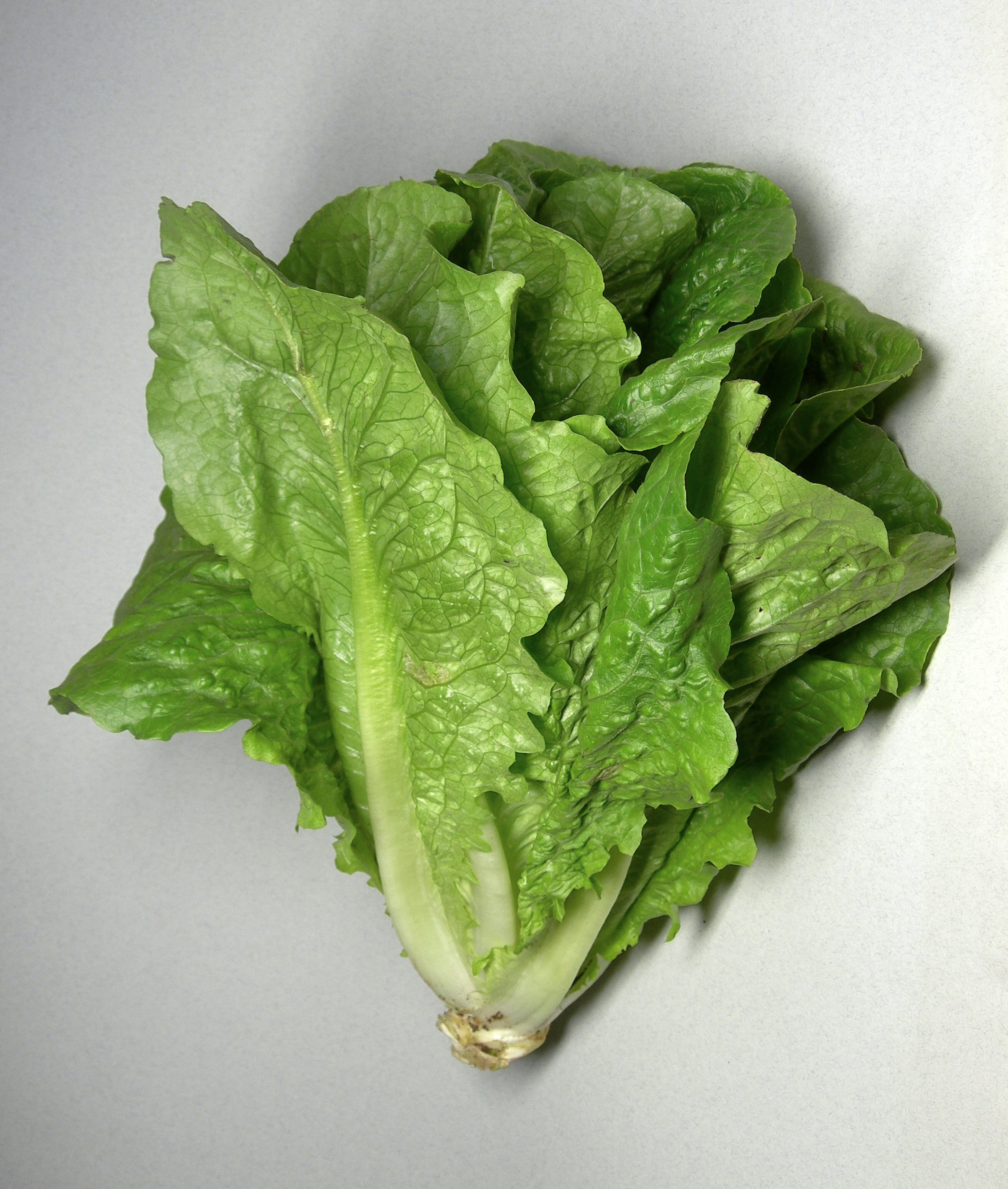
Lechuga romana

La producción ganadera, estaba concentrada en la zona de Alférez San Martín y Bordeu. Todos estos sectores estaban favorecidos por la cercanía de las rutas que partían de Bahía Blanca a Patagones (pasaba por el sector de “Cuatreros Viejo”) y la ruta a la Pampa.
A comienzo del año 1900 con la radicación del frigorífico Sansinena y del lavadero de lanas Soulas la economía aumentó en producción de nuevos productos y proporcionó al lugar posibilidades de crecimiento y mano de obra (transporte de pasajeros y de cargas, comercios, pequeñas fábricas y medios de comunicación).
En el año 1960 se radicaron nuevas industrias relacionadas con la carne, el gas y la metalúrgica, que dotaron a Gral. Daniel Cerri de más posibilidades laborales.
Si bien, el Frigorífico C.A.P. y Lanera Argentina no existen, Gral. Daniel Cerri sigue relacionado con la industria alimenticia, creció la producción hortícola, se radicó una industria aceitera, un molino harinero, una fábrica de lácteos y continua con su actividad el Frigorífico ubicado en la ruta 3 sur. Esta situación posibilitó que en la ciudad de Gral. Daniel Cerri (predio de la ex Lanera Argentina) se comenzó a construir el nuevo Parque Agroalimentario de la zona.
Proyecto Parque Agro-Alimentario Archivado el 3 de septiembre de 2011 en Wayback Machine.
Dentro del sector que comprende a General Daniel Cerri está ubicada la planta más moderna de transporte y tratamiento de gas de la Argentina. Y otra de producción de gases inertes para uso en medicina y la elaboración de gaseosas.
La zona de General Daniel Cerri se ve favorecida por contar con salida al mar a través del Puerto Cuatreros, vías férreas y rutas que la conectan directamente con el exterior y el resto del país.
Ferrocarril Bahía Blanca-Patagones
Ferrocarril Bahía Blanca-Zapala
Ruta Nacional RN 3

## Clima
Si bien el clima de la ciudad de General Daniel Cerri, por su proximidad al estuario, y que forma parte del interior de la Bahía, es considerado oceánico, el clima propiamente dicho es templado, subhúmedo con temperaturas moderadas y de gran variabilidad y en dirección al oeste se va tornando seco. El promedio anual de lluvias es de 500 mm, con importantes variaciones en la zona. Los meses más lluviosos son: febrero, marzo, junio, octubre y noviembre.
Los vientos en general son fuertes en agosto, septiembre, octubre, noviembre, diciembre, enero y febrero, y moderados el resto de los meses. En su mayoría son provenientes del norte y noroeste en verano y del sur y sureste en invierno.
La temperatura reinante en la zona es varias veces elevada en verano (más de 30 °C y llegó a superar los 40 °C en otras ocasiones), y en invierno la mayoría de los días está por debajo de 0 °C.
Aunque la zona no es propicia a las nevadas, en julio de 1964, mayo de 2007 y julio de 2009 se registraron nevadas de importancia.

## Flora y fauna

### Flora

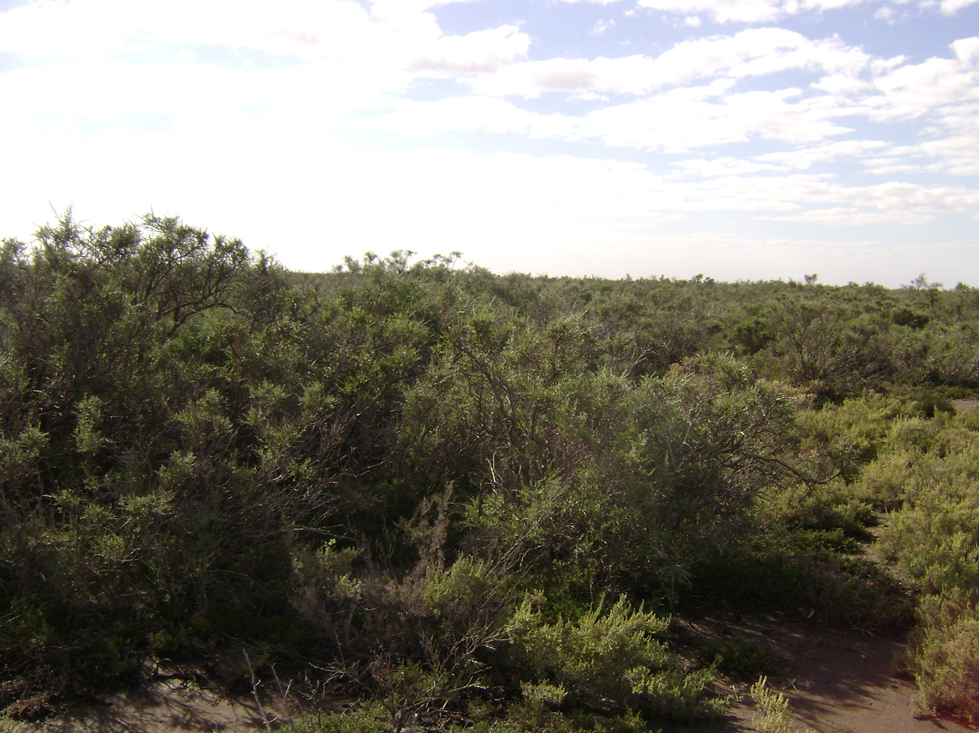
Matorrales

La vegetación del sector es propia de una región límite entre seca y húmeda, los pastos son achaparrados, duros, cortantes y espinosos. Antes de que toda esta zona, fuera desmontada para dividirla en quintas, sembrados y parcelas, había grandes zonas de plantas bajas, como ser, cardos, pajas bravas, matorros, abrojos, cardos rusos, espinillos, paja vizcacheras.
- Cardo

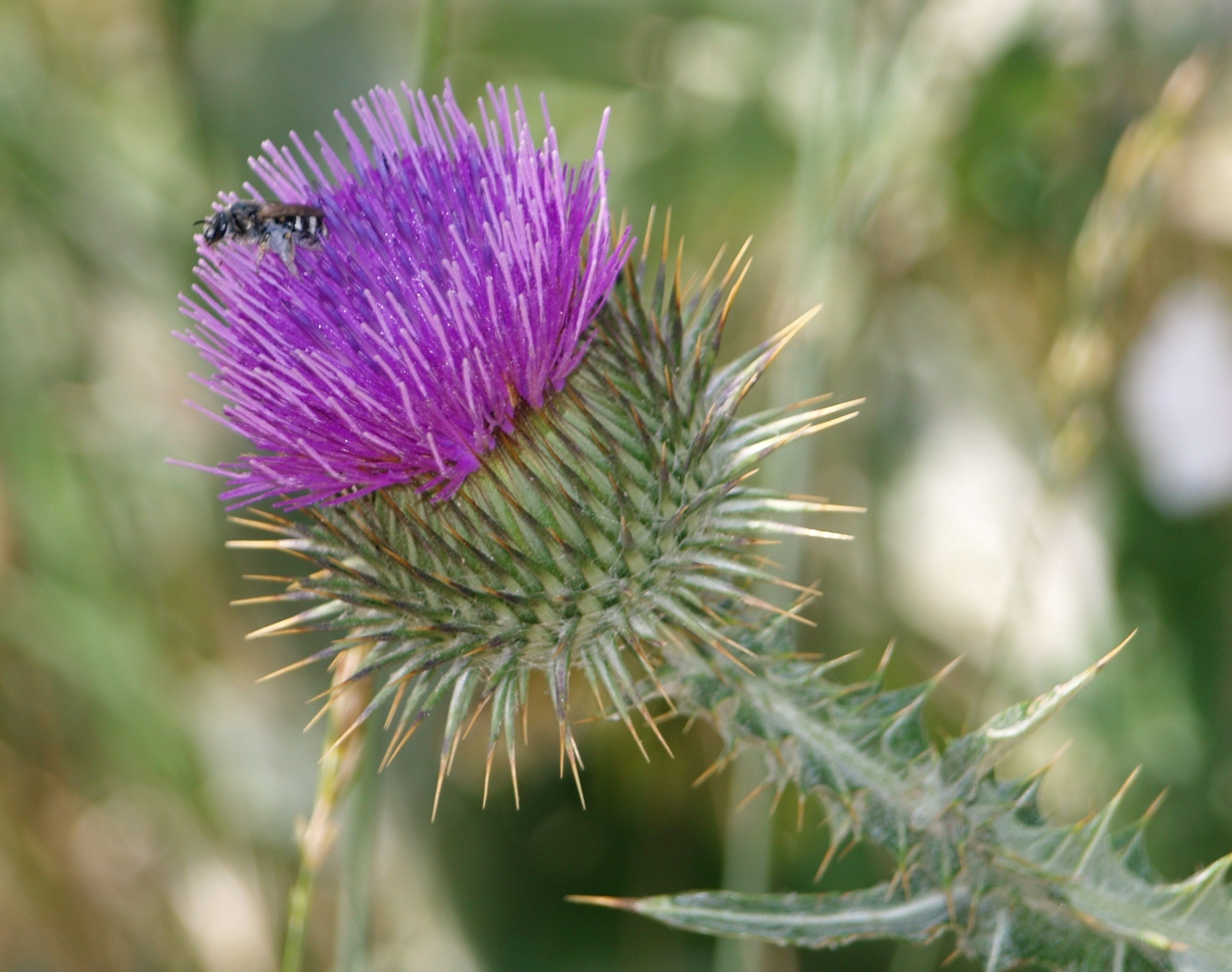
Flor del Cardo

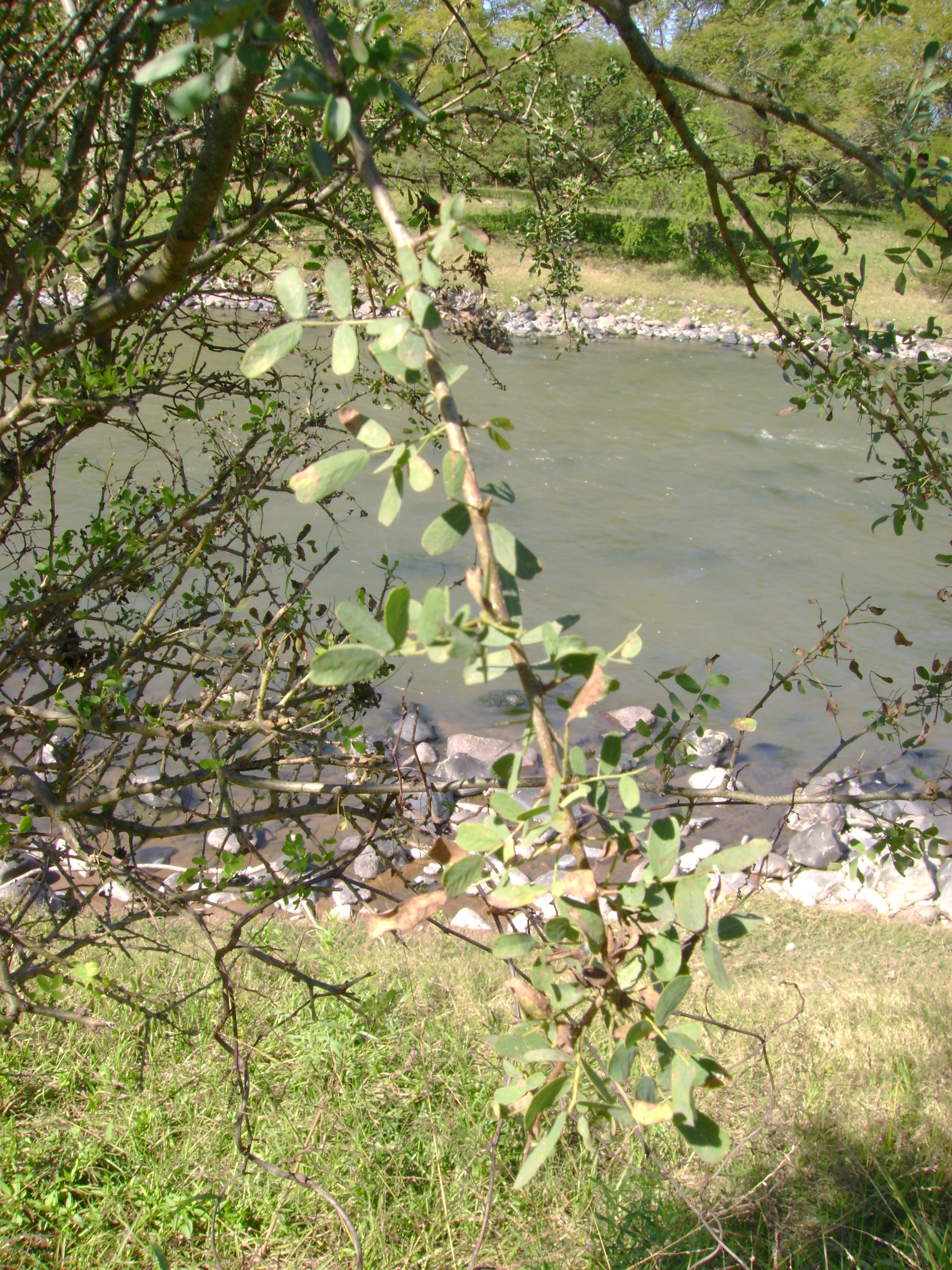
Chañar, detalle de hojas

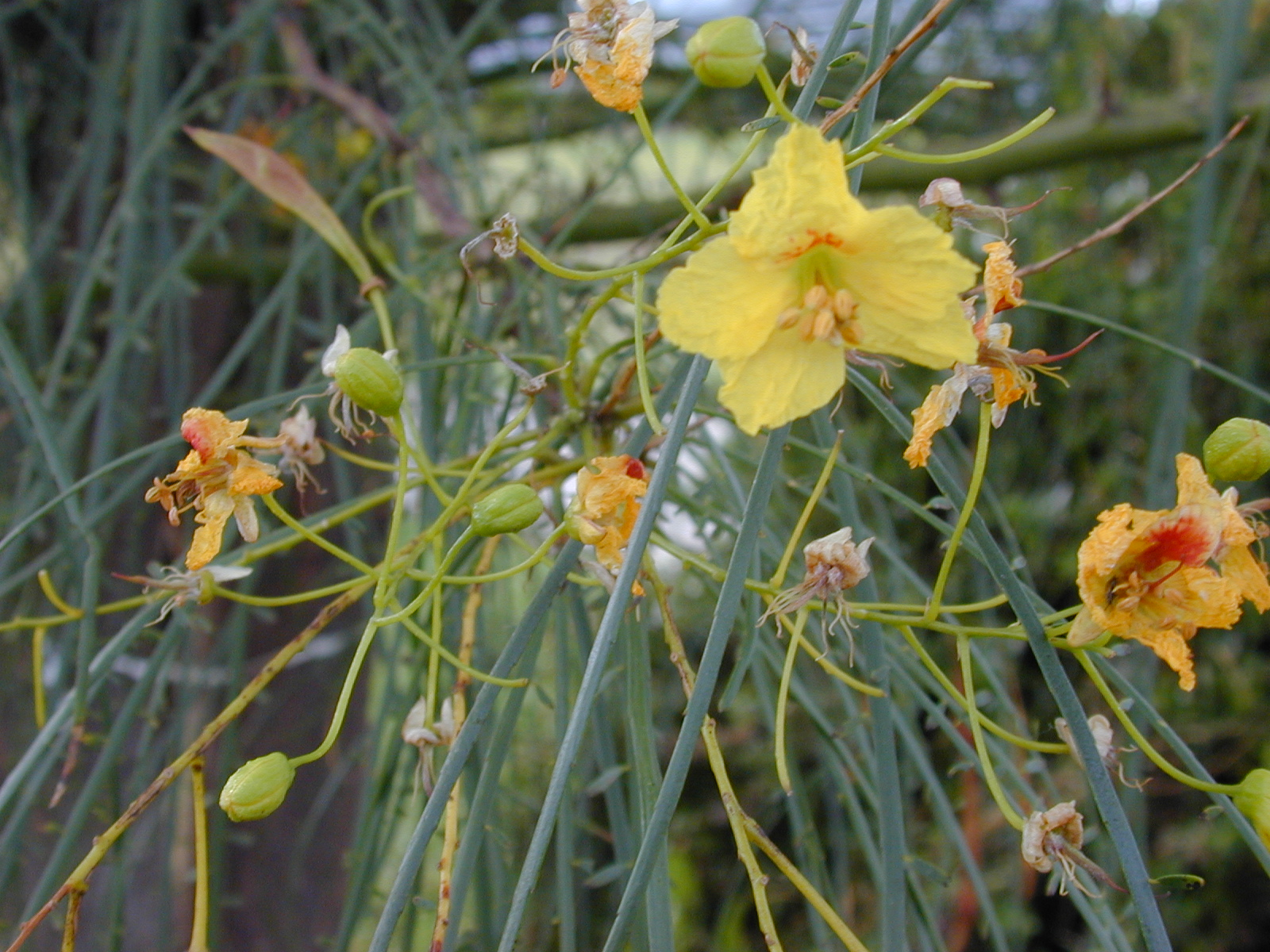
cina-cina, flores, hojas y brotes

El cardo con su flor violácea, si bien es originaria de Europa, afecta en forma abundante a los campos cultivados de esta región, donde es considerada una mala hierba. Fue una de las primeras plantas adventicias que invadieron las pampas. En la antigüedad, cuando a esta inmensa extensión sólo el indio la habitaba, existían grandes franjas de cardales, matorrales, yuyo colorado, manzanilla y abrojo.
También constituyen la vegetación de la zona de Gral. Daniel Cerri, plantaciones de mediana altura como el piquillín, el chañar, la cina- cina y en menor cantidad el algarrobo.
- Chañar

El chañar (Geoffroea decorticans) (Gill. ex Hook. & Arn.) Burkart, es un árbol de la familia de las fabáceas (o leguminosas) de corteza amarillenta y fruto dulce y comestible. Su madera medianamente pesada es apta para carpintería, y como carbón y leña.
Tiene un fuste erguido cuando crece aislado pero es arbustivo cuando crece en bosquecillos. Llega a los 3 a 10 m de altura con un tronco que puede superar los 40 cm de diámetro, la corteza se desprende longitudinalmente en fajas irregulares por debajo de las cuales aparece la nueva corteza verde. El follaje es abundante y de color verdoso. El tronco posee una gruesa corteza surcada por hendiduras medianamente profundas que le otorgan una textura áspera. El enramado del chañar es cuantioso y, en conjunto con el follaje, proporciona una imagen redondeada a la copa del árbol. Los pétalos de la flor del chañar están pigmentados por un amarillo intenso. Florece de septiembre a octubre y fructifica de noviembre a enero. El fruto es una drupa, muy carnosa, dulce y comestible.
- Cina Cina

La cina cina (Parkinsonia aculeata) es un árbol de la subfamilia Caesalpiniaceae de las leguminosas (Fabaceae).
Es nativo del sudoeste de EE. UU. (oeste de Texas y sur de Arizona), México, el Caribe, y desde el sur al norte de Argentina, y las islas Galápagos. Se le conoce con varios nombres comunes, tales como: Palo verde mexicano, palo de rayo, espinillo, parkinsonia, retaima.
Alcanza de 2 a 8 m de altura. Las hojas y tallos tienen tricomas, la hoja, fina y achatada termina en dos filas de 25 a 30 folíolos ovales; los folíolos son rápidamente deciduos en sequías, dejando hojas, y demás partes verdes fotosintetizando.
Las ramas tienen espinas sin filo de 7 a 12 mm de longitud, y las flores son amarillas, fragantes, de 20 mm de diámetro, con un largo pedúnculo en grupos de 8 a 10. El fruto es una legumbre, coriácea, pardo claro al madurar.
La cina cina es una especie invasora, que con el tiempo se convirtió en una maleza importante, distribuida especialmente en todo el territorio, tiene el potencial de expandirse aún más en áreas tropicales semiáridas a subhúmedas del sector. Forma densísimos matorrales, inaccesibles para la hacienda y para los animales salvajes. Los frutos flotan, y llegan a grandes distancias cuando se producen inundaciones.
- Piquillín.

Se encuentra en esa zona, tanto como en el resto de la provincia de Bs. As., también en la de Mendoza, San Juan, Río Negro, Neuquén, San Luis, Tucumán, La Rioja y Catamarca.
Es un arbusto de porte tortuoso, no supera los 1,5m de altura y su diámetro al ras del suelo, raramente supera los 2 m. Posee abundantes espinas, sus hojas verdes oscuras son perennes. Su corteza es marrón y tiene pequeñas flores amarillas. Su madera tiene un color rojizo oscuro, y es muy apreciado su uso como combustible porque tarda en consumirse, tiene muchas calorías y la braza que produce es firme y resistente, y su fruto es utiliza para hacer dulces.
Esta especie es generalmente aprovechada a partir de la recolección de ejemplares que crecen silvestres, aunque se pueden encontrar ejemplares domésticos en casas de lugareños.
Requiere suelos fértiles, con buena provisión de materia orgánica.
Se la puede reproducir a partir de semillas y de esquejes.
Época de recolección: los frutos a principios de verano, las raíces en otoño.
La planta entera, cortada y seca es usada para hacer cercos que eviten el paso del ganado.
De las raíces se puede extraer un látex, con el que algunas pocas artesanas aún tiñen de color morado la lana que utilizan para fabricar prendas.
El hombre para dar sombra y reparo al sector, logró ambientar al terreno plantas de mayor altura, como son, eucaliptos, tamariscos, sauces, álamos, confieras, acacias, aromos y paraísos.
- Tamarisco

El tamarisco (Tamarix gallica) o tamarix es un arbusto caducifolio de hasta 8 m de altura, muy ramificado, con la corteza de color pardo oscuro a púrpura. Hojas en disposición helicoidal, recubriéndose unas a otras a modo de tejas. Flores rosadas o blancas de 2-3 mm de diámetro formando racimos densos de 1-4 cm de largo. El fruto es una cápsula con 3 valvas, de 3-4 mm de largo, de color rosa claro, con varias semillas que llevan un largo penacho de pelos plumosos. Se crían en la proximidad de las costas o de los ríos de aguas calcáreas y salobres de la región mediterránea occidental. También se cultivan en los jardines como ornamentales. La infusión de su corteza es muy rica en taninos, se empleó desde antiguo como astringente.
Fue traído de Italia y plantado en esta zona por Felipe Caronti, en la actualidad se lo puede hallar en la costa marítima, campos, quintas y parcelas dando sombra y reparo al lugar. Para la región sur de nuestro país, la introducción del tamarisco fue profética, ya que vino a ocupar el desierto dejado por el desalojo de árboles autóctonos.

### Fauna
Al igual que con la flora, la fauna de la zona ha disminuido en número y especies, los animales que abundaban en cantidad en un medio de variada vegetación disminuyeron hasta casi su desaparición.
Debido al avance de los cultivos, el crecimiento de la ciudad y la persecución del hombre, los guanacos, pumas, gatos montes, hurones, zorros, piches, nutrias, tucu-tucus, cuises, vizcachas, liebres, zorrinos, peludos y jabalíes que pueblan el suelo y forman la fauna del lugar, hoy apenas se los encuentran.
- Zorro

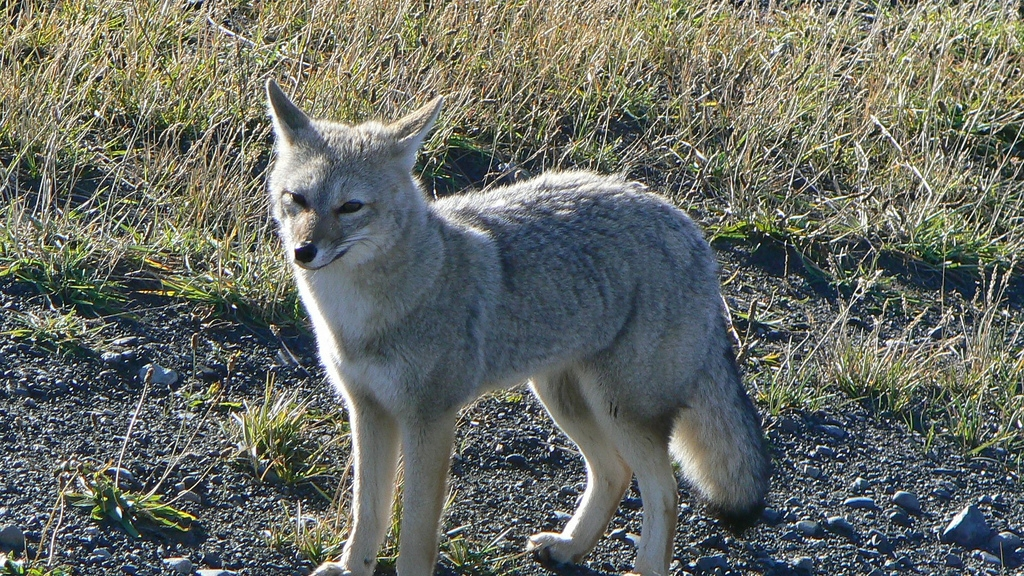
Zorro gris patagónico.

El zorro gris patagónico (Pseudalopex griseus), es una de las especies sudamericanas de zorro propia del cono sur de Sudamérica. Su distribución geográfica ocupa una franja a ambos lados de la Cordillera de los Andes y abarca fundamentalmente Argentina y Chile, desde el paralelo de 17º S hasta el de 54° S (Tierra del Fuego). En Argentina, habita la región semiárida occidental del país, desde los contrafuertes andinos hasta el meridiano de 66° O. Hacia el sur del Río Grande esta distribución se amplía hasta llegar a la costa atlántica.
Además, en este país se sabe que habita el zorro colorado o culpeo ( Pseudalopex culpaeus), también llamado en el área "zorro gris", lo cual puede haber sido causa de una confusión. El zorro gris patagónico está presente en una gran variedad de hábitat, desde los cálidos matorrales del Monte argentino a las gélidas estepas patagónicas, así como en el bosque austral chileno.
El zorro ha sido perseguido en toda su área de distribución, por medios tan diversos como la caza con perros y armas de fuego, las trampas de lazo, de cizalla y el veneno. Ocurre que, como la mayoría de los carnívoros de mediano y gran tamaño, los zorros grises o chillas suelen entrar en conflicto con los intereses humanos. Uno de los motivos es el ya apuntado referente a los hábitos alimentarios de esta especie. Es plausible que en épocas de escasez de otros alimentos los zorros intenten capturar corderos o cabritos para alimentarse. De igual modo, las aves de corral también pueden formar parte de su dieta. Sin embargo, los estudios realizados hasta el momento sugieren que la forma más habitual de consumo de animales domésticos por parte de los zorros grises es la carroña.
Otro motivo de conflicto ha sido el valor económico de la piel de estos animales, la cual se utiliza para confeccionar abrigos, estolas y otras prendas de lujo. Este interés más la tradicional idea de que se trata de un insaciable devorador de ganado han sido, en el pasado, la causa de una gran presión de caza sobre las poblaciones de esta especie.
- Vizcacha

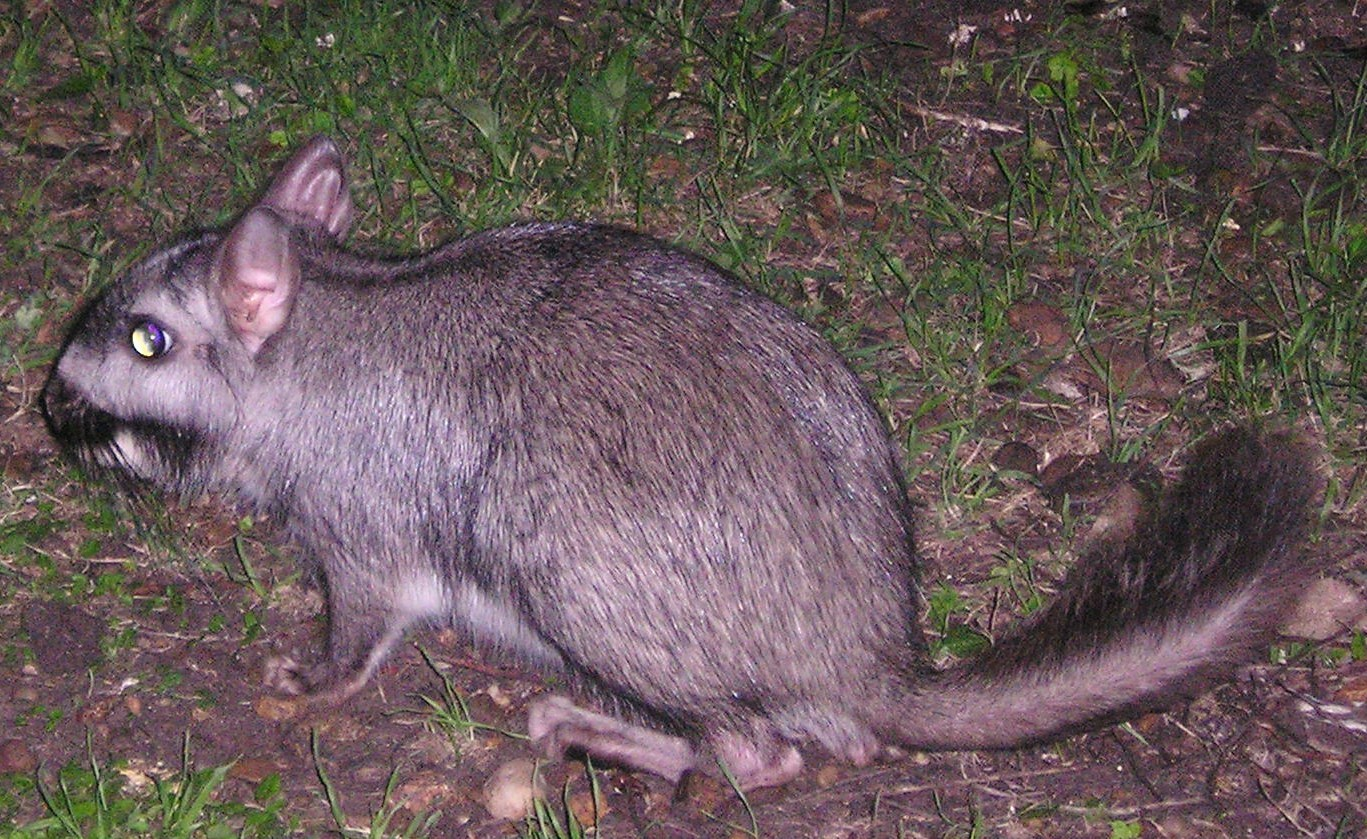
Una vizcacha.

La vizcacha (Lagostomus maximus) es un mamífero roedor, vive en las grandes llanuras, su tamaño es bastante mayor que el de la liebre común, viven en grupos, formando grandes colonias. Tienen un pelaje grueso y suave, excepto en la cola donde es dura. Su parte superior es amarilla o gris y la punta de la cola negra. En general las vizcacha se asemeja al conejo. Tiene orejas largas cubiertas de pelo, bordeadas con un flequillo de pelaje blanco. Todas las patas tienen 4 dedos.
Las hembras y los machos viven separados, los machos, o vizcachones, ocupan cada uno una cueva, que es bastante sencilla y tiene una o dos bocas, en cambio, 15 o 20 hembras comparten una misma madriguera de diseño muy complicado: llenas de callejones, plazoletas y escondrijos. Al atardecer, los machos van a buscar a las hembras; pasean, juegan y se aparean. Luego, cada uno vuelve a su cueva.
- Liebre

- Zorrino

- Peludo

Las aves que todavía es posible encontrar dentro de la fauna primitiva de la región son:
gaviotas, flamencos, garzas, teros, ñandúes, halcones, perdices, martinetas, chingolos, cotorras, horneros, calandrias, aguiluchos, caranchos, chimangos, lechuzas, martinetas, martinetas coloradas, perdices, cabecitas negras, mixtos y benteveos.
- Tero

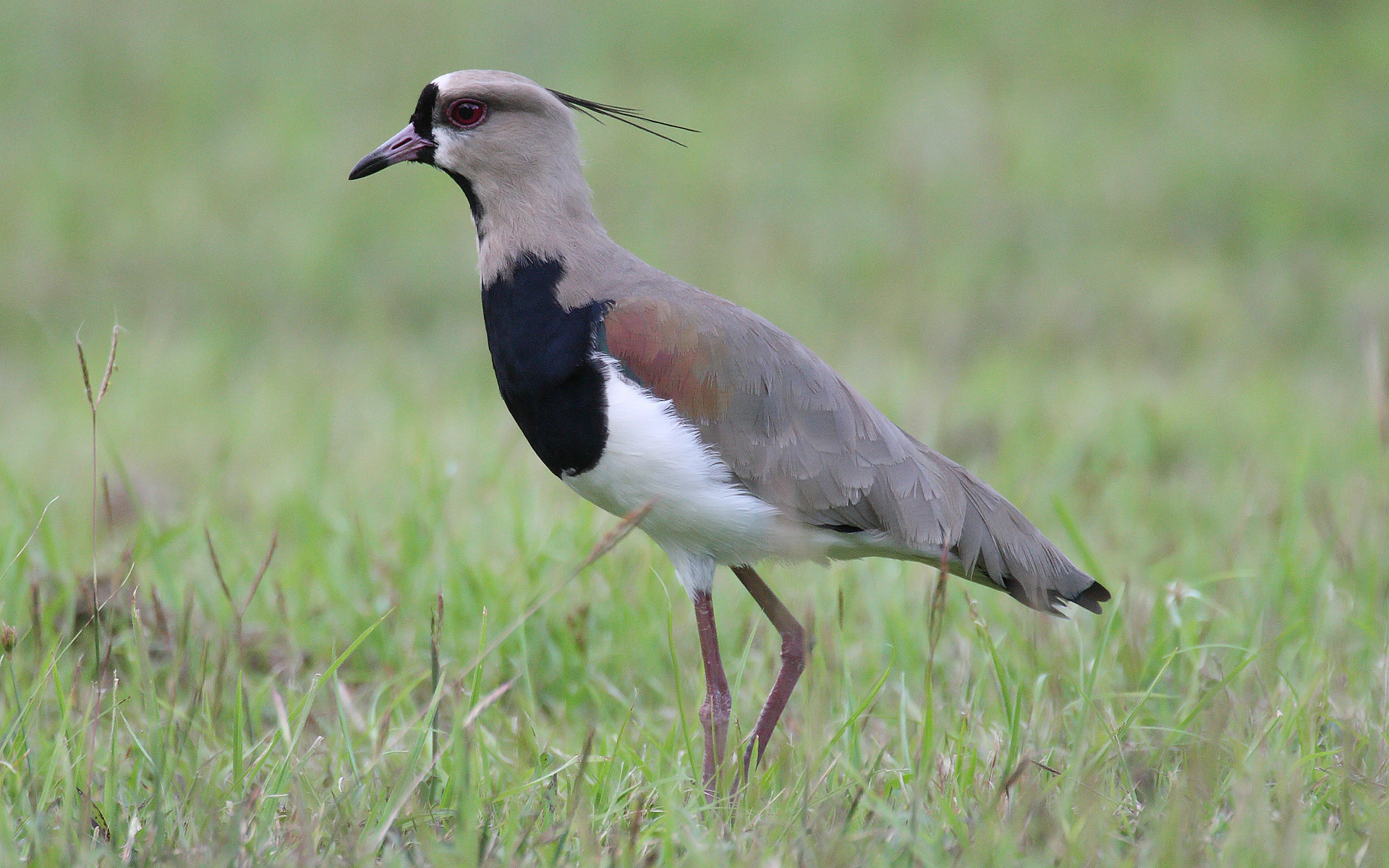
Un tero.

El tero (Vanellus chilensis) en su aspecto general es el de un ave pequeña, de colores poco llamativos pero muy elegante y estilizada, coronado por un pequeño y fino copete.
Es una pequeña zancuda de 30 a 35 cm de largo. Su plumaje es negro con mezcla de blanco (debajo del cuerpo), gris y pardo. También presenta algunas pequeñas tonalidades violáceas en la zona del ala. La cola es de tamaño medio. Su cabeza es de color gris con rebordes blancos cerca del ojo y el pico. El pico es corto y de color rojo, salvo la punta que es negra. Los ojos son de un color rojo intenso y redondos.
Las patas del tero son largas y finas, de color rojo. Los dedos son tres hacia adelante y uno muy corto hacia atrás. Aunque en días de mucho calor o cuando se encuentra atemorizado repliega completamente sus patas, lo más habitual es verlo descansando apoyándose en una de ellas, mientras que la otra queda pegada al cuerpo.
- Ñandú

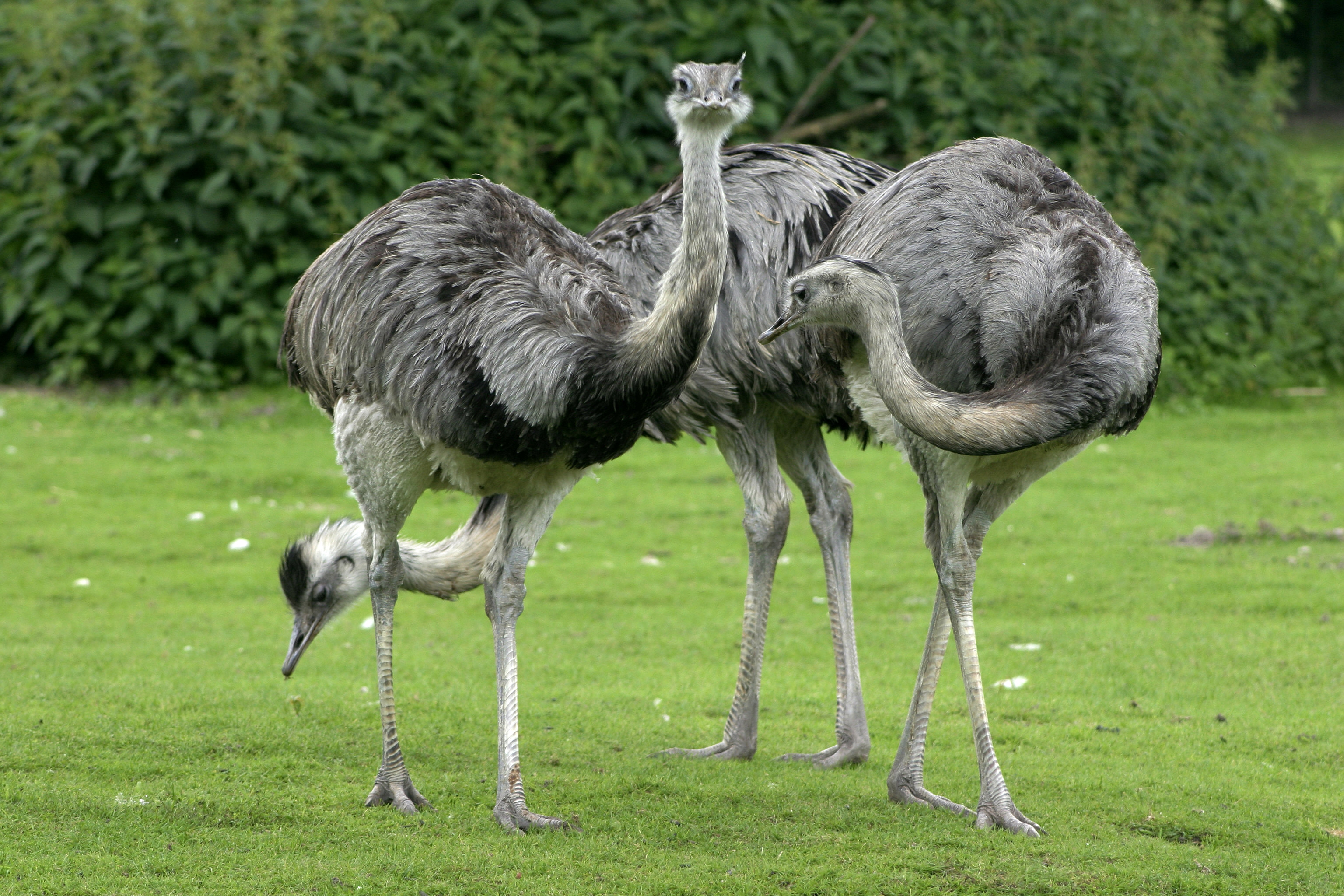
Ñandúes

El ñandú (Rhea americana) es un ave no voladora que pertenece a la familia de los reidos o Rheidae, también se le suele llamar avestruz americana. Se encuentra exclusivamente en Sudamérica.
Pertenece al orden de los Struthioniformes, es decir, al mismo orden del avestruz, el emú, el casuario y las extinta moas. Se trata de un ave corredora, incapaz de volar, adaptada principalmente a las llanuras, aunque algunas subespecies se encuentran en zonas de parque cuasi selvático, y otras se encuentran en regiones bastante montanas o, en todo caso, de mesetas.

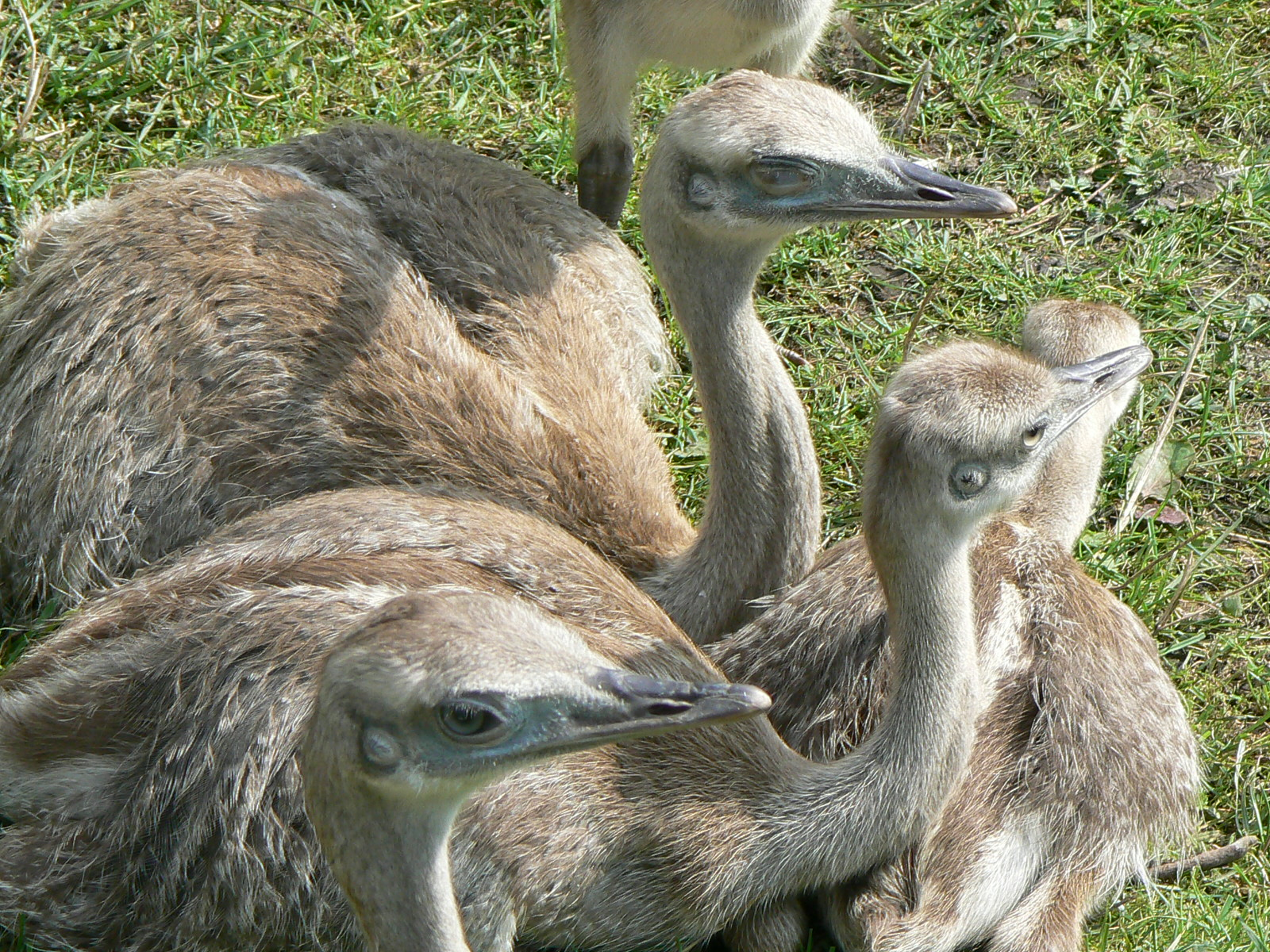
Pollos de ñandú

Los gauchos han tenido como uno de sus platos preferidos los alones de ñandú asados, también se los caza (y actualmente se crían) por sus plumas y su piel. Por ejemplo, la piel del cogote de ñandú se suele utilizar para confeccionar estuches artesanales, billeteras, etc. También posee diferentes significados en varias cosmovisiones de grupos indígenas del sur de América (Charrúas, Guaraníes, Pampas) que veían su huella en los cielos nocturnos en lo que los españoles convirtieron en la Cruz del sur.
Es omnívoro come semillas, granos, frutos, insectos, batracios y reptiles, pequeños mamíferos y pichones de ave.
A las crías pequeñas de ñandú son llamadas "charitos" y los ñandúes jóvenes (a los que se les atribuye mucha torpeza) son llamados "charavones" o "charabones".
- Hornero

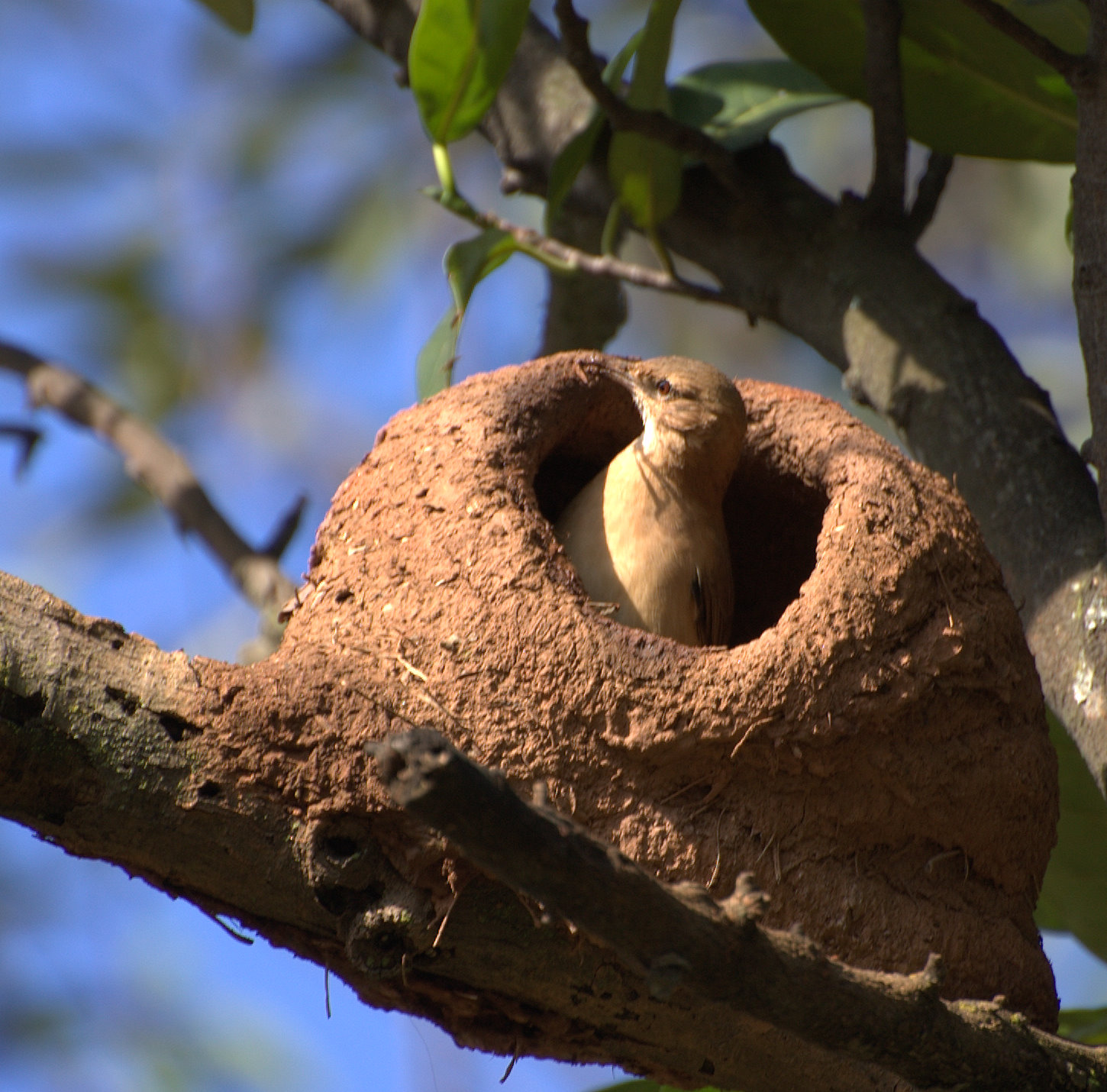
Un hornero en su típico nido.

El Hornero (Furnarius leucopus) es un pájaro pequeño de unos 54 g de peso, de vuelo escaso y no muy rápido. Tiene ojos, patas, y plumas de color pardo terroso como su nido. Mejor dicho, su plumaje predominante es pardo, es más rojizo en el dorso y blanco en la garganta. Sin embargo la parda y movediza figurita del hornero es bien conocida por los habitantes de América del Sur de donde es oriunda la especie. Ni un plumaje colorido, ni un canto melodioso o un tamaño espectacular, ni tampoco un vuelo sostenido podrían dar fama al hornero
En la Pampa Argentina se lo cree de buen augurio, quizás ese nido familiar, y el sentido ejemplar que se le ha dado, expliquen que se eligiera al hornero como “ave de la patria”.En búsqueda de alimentos se desplaza con movimientos nerviosos y ligeros, el hornero despliega su andar elegante, levanta una pata para dar un paso, mueve la cabeza hacia delante, a menudo da enseguida una carrerita y picotea la tierra. Una larva, una hormiga, una arañita, serán sus hallazgos, y su alimento.
- Calandria.
- Martineta.
- Perdiz.

- Calandria

- Aguilucho

- Lechuza

- Martineta

- Martineta colorada

- Perdiz

- Carancho

- Chimango

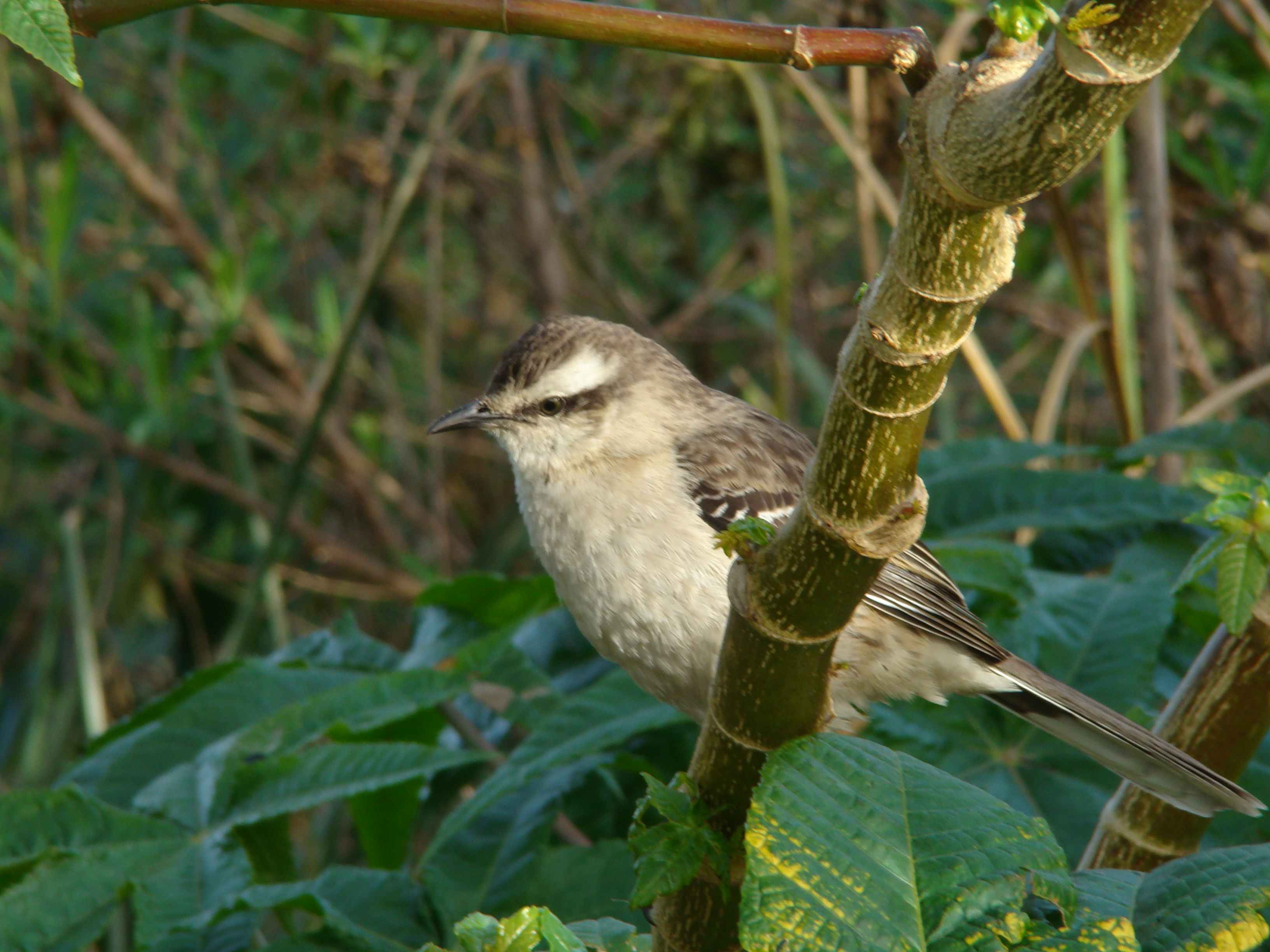
Calandria.
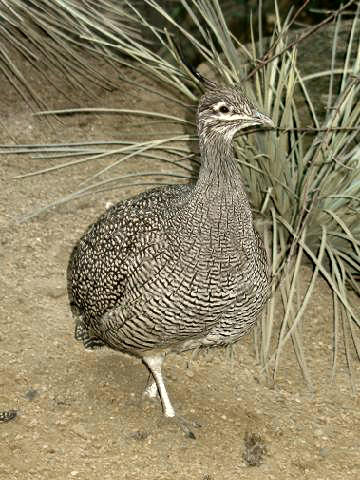
Martineta.
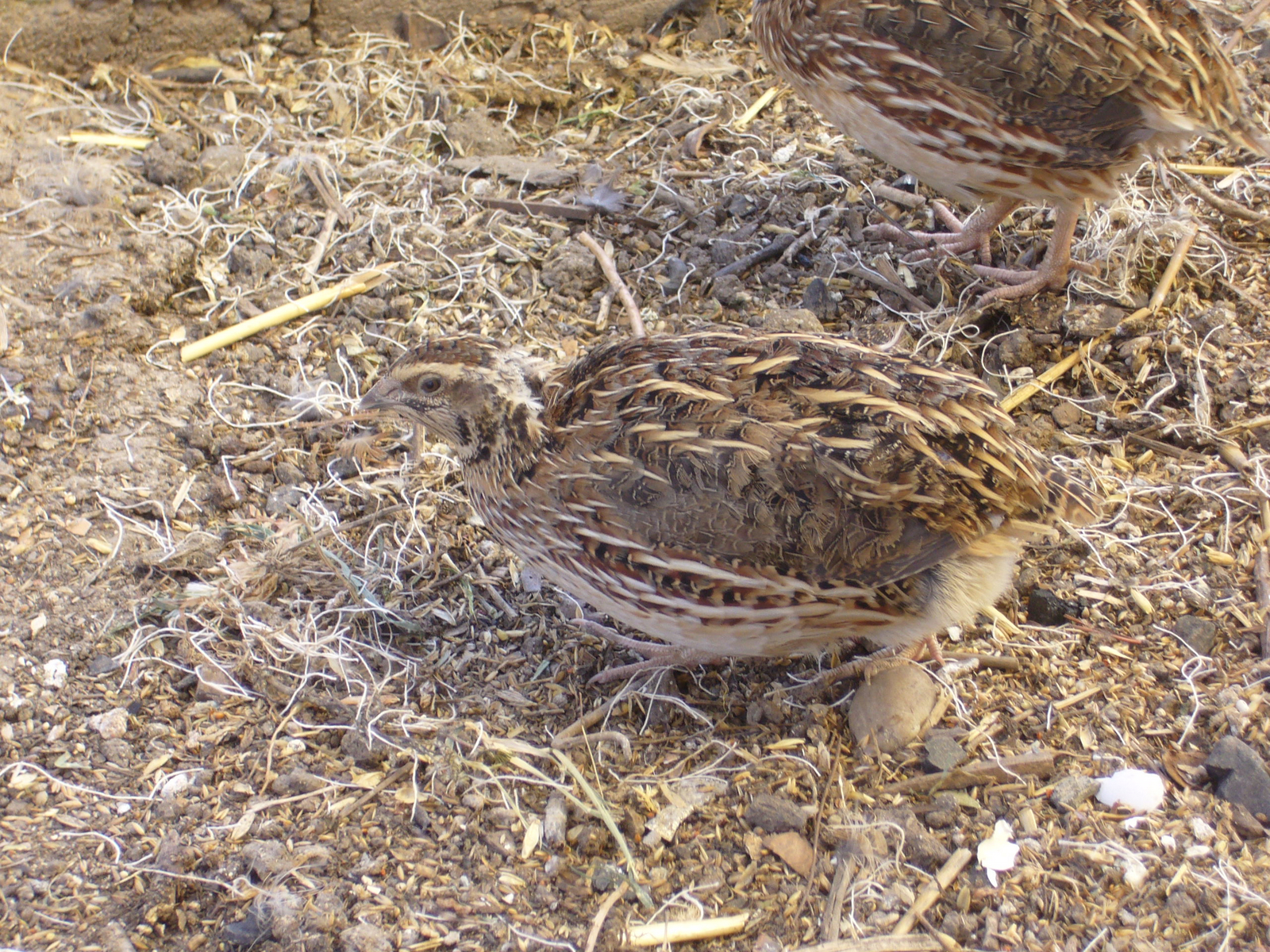
Perdiz.

En el cauce del río Sauce Chico y del canal Cuatreros se encuentra poca variedad de peces, bagres, carpas y mojarritas. Y en la zona marítima de la bahía y en proximidad de Puerto Cuatreros se hallan corvinas, palometas, pejerreyes, gatuzos, lenguados y pescadillas.

## Cultura

### Himno a General Daniel Cerri
El Himno a la ciudad de Gral. Daniel Cerri, cuya letra y música pertenece a Fernando Ariel Gattari, fue interpretado por primera vez con la musicalización del autor y vocalizado por Luciana Melisa Mercado en la plaza Andrés Morel al conmemorarse el 138° aniversario de la fundación de la ciudad.

Himno a General Daniel Cerri
¡Con temple suenen los clarines,
con creces el tambor!
Cantemos con el alma libre,
lealtad y gran fervor.
Aunando historia y presente,
en cada adversidad,
al son del bien que será siempre
la enseña triunfal.
Coro
¡Cerri!, ¡Cerri!, ¡Gloria y Honor!
¡Cerri!, ¡Cerri!, ¡Ímpetu y Valor!
¡Las manos todas al trabajo,
progreso y producción!
El lema no ha de ser en vano,
si hay fe y vocación.
Venimos de la clase obrera,
raíz de identidad,
que tuvo un plan para esta tierra:
hacerla ciudad.
Coro
¡Cerri!, ¡Cerri!, ¡Gloria y Honor!
¡Cerri!, ¡Cerri!, ¡Ímpetu y Valor!
¡Valor…!

Letra y Música:Fernando Ariel Gattari

### Biblioteca José Hernández

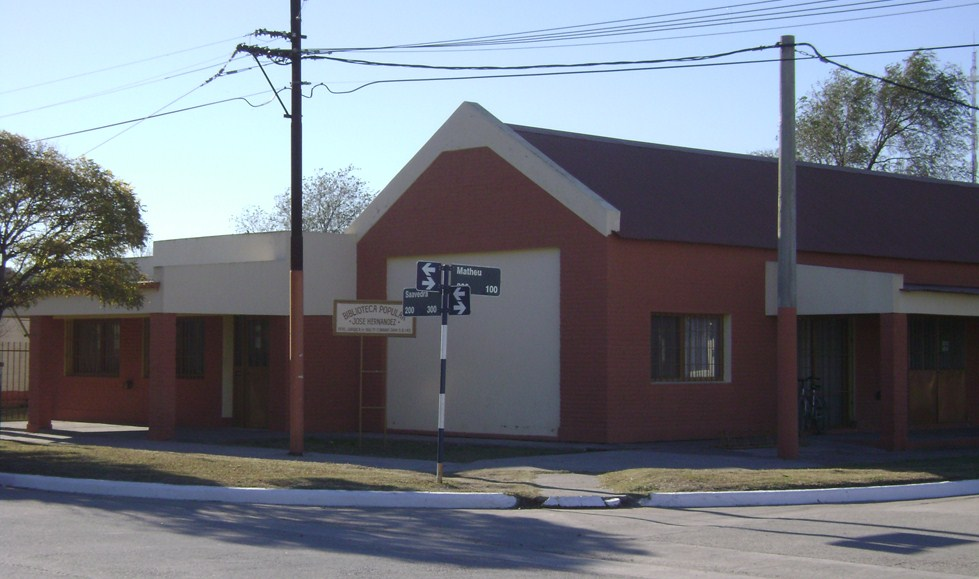
Biblioteca Popular José Hernández

El 18 de septiembre de 1966, se fundó la Asociación “José Hernández”, Biblioteca Popular, sobre la base de la Biblioteca “Juan Hipólito Hours”, que funcionando en la escuela N.º 14, extendió sus servicios al público en general a partir de 1961, ya que hasta esa fecha lo había en carácter de Biblioteca Escolar. En ese entonces era directora de la escuela la Srta. Olga Bayón.
El 20 de noviembre de 1966, es habilitado públicamente el local alquilado en la intersección de las calles Juan José Paso y Chiclana. El 18 de julio de 1967, la comisión Nacional Protectora de Bibliotecas (CONABIP), repartición dependiente del Ministerio de Cultura y Educación de la Nación, le otorgó la protección de la ley 419, promulgada durante la presidencia de Domingo F. Sarmiento.
El 20 de junio de 1970, la Municipalidad de Bahía Blanca reconoció a la Asociación como entidad de bien público. Lo propio hace el 18 de septiembre de 1970 el Gobierno de la Provincia de Buenos Aires, otorgándole la personería jurídica N°169/71, matrícula N.º 5225.
El 27 de mayo de 1979 y en coincidencia con el 103 aniversario de la localidad, la Asociación inauguró su modesto pero propio local. El 27 de mayo de 1990, quedó inaugurada la primera ampliación del edificio que a pesar de tener dos salas de lectura, sala de libros, sala de reunión y video, no cubre las reales necesidades de la población. El nuevo edificio, que es orgullo de la localidad, fue construido por el Gobierno de la Provincia de Buenos Aires, los primeros pasos fueron dados por Sr. Antonio Cafiero y finalizados por el Sr. Eduardo Duhalde.
En mayo de 1998 se habilitó la ampliación de la sala de libros y la nueva sala de reuniones “De Los Fundadores”. La Biblioteca “José Hernández”, por contar con más de 40.000 libros y por sus instalaciones fue reconocida como de categoría “A”.
Además, cuenta con el bibliomóvil, que es un vehículo marca Volkswagen donado por T.G.S. a la “Asociación José Hernández”. Esa unidad fue reparada, pintada y acondicionada. En su interior se colocó estantes para el transporte de libros y un equipo de video y audio para la proyección de películas y videos educativos. Su función es llevar a los establecimientos de educación alejados del sector urbano y zona rural, el material de que dispone la biblioteca para tal fin.

### Museo Fortín Cuatreros
El edificio del Museo Fortín Cuatreros se encuentra ubicado en la esq. de Alvarado y Avda. Plácida Pernici, de la ciudad de Gral. Daniel Cerri, Provincia de Buenos Aires, Argentina
- Monumento Histórico

En 1944 fue declarado Monumento Histórico Nacional.
En 1997 fue declarado Monumento Histórico Provincial por Ley 11918
En la década del ’70 fue reconstruido por el Comando V Cuerpo de Ejército.
Fundamento Ley 11918.
Dependiente del Instituto Cultural de Bahía Blanca.

### Artesanos - Escritores - Pintores
- GREGORIA RÍOS

Nació en Cuatreros (hoy General Daniel Cerri), provincia de Buenos Aires),
el 3 de octubre de 1916. Amante de la Naturaleza, fue creciendo y mimetizándose con el paisaje. Quizá por eso pasó inadvertida mucho tiempo para la gente de su pueblo.
Pero esa "Flor"llamada "Gregoria Ríos" brindó su fragancia literaria a los vientos de América Latina, emocionando y ganando admiradores con sus versos de hermosa sencillez de flor silvestre.
"¡Es tan simple la vida mía!. Nací y me crie en "Cuatreros Viejo", asistí a la Escuela N.º 10, a la que quise siempre. Recuerdo con muchísimo cariño a un maestro, el señor Estévez Gambra, quien fue un segundo padre para mí. Después me casé y vine a vivir acá, a la orilla del arroyo, viendo nada más que flores silvestres y los pájaros que van al atardecer a dormir, allí, en la arboleda del campo de "Sansinena". Siempre Dios me tendió una mano, nunca me abandonó.
La Poesía para mí es algo maravilloso y los poetas fueron siempre una especie de dioses. Lo que más me gusta es la Naturaleza y lo que más admiro es la obra de Dios". Porque si analizamos al ser humano, a toda la creación, es grandiosa. Porque la flor más silvestre, la más sencilla, es una maravilla.
Estas expresiones fueron vertidas por la señora Gregoria Ríos, en ocasión de una nota que publicara el periódico local "El Aguará" en agosto de 1991, las mismas la dan a conocer como una mujer sencilla, sensible y profunda, tal como lo es su poesía, porque en toda la Creación veía poesía y a través de ella, al Gran Poeta, al Supremo Creador.
La Asociación Biblioteca Popular se había comprometido a editar un libro con sus poesías, en coincidencia con la celebración de las bodas de plata de su fundación y como homenaje también a Julio Alessandroni destacado artista de esta ciudad.
El momento tan ansiosamente esperado por ella de tener este libro en sus manos no pudo ser posible: El 7 de noviembre de 1991, Dios quiso llevarse consigo a esta "flor", dejándonos con la tristeza y la amargura de no haber podido entregarle este ramillete que son sus poesías, que con tanto amor y esmero le habíamos preparado. Pero seguramente, su más ferviente deseo se habrá cumplido:
¡Qué afán, sí, Dios mío, que tengo de verte
ser omnipotente clavado en la cruz!
Porque Tú colmaste mi jardín de flores,
porque a mi sendero lo alumbra tu luz.
Por eso es perenne mi deseo ferviente
que tengo en el alma de llegar a Ti
cuando se detenga mi aliento por siempre
y deba en silencio marcharme de aquí.
La "flor" ha muerto, pero su fragancia, sus poesías, renacerá vigorosa, en toda alma sensible que se acerque a ella.
Poetas Latinos Americanos Gregoria Rios
- ELVIRA ROMÁN

Nació el 16 de septiembre de 1952 en General Daniel Cerri, ciudad en la cual vive y desarrolla con mucho cariño y dedicación sus actividades artísticas y laborales. Comenzó con la cerámica en el año 1993 con el Sr. Tato Corte en los talleres del CECUM.
Participa de los encuentros de artesanos a nivel local y regional, en un concurso de artesanos en el año 2004, una creación suya fue elegida entre 14 participantes, la pieza es un mate en el cual están las caras de un soldado fortinero y un indio separadas por un mangrullo y se le entrega a los personajes célebres que visitan la ciudad.
En el año 2008 participó del "Certamen de atuendos a la usanza tradicional Argentina" en homenaje a Atahualpa Yupanqui, de la organización Mapue, obteniendo el primer premio por su escultura "Indiecito Dormido" y el premio a la mejor pieza del certamen otorgado por el consejo deliberante.
En el año 2009 participó del "Primer Salón Regional de Cerámica de Bahía Blanca" y obtuvo el segundo premio del jurado con la escultura "Indiecito Dormido".
- ILEANA CERATO

Nacida en 1972 en la ciudad de Bahía Blanca.
Desde niña sintió predilección por el dibujo, pero recién en el año 1993 su innata vocación empezó a ser desarrollada en el taller del artista plástico Julio Alessandroni. Luego de asistir por tres años, siguió investigando y trabajando de forma autodidacta. En el año 2002 realiza su primera muestra individual en la Sede de la Universidad Nacional del Sur de Bahía Blanca.
En sus obras pueden verse la diversidad de temas que hace de su capacidad una obra universalista y comprometida con el hombre de hoy. Ha realizado varias exposiciones en la ciudad de Bahía Blanca, Buenos Aires y otras ciudades del país.
En el marco de una convocatoria colectiva generada desde la red social Facebook por la TV Pública, Ileana Cerato, una artista que vive en la ciudad de General Daniel Cerri, pudo lograr exponer en el Hall Central de Canal 7 en Capital Federal.
La misma se desarrolló del 5 noviembre al 5 de diciembre del 2010 y al finalizar, decidió regalarle una obra a la presidenta Cristina Fernández de Kirchner.
La obra de unos 60 cm de altura, está realizada en cartapesta y materiales varios en la que, desde una semiesfera y partiendo de profundas raíces nace un tronco del que brota una flor con dos pétalos. Uno de ellos tiene un calado con la forma del mapa de la República Argentina y el otro se proyecta la figura de Evita arrancándose el corazón y ofreciéndoselo simbólicamente al país.
Ileana Cerato Vida Cotidiana Diario La Nueva Provincia (enlace roto disponible en Internet Archive; véase el historial, la primera versión y la última).
Ileana Cerato Diario Crónica (enlace roto disponible en Internet Archive; véase el historial, la primera versión y la última).
- VIRGINIA RIVERA

Nacida en Gral. Daniel Cerri, Bahía Blanca, el 13 de abril de 1972. Radicada en General Villegas desde 1994
- Estudios Realizados

Egresada de la escuela N.º 14 de Gral. Daniel Cerri
Egresada de la Escuela Superior de Artes Visuales Lino E. Spilimbergo. de Bahía Blanca.
Estudios particulares con el artista plástico Julio E.Alessandronni.
Tomó clases y asistió al taller del escultor Hugo Pizzani de Bahía Blanca.
- FRANCISCO FELKAR

Francisco José Felkar es nativo de Bahía Blanca, y está radicado en General Daniel Cerri, desarrolla sus actividades artísticas en ambas ciudades, como así también en otras localidades de la provincia de Bs. As. 
- Estudios

Profesorado en artes visuales. Escuela Superior de Artes Visuales “Lino Eneas Spilimbergo”.
-Taller de construcción en barro. C.I.D.E.P. (centro de investigación, desarrollo y enseñanza en Permacultura).
-Taller de construcción natural dictado por Jorge Belanko.
-El postítulo en arte público en la Escuela Superior de Artes Visuales “Lino Eneas Spilimbergo”.
- JULIO ALESSANDRONI

Destacado artista plástico de Gral.Daniel Cerri, estudió en las Escuelas de Artes de La Plata,
Manuel Belgrano de Buenos Aires y Superior de Artes Visuales de Bahía Blanca. Realizó varias exposiciones Regionales, Nacionales e Internacionales. Poseen obras suyas personalidades como
Ernesto Sábato, Ramón Ayala y Víctor Heredia y coleccionistas de Brasil, Francia y Suiza.
Ha ilustrado libros como "La Miel y La Ceniza", de Nidia Burgos de Sánchez, "Allá, mi Tierra" de Mario Ovidio Camacho.
- JORGE LUIS ROSAS

Destacado referente policial, Jorge Luis Rosas, oriundo de General Daniel Cerri, nacido el día 25 de diciembre de 1969, ingreso a la Institución Policial de la Provincia de Buenos Aires el día 28 de diciembre de 1993, formando parte de la fuerza operativa de la Comisaría Quinta de Bahía Blanca, iniciándose en sus capacitaciones como funcionario público, se fue nutriendo de conocimiento sobre el marco legal de las aplicaciones de las leyes. En el año 1998 fue trasladado al, en su momento, Destacamento Policial de General Daniel Cerri, donde año tras año de instrucción logró alzarse con capacidades operativas óptimas para su función, tales como habilidoso conductor de motocicletas (formando parte del escuadrón de la motorizada), inminente domador de caballos (por lo cual ha surtido al escuadrón de caballería de un sinnúmero de habilidades y técnicas aptas para el cabalgamiento y destreza de reacción ante eventos críticos de muchedumbre), hábil nadador, fue convocado para integrar el grupo de rescate de los Bomberos Oficiales de la Provincia de Buenos Aires en tareas de buzos, pero desestimado esto, decidió por abocarse netamente a su pasión policial: LA PREVENCIÓN Y PROXIMIDAD con el vecino, reconocido entre comerciantes por su constante colaboración y preocupación por el prójimo. ha desarrollado cursos de instrucción policial y tiro policial, logrando premios y títulos con su arma personal de puño, una ASTRA A-100 calibre 9 milímetros la cual conserva en la actualidad. En su infancia ha formado parte de las inferiores del Club Sansinena Social y Deportivo, aunque sus habilidades nunca llegaron a ser reconocidas por una fuerte lesión en su pie derecho lo cual le imposibilitó seguir su destellante carrera deportiva. Surgen de los registros cientos de procedimiento policiales en los que ha sabido desempeñarse deteniendo a malhechores y recuperando elementos sustraídos ocasionalmente. Lo recuerdan con total satisfacción sus compañeros que a lo largo de 20 años de vocación y servicio realizó sus actividades aun hasta la fecha en la SubComisaria de Gral. Cerri donde presta sus servicios a la afectuosa comunidad Cerrence.-

## Entidades Sociales y Deportivas

### Club Atlético Soulas
El 12 de junio de 1914, la familia Soulas (dueños del lavadero de lanas) y empleados de la misma, fundan el Club Atlético Soulas, primera institución deportiva del pueblo de Cuatreros y que construye sus instalaciones en cercanía de la estación Aguará en amplios terrenos cedidos por la citada empresa. El deseo de sus integrantes era practicar todo tipo de deportes y en especial fútbol.
Para poder intervenir en la Liga de Fútbol de Bahía Blanca en el mes de mayo de 1916 se afilia a la misma y comienza la participación en los distintos torneos, compitiendo con los demás equipos de la ciudad y la zona. En 1919 obtuvo el campeonato de tercera y el de segunda en 1922.
El 26 de octubre de 1921, tras disputar el encuentro final con Rosario Puerto Belgrano, el club Soulas se coronó subcampeón del torneo de segunda división organizado por la Liga del Sur. El encuentro final se disputó en la cancha del club Olimpo de Bahía Blanca ante una numerosa concurrencia.
En el primer tiempo no hubo goles, en el segundo período, Peña, con tiro cruzado anotó el primer gol para el club Rosario, el club Soulas, en jugada siguiente igualó el marcador y pocos minutos después Rosario desniveló el marcador. El desarrollo del juego siguió muy luchado y con decisión.
Soulas no tardo en igualar el marcador y cuando faltaban muy pocos minutos el juez cobró un penal a favor de Rosario y el jugador Friera lo convirtió en gol.
En 1923 el Club Atlético Soulas se coronó por única vez campeón de primera división en torneos organizados por la Liga del Sur, el plantel estaba integrado por los siguientes jugadores.
Mateo Ticozzi, Juan Bigliardi, Santiago Grosso, Antonelli, José Ibarrolaza, Cristóbal Sánchez, Avelino Ganda, Eduardo Lalaurette, Agustín Lalaurette, Juan Darda, Gabino Ovejero, Rodríguez y José Solé.
En el año 1933 cede su afiliación a una nueva institución, que se funda en el pueblo, el Club Atlético Sansinena Social y Deportivo que se establece en un amplio solar en los campos de la Compañía Sansinena.
El 27 de junio de 1959, un grupo de jóvenes que trabajaban en Lanera Argentina dan nuevamente actividad al club Soulas en los antiguos terrenos que le pertenecían a la institución. Comenzaron por forestar el lugar, construir la sede, una cantina, la cancha de fútbol, vestuarios y cancha de bochas. Con el correr del tiempo las nuevas comisiones lograron construir una pista para carreras de motos, fogones, salón de fiesta y continuar con la forestación.

### Centro Recreativo Juventud Unida
El 1 de enero de 1915, un grupo de jóvenes de amigas y amigos deciden fundar el “Centro Recreativo Juventud Unida”, desde su inicio esta institución se propuso en brindar a sus asociados y demás pobladores, un lugar donde poder desarrollar distintas actividades culturales, deportivas y de recreación.
Para tal fin, construyeron en el predio de la calle Saavedra 762, la sede social, la cantina, la cancha de pelota paleta y el primer salón con escenario y camarines para realizar en las nuevas instalaciones, funciones teatrales con su propio grupo de teatro, veladas de baile y certámenes de ajedrez. Instituciones educativas, sociales, deportivas y familias utilizaron el
salón para realizar distintas fiestas.
Bailes de Carnaval, fiestas patrias, y los más conocidos conjuntos musicales de Bahía Blanca y de Capital Federal hicieron que los concurrentes colmaran sus instalaciones.
El 7 de abril de 1985 en la asamblea general extraordinaria, se aprueba por unanimidad la transferencia de todos los bienes de la institución al Centro de Jubilados y Pensionados de Gral. Daniel Cerri.

### Club Sansinena Social y Deportivo
El Club Atlético Sansinena Social y Deportivo, es un club de la República Argentina, cuya principal actividad deportiva es el fútbol y participa en los torneos organizados por la Liga del Sur de Bahía Blanca. La sede social, el salón de fiestas, el gimnasio, el fogón y campo de deportes están ubicados en la ciudad de General Daniel Cerri, provincia de Buenos Aires. A nivel nacional participa en el Torneo Federal A, la tercera división del fútbol argentino.

### Club Atlético Gral. Cerri
El Club Atlético Gral. Cerri, fue fundado el 3 de agosto de 1941, su primer lugar de reunión estaba ubicado en la avenida Plácida Pernici cerca del Museo Histórico Fortín Cuatreros.
En el año 1960, tras la adquisición de una hectárea, en la esquina de las calles Gurruchaga y 12 de octubre inauguró su propia sede social. Su actividad deportiva está abocada a la organización de carreras ciclísticas (doble vuelta de Gral. Cerri) y a la participación en los campeonatos de bochas organizados por la Asociación Bahiense de Bochas.
Luego de salir campeón en las categorías “C” y “B”, asciende a 1° A y en los años 1988 y 1998 salió campeón.
Afiliado a la Asociación Bahiense de Bochas.
Personería Jurídica N.º 283 (20/4/79).
- Estructura Edilicia

Quincho de material totalmente cerrado. Edificio de cantina. Cancha de bochas y de paddle techada. Salón de fiesta con escenario y cancha de fútbol.

### Club de Pesca y Náutica Gral. Daniel Cerri
El Club de Pesca y Náutica Gral. Daniel Cerri es una institución deportiva de la República Argentina que está situado en el Puerto "Cuatreros" de la ciudad de General Daniel Cerri, provincia de Buenos Aires, y a 15 km de la ciudad de Bahía Blanca.

## Actividades Deportivas
En Atletismo, Gustavo Kinter, Lucrecia Ortiz y Lucrecia Semper, son los atletas de la ciudad que tuvieron destacadas actuaciones en distintas competencias a nivel regional, provincial e internacional. Donde cada uno de ellos lograron medallas de oro, plata y bronce en las distintas competencias que disputaron.
- LUCRECIA ORTIZ

Lucrecia Magali, nació el 14 de abril de 1991 en la ciudad de Bahía Blanca, cursó sus estudios primarios en la escuela N.º 10, el secundario lo realizó en la E.E.M. N.º 7 ambas de la ciudad de Gral. Daniel Cerri y el profesorado de educación física en el Instituto N.º 86 de Bahía Blanca.
Comenzó a los 9 años su actividad en el atletismo en competencias locales. En el año 2001 se tuvo que federar para poder intervenir en competencias provinciales y nacionales, en esta disciplina siempre representó a la Agrupación Atlética Gral. Cerri de la mencionada ciudad. 
Logros Provinciales
2001 - 1° Cross country 1000 ms. preinfantil en Miramar, 2002 - 1° Cross country 1000 ms. Preinfantil en Junín, 2002 - 1° Pista y campo 1000 ms preinfantil y 1° Posta 4x50 en Mar del Plata, 2003 - 1° Cross country 1000 ms. infantil en Balcarce, 2003 - 1° Pista y campo 1200 ms. Infantil T. Lauquen, 2004 - 1° Cross country 1000 ms. infantil en Chacabuco, 2005 - 1° Cross country 2000 ms. cadete en Tandil, 1° Pista y campo 3000 ms menor y 2° 1500 ms en La Plata, 2006 – Recibió el premio “Mujeres Innovadoras” día internacional de la mujer en La Plata, 2006 – 6° puesto en los juegos sudamericanos inter escolares en Buenos Aires, en 2007- se consagró campeona provincial en Mar del Plata y fue declarada de interés provincial por su destacada actuación, 2008 - 1° en el provincial de cross country en Miramar,
2009 - 1° en el provincial de cross country en Junín, 2010 - 2° en el provincial de cross country en Junín, 1° en el "Campeonato Provincial de Atletismo Juvenil" en Mar del Plata y 1° en la competencia de los 10 km de la ciudad de Bahía Blanca.
Logros Nacionales.
2005 - 1° Cross country 2000 ms. cadete en Lomas de Zamora, 1° Nacional de sub-18 3000 ms menores y 2° 1500 ms menores en La Plata, 2008 - 1° Nacional de cross country en Laprida,
2009 - 1° Nacional de cross country en Buenos Aires, 2010 - 1° Nacional de cross country en Mendoza.
Logros Internacionales.
2008 - 3° Sudamericano de cross country en Paraguay y 6° Sudamericano de pista en la ciudad de Lima - Perú

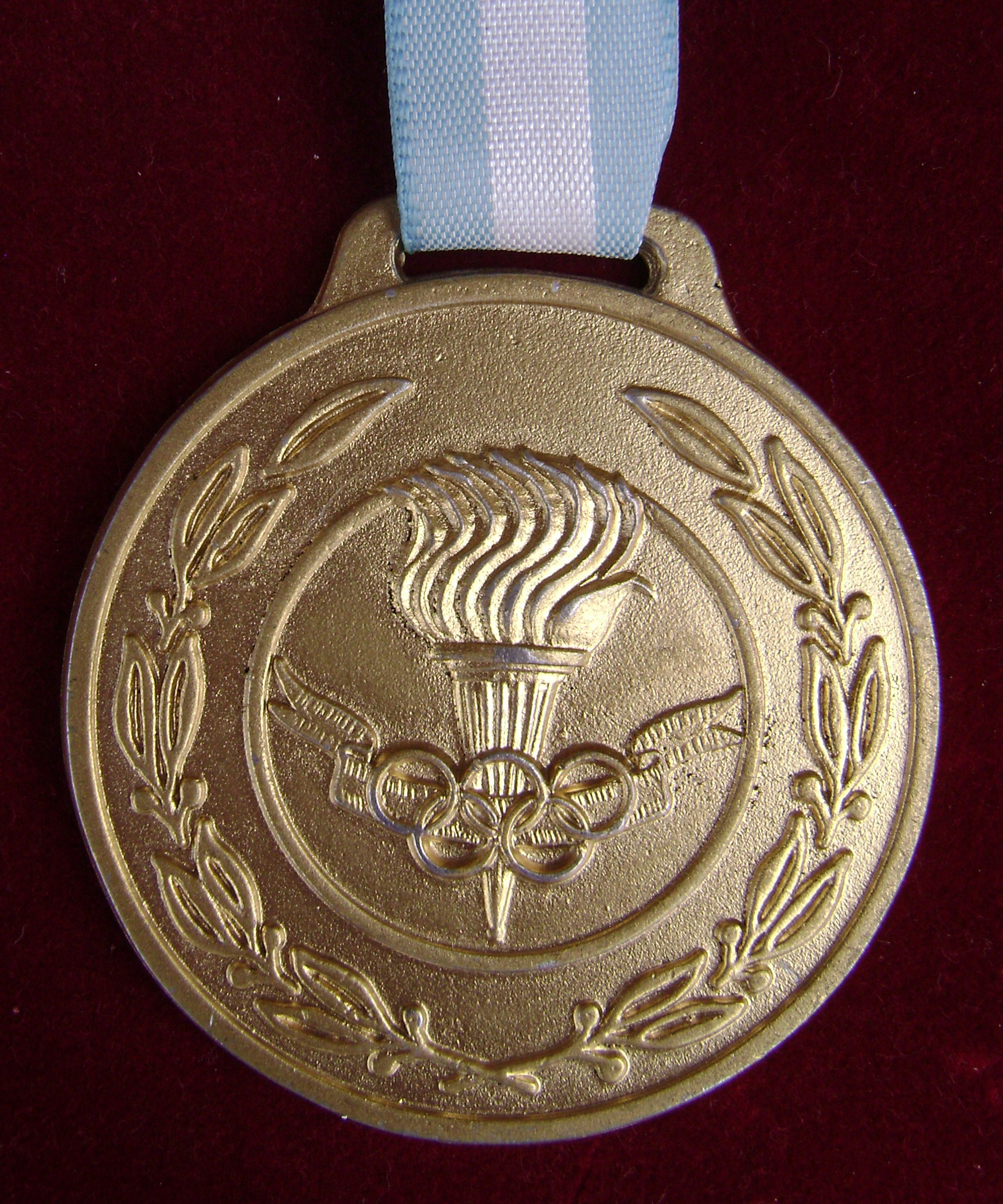
Medalla 1° Puesto Provincial Juvenil en Mar del Plata.
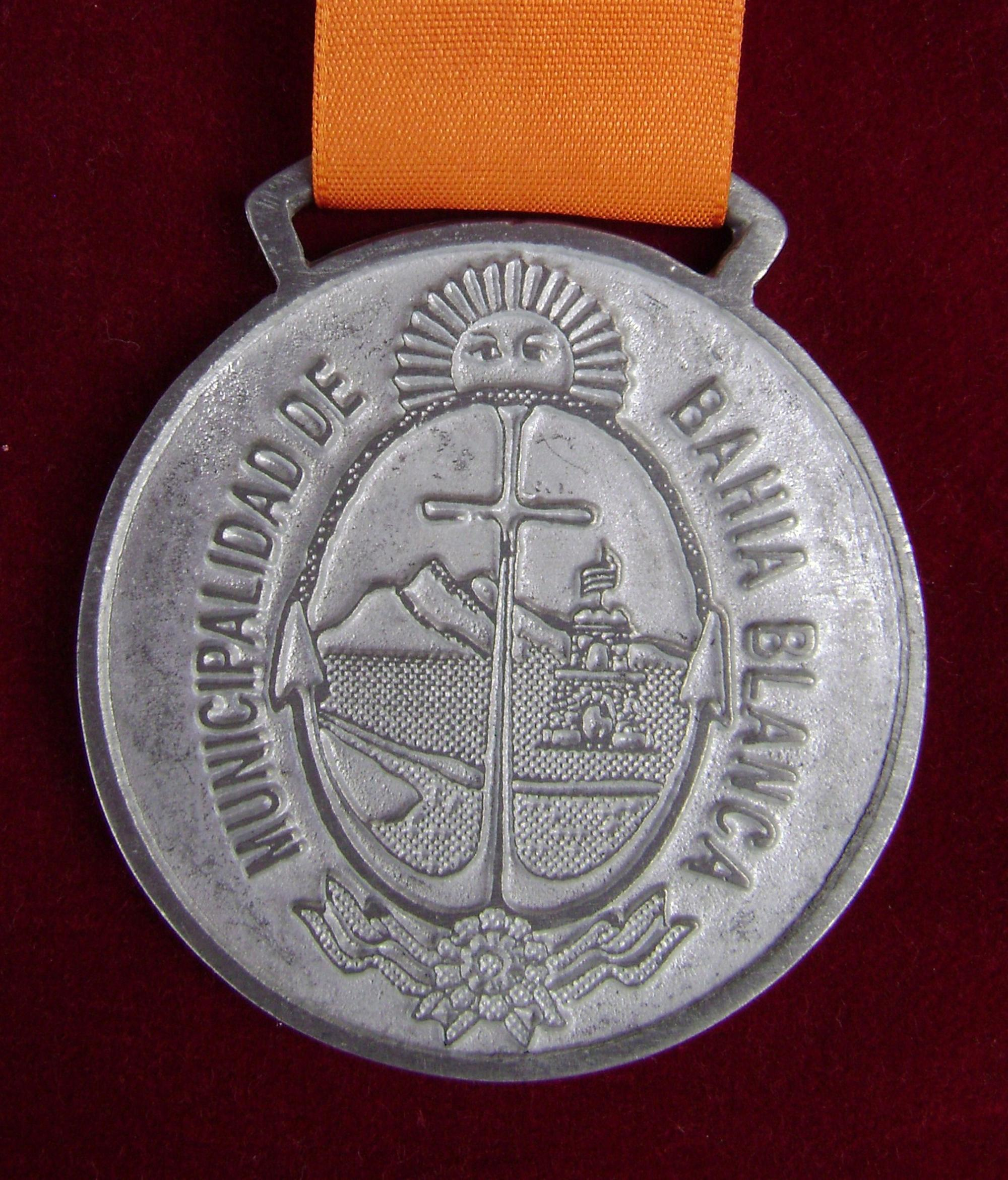
Medalla 1° Puesto 10 km de la ciudad de Bahía Blanca.
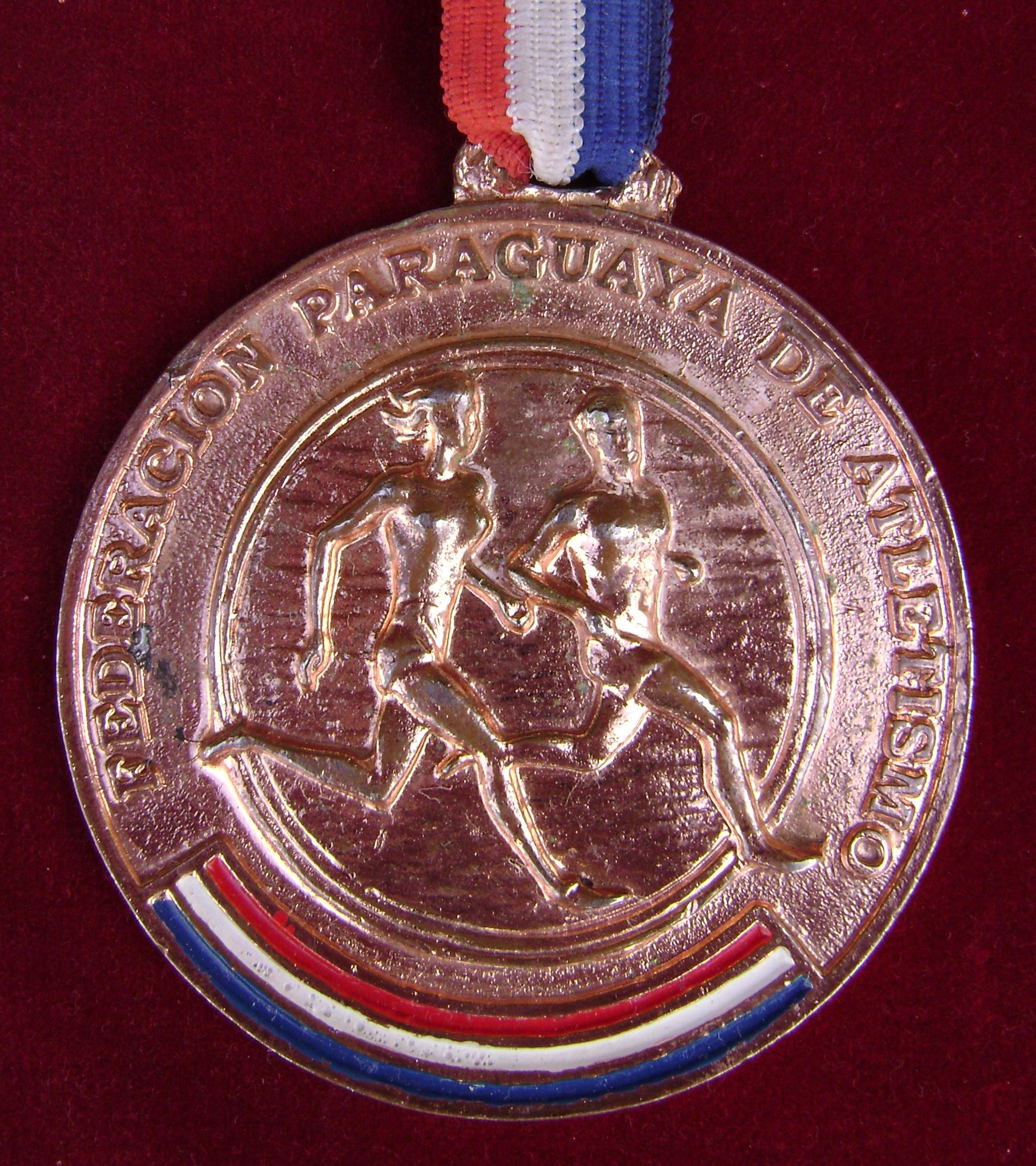
Medalla 3° Puesto Sudamericano de cross country en Paraguay.

Comentarios Páginas Deportivas
Lucrecia Ortiz Deportes La Nueva Provincia (enlace roto disponible en Internet Archive; véase el historial, la primera versión y la última).
Lucrecia Ortiz Deportes La Nueva Provincia (enlace roto disponible en Internet Archive; véase el historial, la primera versión y la última).
- LUCRECIA SEMPER

Lucrecia nació el 11 de octubre de 1994 en la ciudad de Bahía Blanca, la enseñanza preescolar la realizó en el Jardín de Infantes N.º 906, la primaria, en la Escuela N.º 14 de la ciudad de Gral. Cerri y la secundaria, en el colegio Inmaculada de la ciudad de Bahía Blanca.
El inicio de su actividad atlética fue en el año 2001 en la Agrupación Atlética Gral. Cerri cuando comenzó a competir en la categoría pre-infantil. A partir de ese momento fue pasando a categorías superiores en las cuales obtuvo importantes premios.
La dedicación, continuidad y el apoyo de sus familiares, amigos y compañeros de la Agrupación hacen que sea un ejemplo para toda la juventud y orgullo de la ciudad.
Comentarios Páginas Deportivas.
Lucrecia pertenece a la Agrupación Atlética General Cerri integra el programa de retención de talentos y grupos de mediofondo, instaurado el año pasado por la Confederación Argentina de Atletismo, con vista a los Juegos Olímpicos de 2016 y 2020.
En su adolescencia tomó parte en los campamentos realizados en diciembre de 2009, en Santa Fe, y en abril, en el Centro Nacional de Alto Rendimiento Deportivo (CENARD) de Buenos Aires.

El 28 de septiembre de 2010, por el expediente H.C.D. 1328/2010, Lucrecia Semper es distinguida con el título de "Personalidad destacada de la ciudad de Bahía Blanca"
El 10 de octubre de 2010, tuvo buen desempeño en el 20° Campeonato Sudamericano de Menores, que se llevó a cabo en Santiago de Chile.
La atleta cerrence se ubicó cuarta en la final de los 800 metros llanos, con 2m 15s 84/100, con lo cual volvió a mejorar el récord bahiense de su categoría y de juveniles (ambos en su poder) y quedó muy próxima al de mayores o absoluto.
Lucrecia Semper Deportes La Nueva Provincia (enlace roto disponible en Internet Archive; véase el historial, la primera versión y la última).
Lucrecia Semper Deportes La Nueva Provincia (enlace roto disponible en Internet Archive; véase el historial, la primera versión y la última).
Lucrecia Semper Deportes La Nueva Provincia (enlace roto disponible en Internet Archive; véase el historial, la primera versión y la última).
Lucrecia Semper Deportes La Nueva Provincia (enlace roto disponible en Internet Archive; véase el historial, la primera versión y la última).
Lucrecia Semper Personalidad Destacada

## Bomberos Voluntarios
El 27 de mayo de 1986 se crea la “Asociación Cuerpo Bomberos Voluntarios de Gral. Daniel Cerri”, el cuartel y la sede de la institución está ubicado en la Avda. 25 de Mayo y Húsares de la mencionada ciudad.
Bomberos Voluntarios de Gral. Daniel Cerri

## Establecimientos de Educación

### Jardín de Infantes N.º 931
En el año 1984, ante la necesidad de un Jardín de Infantes en el sector de Cuatreros Viejo, un grupo de docentes de la escuela N.º 10  “General Daniel Cerri”, padres y vecinos del lugar deciden alquilar una antigua edificación en la avenida Plácida Pernici s/n para solicitar la aprobación y puesta en función del establecimiento educativo.
Después de realizados todas las gestiones pertinentes el 30 de mayo de 1985 llega la Resolución Ministerial N.º 2740 para la creación del Jardín de Infantes N.º 931 y el 7 de junio del mismo año con la presencia de autoridades, docentes, niños, padres y comunidad toda, comenzó sus actividades con la Sra. Marta Conte (Directora), la Srta. Liliana Recio (Docente) y la Sra. Elba Guagliardo (Preceptora).
Ante el aumento de alumnos y la precariedad del edificio, la comunidad educativa y la Cooperadora se fijó como objetivo primordial tener un edificio propio. En el año 1990 logró comprar el predio ubicado en las calles Güemes, Libertad, 9 de Julio y Las Heras, para luego cederlo a la Dirección Gral.de Cultura y Educación.
El senado bonaerense aprobó sobre tablas y por unanimidad el proyecto para que el Poder Ejecutivo Provincial a través de la DGCyE concrete la construcción del Jardín N°931.
El 7 de junio de 1996 se coloca la Piedra Fundamental para la construcción del edificio propio y en octubre del mismo año se comienza con la obra del nuevo edificio.El 18 de septiembre de 1998, autoridades, docentes y la comunidad “Cerrence” se hicieron presente para inauguran el nuevo edificio.

### S.E.I.M.M. N.º 2

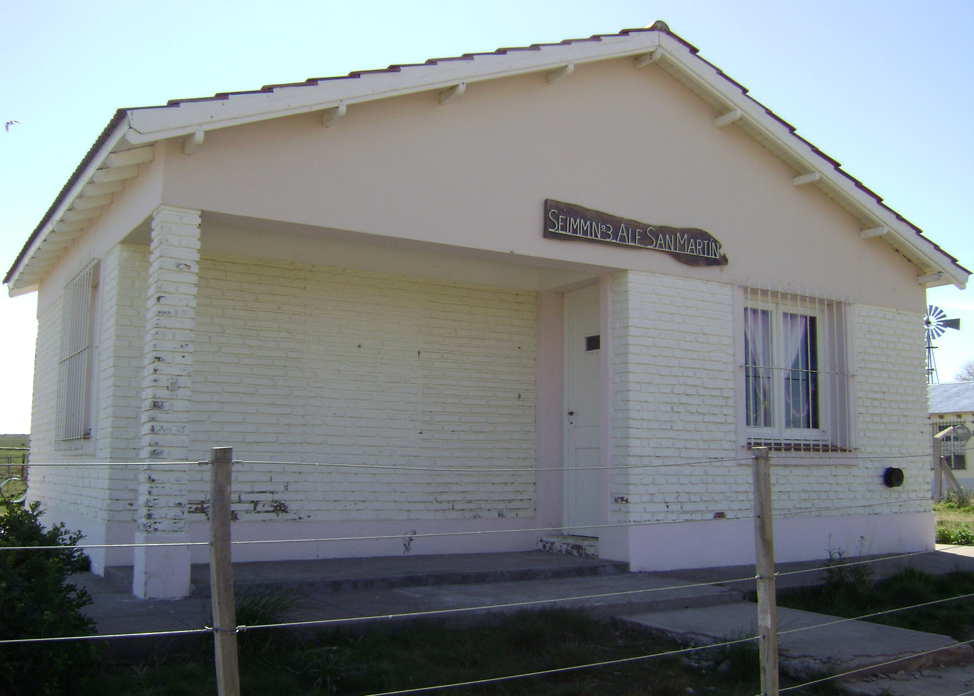
Edificio S.E.I.M.M. N.º 3 "Alférez San Martín"

### S.E.I.M.M. N.º3
El Servicio de Educación Inicial de Matrícula Mínima N.º 3"Alférez San Martín", se comenzó a construir en el año 1998 y fue inaugurado en mayo del 2003 en cercanías de la estación de ferrocarril del "Paraje Alférez San Martín" en un solar que pertenece a la Escuela N°41 y en el edificio que perteneció al destacamento policial del mencionado sector.
El renovado edificio presentado en excelentes condiciones, brinda buen confort a los alumnos que allí concurren, además de la personalizada enseñanza de los docentes.
Nuevo edificio (enlace roto disponible en Internet Archive; véase el historial, la primera versión y la última).

### Escuela N.º 10
El 1 de junio de 1890 (135 años) en el paraje denominado la Vitícola Argentina y conocido con el nombre de Quinta González, comenzó con sus tareas educativas la Escuela N.º 10 "General Daniel Cerri".
Fue su primer director el Sr. José M. Lorenzo, Dolores Sosa la primera maestra y el número de alumnos alcanzaba a 56 (32 mujeres y 24 varones) figurando en planillas de 1890 y los siguientes niveles: primeras letras, lectura corriente, escritura y primer grado.
En el año 1903, el establecimiento contaba con un solo maestro, que se llamaba Joaquín Perelló y apenas 30 alumnos, algunos venían de las quintas y otros de Villarino, donde no había escuela, cuando el maestro se jubiló comenzó con sus tareas educativas la señorita Felisa Vigot.
Ante el crecimiento del sector y del alumnado, era necesario la ampliación o construcción de otro edificio. En 1910, trasladó su sede al actual predio donde se había levantado una nueva escuela.
La nueva escuela era de chapa y revestida en madera, tenía cuatro salones, un aula más chica y los baños estaban afuera. Esta escuela fue demolida en 1948 para comenzar con la construcción del nuevo edificio.
- Nuevo Edificio

El 1 de abril de 1955 se inauguró el actual edificio en la intersección de la Avda. Neumayer (antigua Ruta 3) y Gurruchaga, en aquella jornada se vivió un acontecimiento que justificaba
plenamente el alborozo de la comunidad Cerrense, es que además de la habilitación del edificio,
significaba poner la casa en orden, ya que algunos de los alumnos eran absorbidos por la Escuela N.º 14, la cual se veía desbordada en su capacidad.
El acto inaugural de la obra tuvo singulares características, ya que los principales oradores fueron el presidente de la Nación, Gral. Juan Domingo Perón, y el gobernador de la prov. Carlos Aloé. Claro que no en forma personal, sino a través de LRA Radio Nacional, escuchada por la numerosa concurrencia.
Luego si, en forma personal, hubo discursos de Isabel Rodríguez Gamero (Inspectora de enseñanza) y Haydée Sorraco de Perata (directora del establecimiento); acto seguido, la cooperadora repartió golosinas entre los niños y por la noche, en el Centro Español, un lunch puso final a los festejos.
El 7 de octubre de 1975 en sección realizada por el Honorable Consejo Deliberante se impone el nombre de Avda. Plácida Pernici al sector de la Avda. Neumayer desde Mayor Clerice hacia el Museo Fortín Cuatreros; Plácida Pernici fue maestra y directora de esta escuela a partir de 1920, por tal motivo un grupo de exalumnos, y viejos vecinos de General Daniel Cerri, consigue rendirle así un homenaje a quien dirigiera sus pasos de niños.

### Escuela N.º 14

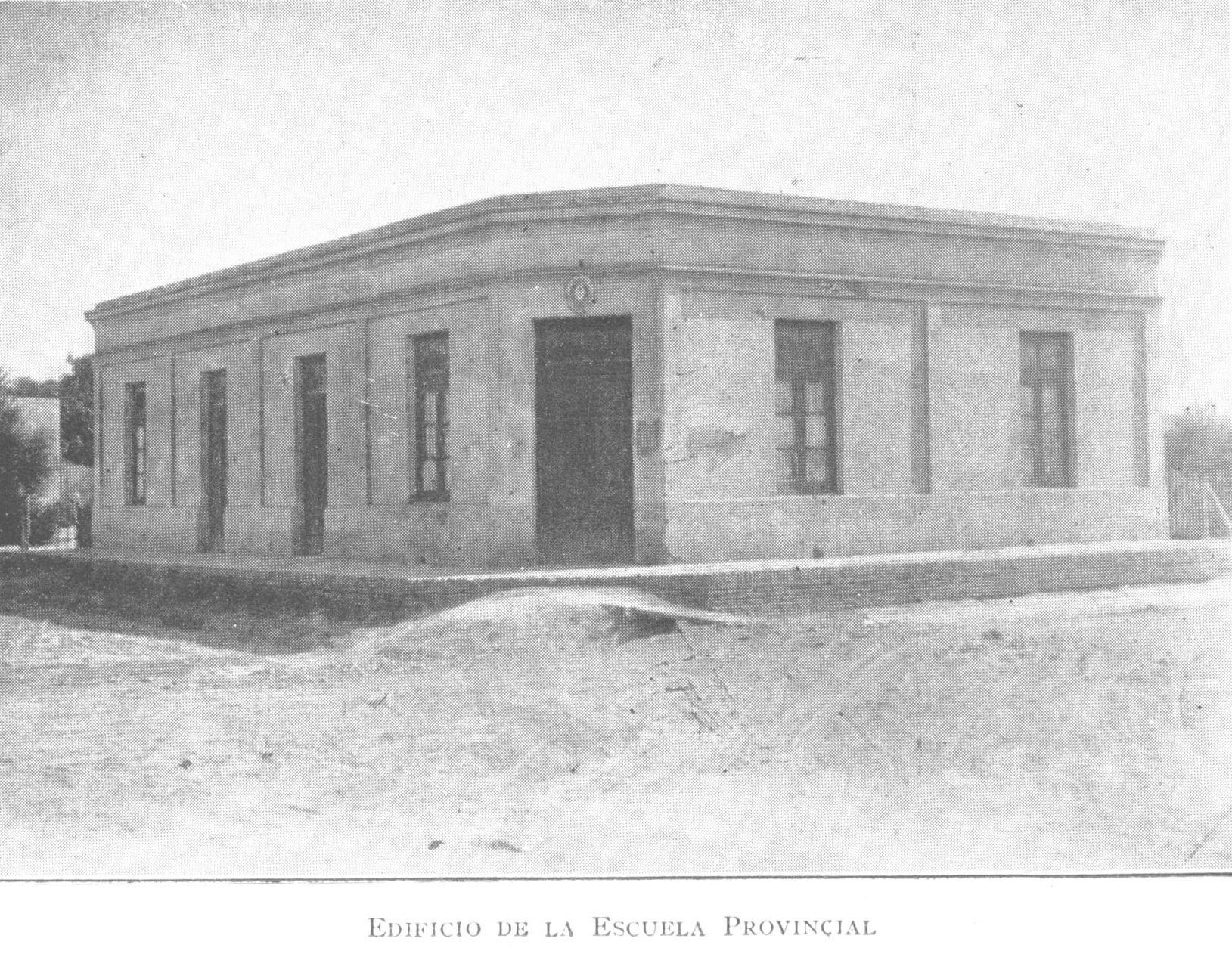
Primer edificio de la Escuela N.º 14 en Gral. Daniel Cerri

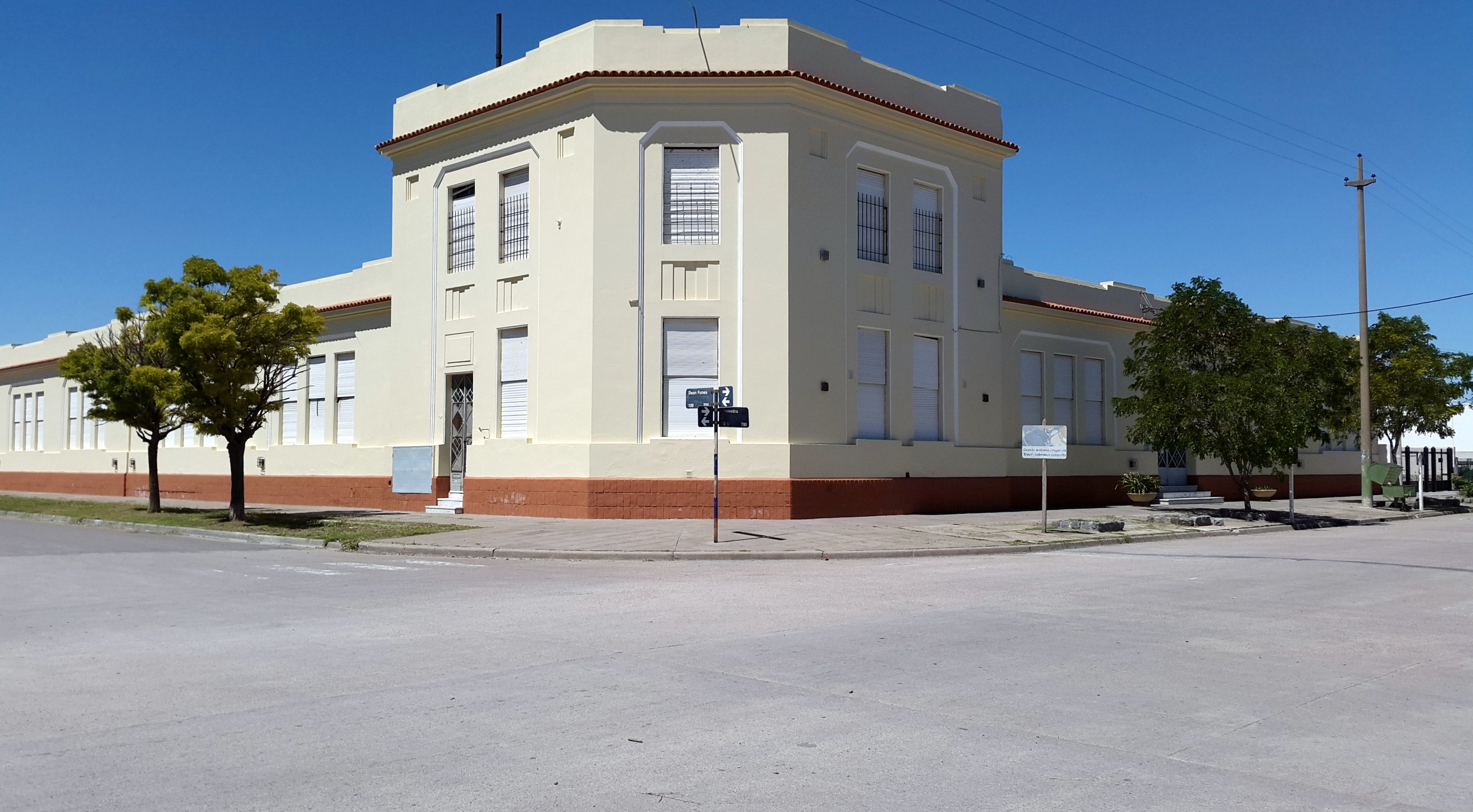
Edificio de la Escuela N.º 14 en Gral. Daniel Cerri

Hasta el año 1906, el pueblo de "Cuatreros" (hoy ciudad de General Daniel Cerri) solo
contaba con la Escuela N.º 10 y ante la radicación de vecinos en el otro extremo del pueblo, por las nuevas industrias allí instaladas era necesario la creación de otro establecimiento de enseñanza para satisfacer las necesidades educativas de los niños del sector.
Por tal motivo, el 20 de marzo de 1906 se inaugura la Escuela N°14 "Vicente López" en el edificio de la esquina de la Avda Belgrano y José María Gutíerrez, propiedad del Sr. Benedicto Dignar y a partir de 1939 propiedad del Sr Atilio Vignoni. La cantidad de alumnos inscriptos en 1906 fue de 59 (1° grado, 26 mujeres y 29 varones, y en 2° grado 1 mujer y 3 varones), en el año 1907 se sumaron 50 alumnos más. El maestro infantil, Sr. Santos Alcolea Bermejo de nacionalidad española fue el primer director.
Para comienzo del año escolar de 1930 se incorpora al personal de la escuela la primera portera, la señora María Emma Aizaquerre de Duran (Doña EMMA), en ese momento el establecimiento contaba con 247 alumnos, lo que hacía pensar en la construcción de un nuevo y propio edificio.
Con la participación de comerciantes y vecinos se adquiere un cuarto de manzana que fue donado a la provincia, el gerente del frigorífico "Sansinena" Juan H. Hours, fue quien gestionó ante el gobernador de la Provincia Dr Valentín Vergara la construcción de un nuevo edificio educativo.
En el mes de marzo de 1931, en la esquina de las calles Saavedra y Dean Funes fue habilitado el nuevo edificio, constituyendo toda una nota de adelanto edilicio en el pueblo de "Cuatreros", población que vivió con júbilo explicable la inauguración del propio edificio escolar que ha venido a llenar una sentida necesidad de la comunidad escolar.

### Escuela N.º 41

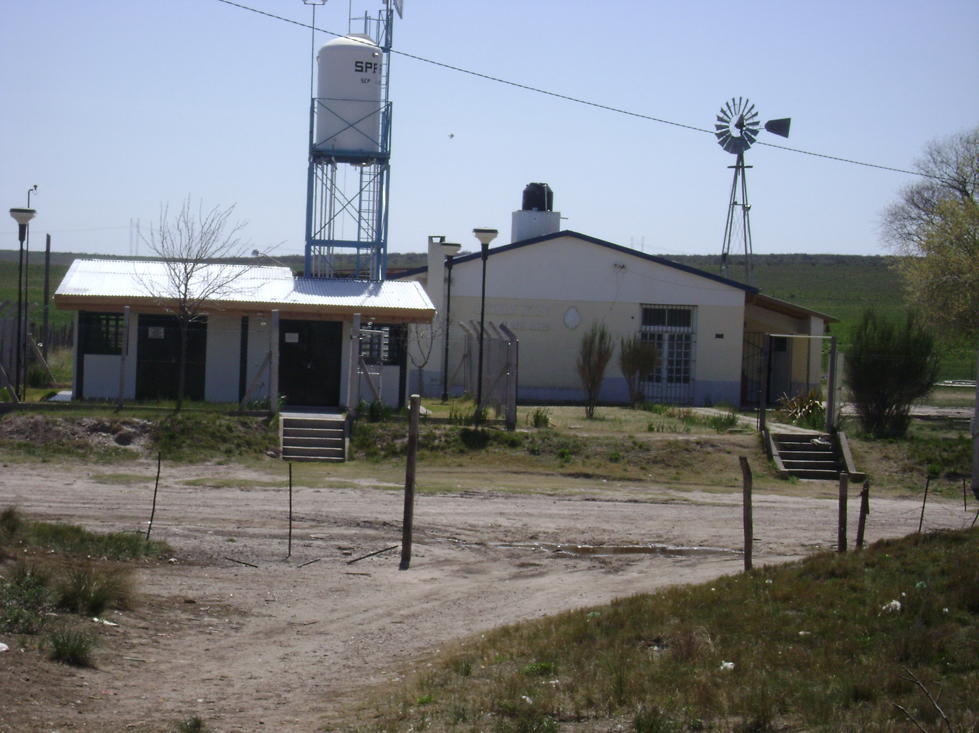
Escuela N.º 41

Brecha Digital

### Escuela N.º 44

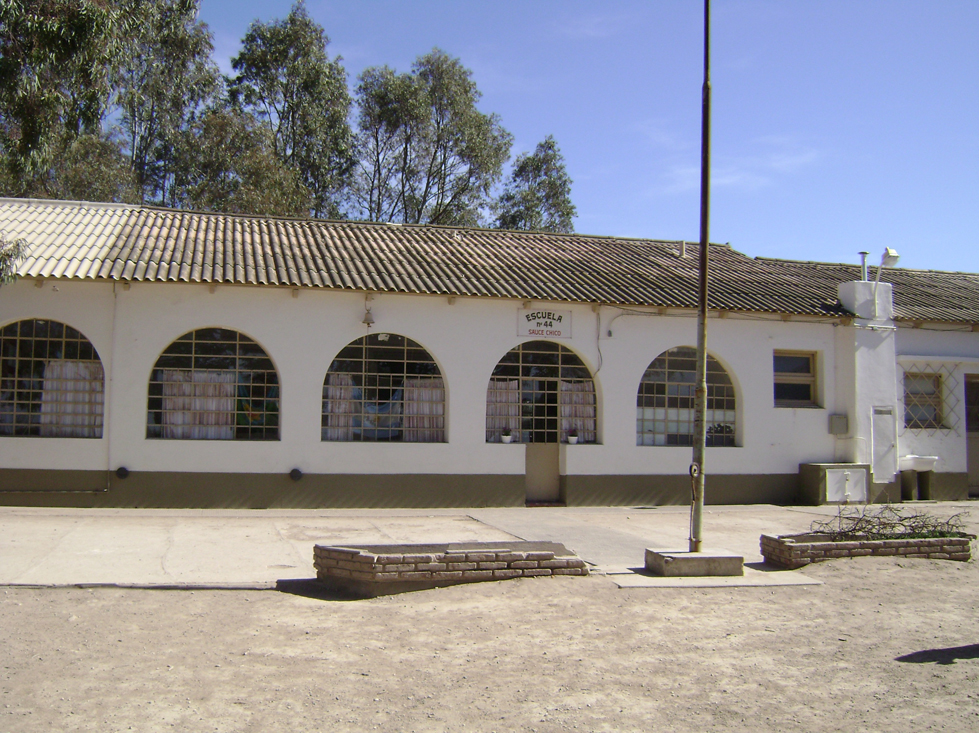
Escuela N.º 44

En el año 1929 en el "Paraje Sauce Chico" bajo la presidencia de Hipólito Yrigoyen y con el expediente N.º 765/29 del 02/1929, se fundó la escuela N.º 44 "Prov. de Neuquén". El establecimiento educacional estaba ubicado al sur de la provincia de Buenos Aires, a 25 km de la ciudad de Bahía Blanca y a 10 km de Cuatreros (hoy ciudad Gral. Daniel Cerri) en un lugar rodeado de quintas cuyas tierras riega el río Sauce Chico y pobladores del lugar trabajan.
El Consejo Escolar alquiló el edificio que pertenecía a la Sra. de Carozzo y el día 18 de marzo de 1929 bajo la dirección del maestro Sr. Ernesto Ferraro, con una división y un turno comenzó el dictado de clases.
En el año 1933 se formó la primera Asociación Cooperadora, que con mucho esfuerzo mantuvo el local, su mayor preocupación era lograr que la escuela tenga su propio edificio.
Los anhelos de los vecinos del lugar se ven cristalizados, cuando en el año 1948 se comenzó a construirse el nuevo edificio en un solar próximo al sector, y que fue donado por el Sr. Amaducci.
La nueva escuela fue inaugurada el 6 de mayo de 1950, manteniéndose en muy buen estado gracias al apoyo de maestros, cooperadores, comunidad y Consejo Escolar.

### Escuela N.º 56
Todo comenzó cuando Armando Mellusso, convenció a Enrique Gentili de crear una escuela oficial en el medio del campo y fue así que la familia de Gentili cedió el terreno para construir la escuela.
El 1 de junio de 1955 (70 años) en el “Paraje La Hormiga” inició su actividad educativa la Escuela N.º 56 Islas Malvinas, el mismo Enrique Getili fue su fundador y Daniela Polo su primera directora-maestra.

### Escuela Enseñanza Media N.º 7
La Escuela de Educación Media N.º 5, (creada por resolución ministerial del 19 de diciembre de 1974), comenzó a funcionar el 24 de marzo de 1975, compartiendo el local de la escuela Primaria N.º 14. Respondía al plan de estudios de Comercio diurno y funcionaba en turno vespertino.
El 15 de mayo de 1975, la entonces Directora de Enseñanza Media, profesora Oderay Ocaranza de Santi, procedió a poner en el cargo a la primera directora del establecimiento, Sra Blanca Ripalda de Grandoso. En el acto de conmemoración del 25 de Mayo de ese mismo año, tuvo lugar la donación de la Bandera de ceremonias por parte de la Corporación Argentina de Productores de la Carne apadrino a la escuela.
A pesar del evidente apoyo de las instituciones y de toda la población la Escuela Profesional y la Escuela Media tenían serios problemas debido a las limitaciones de la infraestructura disponible y el deficiente equipamiento. Además se hacía notorio que la matrícula de la Escuela Profesional se reducía porque los alumnos de la especialidad se veían atraídos por la Escuela N.º 5.
El 7 de julio de 1977 fueron fusionadas la Escuela Profesional Mixta N.º 4, que contaba en ese entonces con 51 alumnos y la Escuela de Educación Media N.º 5 que tenía 98 alumnos. se formó así la Escuela de Educación Media Y Técnica N.º 1, que funcionaba en dos turnos, siempre en el local compartido con la Escuela Primaria. 
En 1980, para paliar las urgentes necesidades de la Escuela, el Sindicato de la Carne cedió parte de sus instalaciones para que funcionaran tres cursos.
Por resolución ministerial N°00121/80 del 16/02/80 el establecimiento recibió el nombre de "Fortín Cuatreros", afirmando de ese modo su consustacion con la tradición histórica de la localidad.
El 14 de marzo de 1983, se inició el ciclo lectivo en el edificio alquilado por la Asociación cooperadora del antiguo Centro Español. Estas instalaciones fueron adaptadas para cumplir nuevas funciones gracias al apoyo de toda la comunidad.
A la primitiva estructura se le hicieron divisiones interiores, se le incorporaron 6 aulas nuevas y sanitarios, a la vez que se la fue dotando de equipamiento y material didáctico. Al respecto es destacable la creación de la Biblioteca Escolar, que inició sus funciones como tal en el año 1985 gracias a una intensa campaña previa para obtener la donación de un número significativo de volúmenes.
En 1986 la escuela recibe el nombre de Escuela de Educación Media N.º 7 e incorpora el Bachillerato Nocturno, dando respuesta así a una sentida necesidad de la población.
En diciembre de 1990, el diputado Damaso Larraburu, promete a la comisión Directiva de la Asociación Cooperadora, cuerpo docente y representantes del alumnado del establecimiento la construcción del edificio propio. La obra comienza en marzo de 1991 y en noviembre de 1991 quedó paralizada. 
Por la intervención del Consejo Escolar de Bahía Blanca y de la directora general de Escuelas y Cultura, su construcción se reanuda en agosto de 1993.
El 25 de abril de 1994 se realiza el acto de inauguración del edificio. Durante un prolongado lapso de tiempo la escuela se encontró desdoblada porque debido al gran incremento de la matrícula las aulas no alcanzaban para cubrir las demandas de la población educacional.
A fines del año 1995 y durante 1996 se construyó la ampliación para la sala de archivo y el kiosco del establecimiento. el ciclo lectivo de 1997 se inauguró con tres aulas más, una sala para la biblioteca, una sala para Informática y baños para damas, caballeros y discapacitados.
En noviembre de 1998, precisamente el Día de la Tradición , la Senadora Provincial Alicia Fernández de Gabiola, oriunda de la localidad y docente del establecimiento hizo entrega de la Bandera Bonaerense en un cálido acto, al que concurrió gran parte de la comunidad educativa.
En el mes de diciembre de 1998, los herederos del Señor Casiano Boo, donan el terreno lindero para la construcción del gimnasio y el gabinete de ciencias.Fuente: Reseña Histórica de la Escuela

### Centro de Educación Física N.º 46
Desde octubre de 1985, funciona en las instalaciones del Club Atlético Sansinena, el Centro de Educación Física N.º 46, que es un establecimiento educativo dependiente de la Dirección General de Cultura y Educación que imparte educación no formal a niños, jóvenes y adultos de la localidad. Su objetivo es promover la enseñanza y práctica de actividades físicas, recreativas y deportivas, contribuyendo a mejorar la salud y la calidad de vida, dando alternativas de uso del tiempo libre.
Semalmente concurren jóvenes de ambos sexos que practican: Educación Física Infantil, Básquet, Vóley, Handbol, Softbol, Hockey, Gimnasia Deportiva, Fútbol, Atletismo, Aerobics y Educación Física para Adultos. 
Además atienden a los alumnos de los jardines de infantes N.º 906 y N.º 931 de Gral.Daniel Cerri.

## Población
Cuenta con 6745 habitantes (Indec, 2010), lo que representa un incremento del 29,22% frente a los 6515 habitantes (Indec, 2001) del censo anterior.
| Gráfica de evolución demográfica de General Daniel Cerri entre 1960 y 2010 |
|                                                                            |
| Fuentes: INDEC                                                             |

General Daniel Cerri es la Segunda Ciudad (Ley 10806 y Ley 12305) después de Bahía Blanca Cabecera del Partido.
Los sectores de Alférez San Martín, Don Ramiro, La Vitícola, Los Chañares, Sauce Chico y Villa Bordeu pertenecen a la Delegación Municipal de Gral. Daniel Cerri (Distrito Cerri).

## Parroquias de la Iglesia católica en General Daniel Cerri
| Arquidiócesis | Bahía Blanca        |
| ------------- | ------------------- |
| Parroquia     | San Miguel Arcángel |